# Bodensee
Der Bodensee ist ein Binnengewässer im südwestlichen Mitteleuropa. Er besteht aus dem
- Obersee mit Überlinger See und Konstanzer Trichter und dem
- Untersee mit Rheinsee, Zeller See und Gnadensee inklusive Markelfinger Winkel sowie dem
- Seerhein vom Ober- zum Untersee im Stadtgebiet von Konstanz.

Der Bodensee liegt im vom Rhein durchflossenen Bodenseebecken, einem Teil des nördlichen Alpenvorlands; der Zufluss heißt Alpenrhein, der Abfluss Hochrhein.
An den Bodensee grenzen die drei Staaten Deutschland, Österreich und Schweiz. Eine anerkannte Grenze gibt es nur im Untersee zwischen Deutschland und der Schweiz. Im Bereich des Obersees wurde kein einvernehmlicher Grenzverlauf festgelegt.
Der Bodensee ist das größte Binnengewässer Deutschlands, das größte Binnengewässer Österreichs, und das – je nach Flächenbetrachtung – zweit- oder drittgrößte Binnengewässer der Schweiz.
Dieser Artikel behandelt neben dem Bodensee selbst auch die umgebende Bodenseeregion, die sich je nach räumlicher Definition weit ins Hinterland erstreckt.

## Geschichte
Nach dem Ende der letzten Kaltzeit vor circa 10.000 Jahren waren Ober- und Untersee noch in einem See verbunden. Die Tiefenerosion des Hochrheins ließ den Seespiegel nach und nach absinken und die Konstanzer Schwelle hervortreten. In der Antike trugen die beiden Seen noch unterschiedliche Namen, danach entwickelte sich aus unbekannten Gründen der gemeinsame Name.

### Namensgeschichte
Der römische Geograph Pomponius Mela nennt um das Jahr 43 n. Chr. den Lacus Venetus und den Lacus Acronius, die beide vom Rhein durchflossen werden. Man nimmt an, dass es sich um die Namen für den Obersee (nach dem rätischen Stamm der Vennoneten) und den Untersee handelt. Beide Namen kommen sonst in der antiken Literatur nicht mehr vor.
Der Naturforscher Plinius der Ältere bezeichnet den gesamten Bodensee um 75 n. Chr. erstmals als Lacus Raetiae Brigantinus nach dem damaligen römischen Hauptort am See, Brigantium (Bregenz). Dieser Name ist mit den hier ansässigen keltischen Brigantiern verbunden, wobei offen ist, ob der Ort nach dem Stamm hieß oder sich die Einwohner der Region nach ihrem Hauptort benannten. Bei Ammianus Marcellinus ist später die Form Lacus Brigantiae zu finden.
Der heutige deutsche Name „Bodensee“ leitet sich vom Ortsnamen Bodman ab und bedeutet damit „See bei Bodman“. Dieser am Westende des Überlinger Sees gelegene Ort hatte im Frühmittelalter eine große Bedeutung, da er erst ein alemannischer Herzogssitz und dann eine fränkische Königspfalz und überdies eine Münzstätte war. Erstmals bezeugt findet er sich als Bodungo (eine Fehlschreibung für Bodumo) 496/506 (Kopie 13./14. Jahrhundert nach Kopie um 700); weitere frühe Nennungen sind Bodomo (839) und Podoma (887). Dieser Ortsname geht auf althochdeutsch bodam zurück, was als Gattungswort „Boden, Erdboden, Grundfläche“ und als Ortsname „tief gelegener Siedlungsplatz“ oder „Ort auf einer Ebene“ bedeutet. Der Name des Sees ist erstmals 840 in latinisierter Form als in lacum Potamicum erwähnt, es folgen 890 (jüngere Kopie) ad lacum Podamicum, 902 und 905 prope lacum Potamicum und 1087 deutsch Bodinse, Bodemse. Als althochdeutsche Ursprungslautung ist *Bodamsē beziehungsweise mit Zweiter Lautverschiebung *Potamsē anzusetzen. Die Benennung nach der Königspfalz verdrängte im Mittelalter alle seit der Römerzeit für Teile des Bodensees bezeugten Namen. Der latinisierte Name wurde von klösterlichen Gelehrten wie Walahfrid Strabo fälschlich auf das griechische Wort potamos für „Fluss“ zurückgeführt und als Fluss-See gedeutet.
Dabei mag auch der Gedanke an den Rhein, der den See durchfließt, eine Rolle gespielt haben. Der deutsche Name Bodensee wurde von zahlreichen anderen Sprachen besonders Nord- und Osteuropas übernommen.

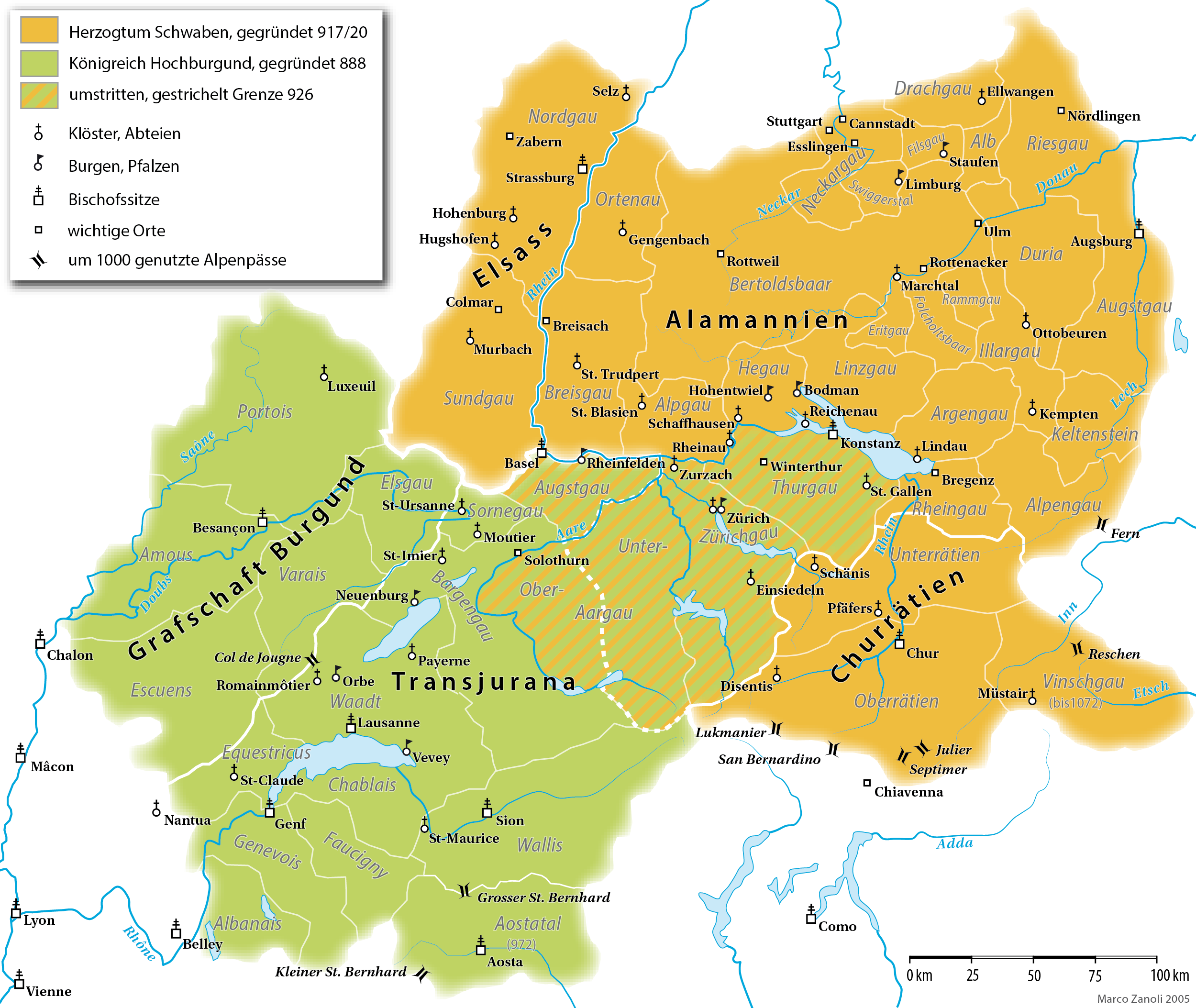
Lage des Bodensees im Herzogtum Schwaben (gelb), 911–1268

Nach dem Konzil von Konstanz 1414–1418 verbreitete sich im (katholisch-)romanischen Sprachraum der alternative Name Lacus Constantinus, eine schon 1187 als Lacus Constantiensis bezeugte Form, welche auf die am Ausfluss des Rheins aus dem Obersee liegende Stadt Konstanz Bezug nimmt. Diese verdankt ihren Namen – lateinisch Constantia – dem römischen Kaiser Constantius Chlorus (292–305 n. Chr.). Beispielhaft genannt seien französisch Lac de Constance, italienisch Lago di Costanza und englisch Lake Constance.
Die einst poetische und heute scherzhafte Bezeichnung „Schwäbisches Meer“ haben Autoren der frühen Neuzeit und der Aufklärung von antiken Autoren, möglicherweise Tacitus, übernommen. Allerdings lag dieser Übernahme ein Irrtum zu Grunde (ähnlich wie etwa auch beim Teutoburger Wald und dem Taunus): Die Römer hatten nämlich nicht den Bodensee, sondern die Ostsee manchmal als Mare Suebicum bezeichnet, da sie den Volksstamm der Sueben in der Nähe eines Meeres verortet hatten. Die Autoren der Frühneuzeit übernahmen die Bezeichnung für den größten See mitten im ehemaligen Herzogtum Schwaben, zu dem unter anderem auch Teile der heutigen Schweiz gehörten.

### Eckdaten zur Geschichte
Aus der Altsteinzeit sind keine Funde in unmittelbarer Seenähe bekannt, da die Bodenseegegend lange Zeit vom Rheingletscher bedeckt war. Fundstellen von Steinwerkzeugen (Mikrolithen) belegen, dass Jäger und Sammler des Mesolithikums (Mittelsteinzeit, 8000–5500 v. Chr.) die Bodenseeregion aufgesucht haben, ohne dort jedoch zu siedeln. Nur Jagdlager sind nachgewiesen. Die frühesten Bauern in der Jungsteinzeit (bandkeramische Kultur) hinterließen dort ebenfalls keine Spuren, denn das Alpenvorland lag abseits der Wege, auf denen sie sich im 6. vorchristlichen Jahrtausend ausgebreitet hatten. Dies änderte sich erst im mittleren und späten Neolithikum mit den Ufersiedlungen (Pfahlbauten und Feuchtbodensiedlungen), die sich nun hauptsächlich am Überlinger See, an der Konstanzer Bucht und am Obersee nachweisen lassen.
Bei Unteruhldingen ist ein solches Pfahlbaudorf rekonstruiert worden und heute als Pfahlbaumuseum Unteruhldingen zugänglich. 2015 wurde in der südwestlichen Uferzone des Sees eine ausgedehnte Reihe künstlich angelegter Steinhügel aus jener Epoche entdeckt.
Vom Beginn der Frühbronzezeit sind Grabfunde aus Singen am Hohentwiel zu nennen. Uferrandsiedlungen wurden während der Jungsteinzeit und der Bronzezeit (bis 800 v. Chr.) mit Unterbrechungen immer wieder errichtet. Siedlungen aus der nachfolgenden Eisenzeit hat man nicht gefunden. Die Besiedlung der Bodenseeufer in der Hallstattzeit wird eher durch Grabhügel bezeugt, die heute meist unter Wald liegen, da sie dort vor der Zerstörung durch die Landwirtschaft geschützt waren. Seit der späten Hallstattzeit wird die Bevölkerung am Bodensee als Kelten bezeichnet. In der Latènezeit ab 450 v. Chr. nimmt die Fundstellendichte ab, was zum Teil daran liegt, dass keine Grabhügel mehr errichtet wurden.
An ihrem Ende sind erstmals schriftliche Nachrichten über den Bodenseeraum erhalten. So werden als Bodenseeanrainer die Helvetier im Süden, die Räter wohl im Bereich des Alpenrheintals und die Vindeliker im Nordosten genannt. Wichtigste Orte am See waren Bregenz (keltisch Brigantion) und das heutige Konstanz.
Die früheste Erwähnung des Bodensees findet sich in der Geographica Strabons und dessen Schilderung des Seegefechtes auf dem Bodensee gegen die Vindeliker im Zuge des Alpenfeldzuges 16 v. Chr.:

„… des Ister (Donau) als des Rhenus (Rhein) und zwischen beiden ein See (Lacus Brigantinus/Bodensee) und die aus dem Rhenus sich ergießenden Sümpfe. Der Umfang des Sees beträgt über 600 Stadien (111 km), die Überfahrt aber nahe an 200 Stadien (37 km).
Er enthält auch eine Insel, deren sich Tiberius als Stützpunkt bediente, als er gegen die Vindelikier in einem Seegefecht kämpfte … Als Tiberius eine Tagesreise vom See vorgerückt war, erblickte er die Quellen des Ister.“

Das Bodenseegebiet wurde 16/15 v. Chr. von römischen Truppen erobert (Augusteische Alpenfeldzüge) und später ins Römische Reich eingegliedert. Der Geograph Pomponius Mela erwähnte um das Jahr 43 n. Chr. den Bodensee namentlich als Lacus Venetus (Obersee) und Lacus Acronius (Untersee), die beide vom Rhein durchflossen würden. Plinius der Ältere nannte den Bodensee Lacus Brigantinus.
Wichtigster römischer Ort wurde Bregenz, das bald römisches Stadtrecht bekam und später zum Sitz des Präfekten der Bodenseeflotte wurde. Die Römer waren auch in Lindau, besiedelten dort allerdings nur die Hügel rund um Lindau, da am Ufer Sumpfgebiet war. Weitere römische Städte waren Constantia (Konstanz) und Arbor Felix (Arbon).
Nach dem Rückzug des Römischen Reiches auf die Rheingrenze im 3. Jahrhundert n. Chr. besiedelten allmählich Alemannen die Nordufer des Bodensees, später auch die Südufer. Nach deren Christianisierung wuchs die kulturelle Bedeutung der Region durch die Gründung des Bischofssitzes Konstanz (um 585) und der Abtei Reichenau (724). Während der Herrschaft der Staufer wurden am Bodensee Reichstage abgehalten. Außerdem kam es in Konstanz zum Friedensschluss zwischen dem Staufischen Kaiser und dem Lombardenbund. Eine wichtige Rolle kam dem Bodensee auch als Umschlagplatz für Waren im deutsch-italienischen Handel zu.
Um 1580 bereiste Michel de Montaigne den Bodensee über die Städte Konstanz, Friedrichshafen und Lindau:

„Der Rhein findet dort seinen Namen, denn an der Einfahrt zur Stadt (Konstanz) dehnt er sich zu einem See von gut vier deutschen Meilen Breite und fünf bis sechs Meilen Länge aus. Es ist eine schöne Terrasse vorhanden, die als Spitze in den See verläuft und als Warenstapelplatz dient; fünfzig Schritt vom See steht ein hübsches Häuschen, in dem fortwährend eine Wache vorhanden ist: daran ist eine Kette befestigt, die die Zufahrt in den Hafeneingang versperren konnte, auch sind zahlreiche Pfähle eingerammt, die dieses Stück des Sees von zwei Seiten einschließen, … kamen, … nachdem wir eine Meile von der Stadt über den See gefahren waren, nach Markdorf. … Wir kamen durch eine Stadt namens Buchhorn (Friedrichshafen); sie ist kaiserlich … und liegt am Ufer des Bodensees. … kamen wir nach Lindau …, einer kleinen Stadt, die hundert Schritt weit draußen im See liegt. Es gibt nur einen Zugang, der ganze Ort ist vom Wasser umschlossen. Der See ist hier eine gute Meile breit und jenseits erheben sich die Graubündener Berge. Der See und alle seine Zuflüsse sind im Winter niedrig, im Sommer nach der Schneeschmelze hoch.“

Während des Dreißigjährigen Kriegs kämpften mehrere Parteien um die Vorherrschaft über das Bodenseegebiet (Seekrieg auf dem Bodensee 1632–1648).
Die Bodenseeregion war 1799 und 1800 vom Zweiten Koalitionskrieg betroffen. Zeitweise agierten eine österreichische und eine französische Flottille auf dem Bodensee. Am 9. Februar 1801 unterzeichneten Frankreich und das Heilige Römische Reich unter dem römisch-deutschen Kaiser Franz II. den Frieden von Lunéville.

### Bodensee auf historischen Landkarten

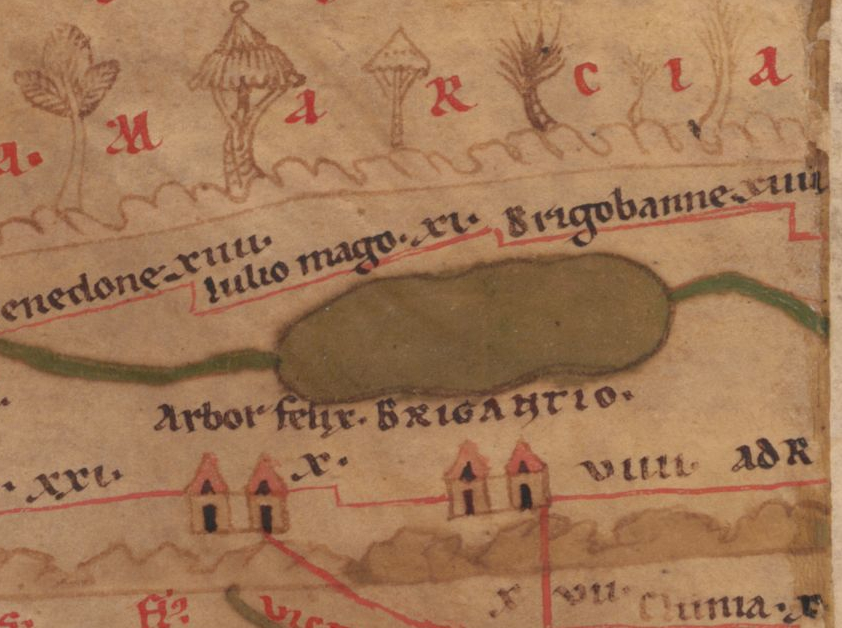
Bodensee mit Arbor Felix und Brigantion auf der Tabula Peutingeriana

Die älteste Darstellung des Bodensees stammt aus der Tabula Peutingeriana aus dem 12. Jahrhundert, der Kopie einer römischen Straßenkarte aus dem 3. Jahrhundert. Dort ist der See nur in einer generischen Form, mit Zu- und Ablauf und ohne Namen, abgebildet, durch die bezeichneten Kastelle Arbor Felix und Brigantio aber eindeutig identifizierbar.
Ab 1540 sind genauere Karten vom Bodensee bekannt.
- 1540: Die Karte Lacus Constantiensis von Johannes Zwick und Thomas Blarer enthält Landschaftsbezeichnungen, Städte und den Rhein.
- um 1540: Sebastian Münster
- 1555: Die Rheinlaufkarte von Caspar Vopelius enthält eine Kartografierung des Bodensees mit den größeren Städten, den Zuflüssen und dem Verlauf des Rheins.
- 1579: Leonhard Straub, St. Galler Drucker.
- 1633: Die Schwabenkarte Totius Sveviae novissima tabula von Johannes Janssonius, Amsterdam, enthält den Bodensee mit Inseln, Zuflüssen, Städten und Ortschaften.[22]
- 1649: Johann Christoph Hurter
- 1675: Die Bodenseekarte Lacus Acronianus sive Bodamicus von Nikolaus Hautt nach Andreas Arzet SJ zeigt den Bodensee mit angrenzenden Ländereien.[23][24]
- um 1740: Lacus Bodamicus vel Acronius cum regionibus circumjacentibus recens delineatus a Matthaeo Seuttero. Kolorierter Kupferstich von Matthäus Seutter, Augsburg, bei Johann Michael Probst, Augsburg.[25]

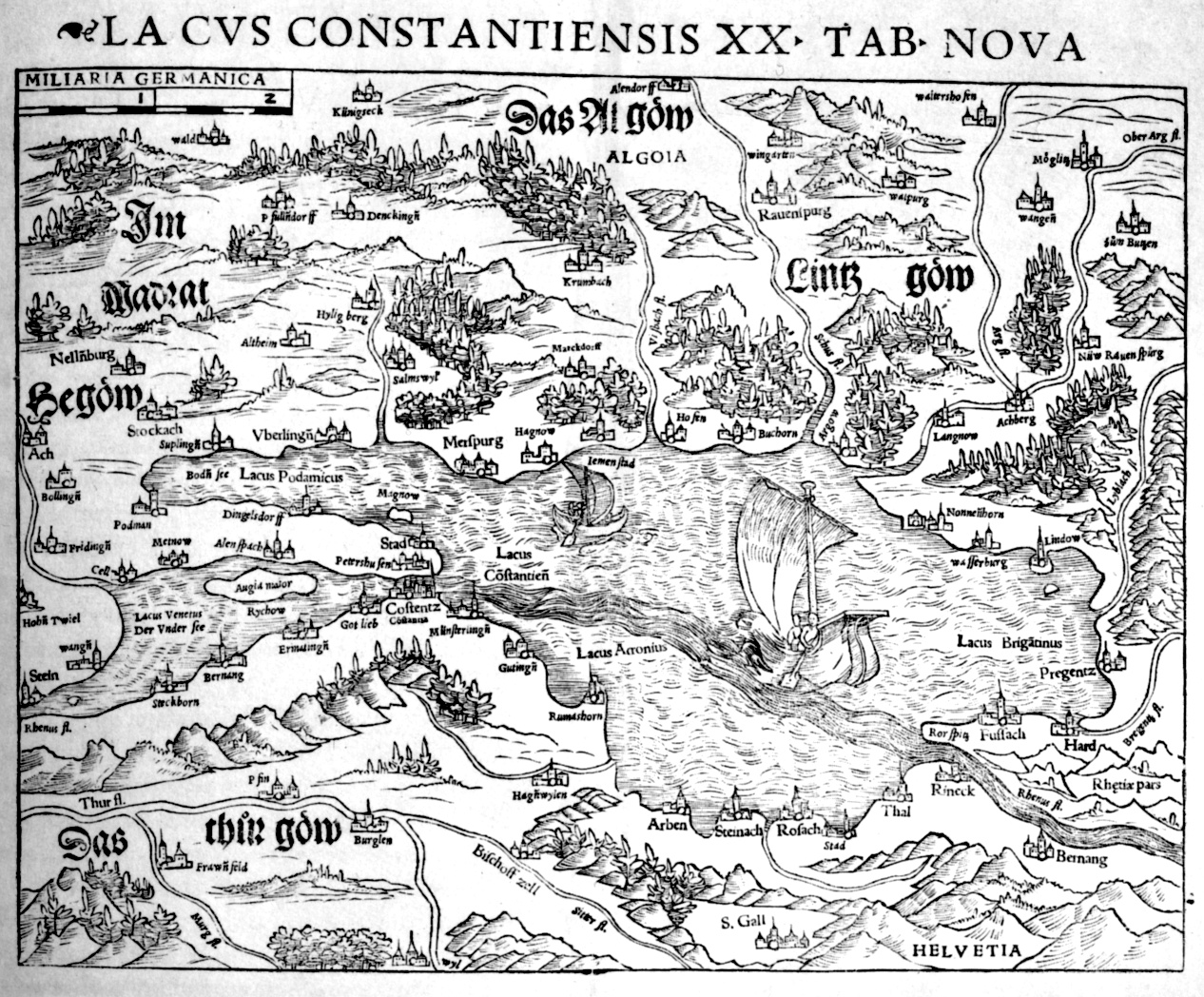
Karte der Bodenseeregion von 1540
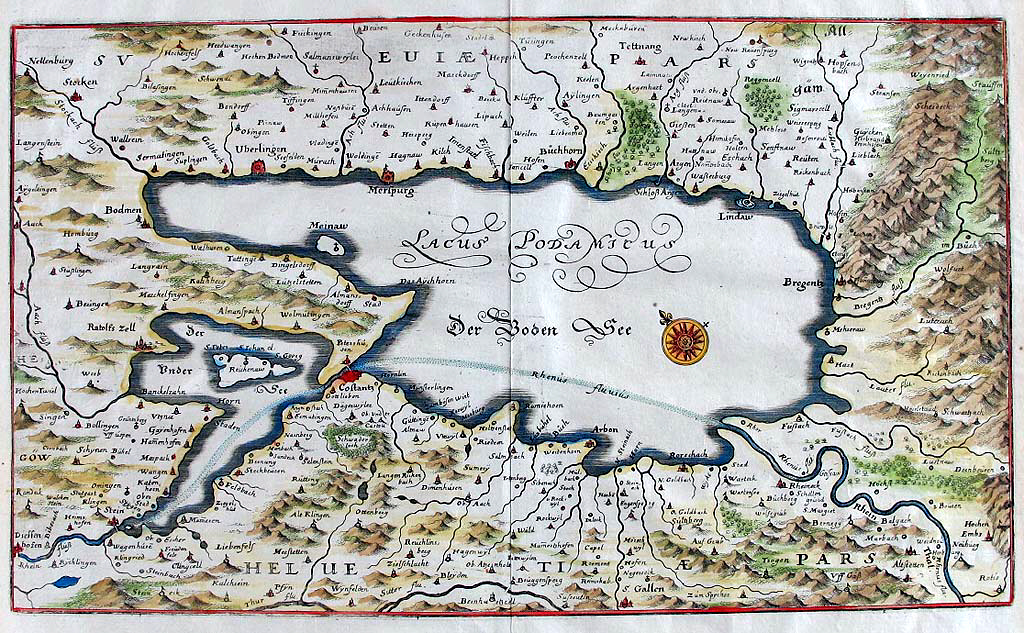
Lacus Podamicus. Der Boden See. Kolorierter Kupferstich, um 1640

## Geographie

### Gliederung

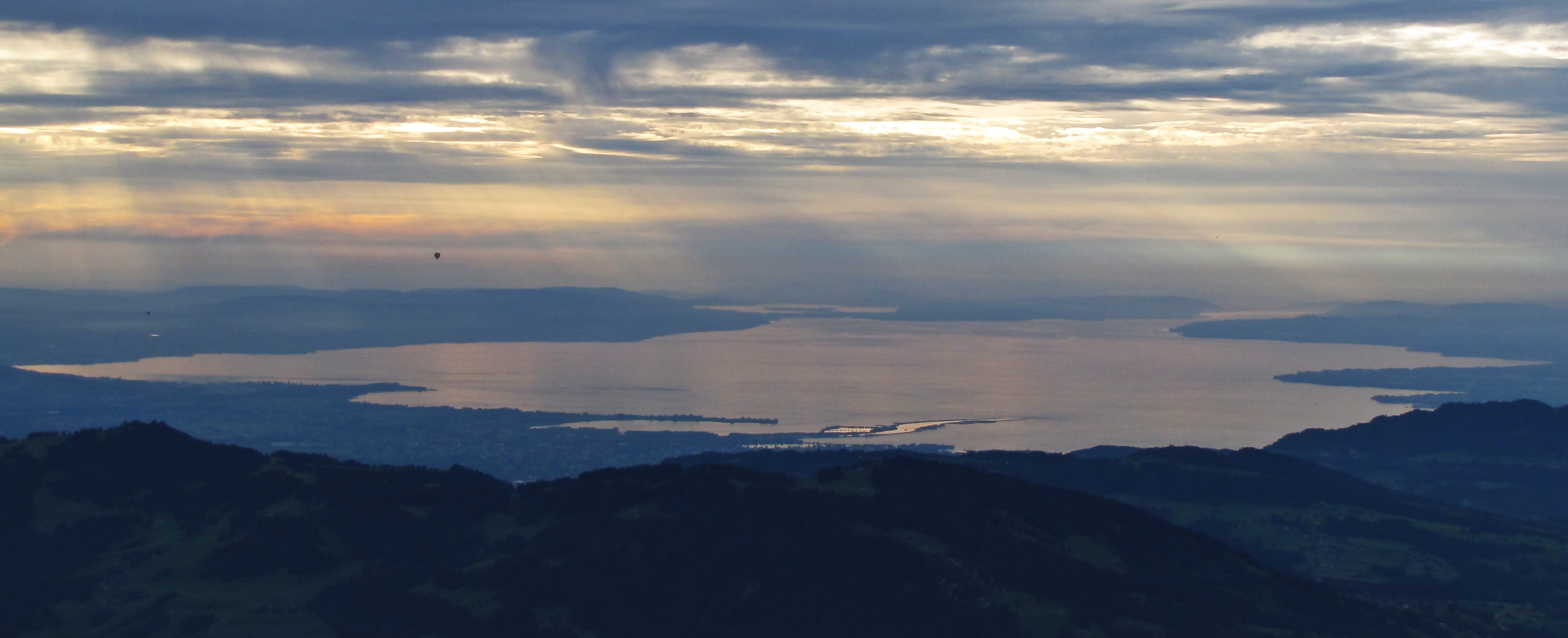
Kompletter See von der Winterstaude (nördl. Bregenzerwald) aus

Der Bodensee ist ein Alpenrandsee im Alpenvorland. Die Uferlänge beider Seen beträgt 273 km. Davon liegen 173 km in Deutschland (Baden-Württemberg 155 km, Bayern 18 km), 28 km in Österreich und 72 km in der Schweiz.
Der Bodensee ist, wenn man Obersee und Untersee zusammenrechnet, mit 536 km² nach dem Plattensee (594 km²) und dem Genfersee (580 km²) flächenmäßig der drittgrößte See Mitteleuropas, gemessen am Wasservolumen (48,5 km³) nach dem Genfersee (89 km³) und dem Gardasee (49,3 km³) ebenfalls der drittgrößte. Er erstreckt sich zwischen Bregenz und Stein am Rhein über 69,2 km. Sein Einzugsgebiet beträgt rund 11.500 km² und reicht im Süden bis zum Ende des Averstals.

#### Obersee

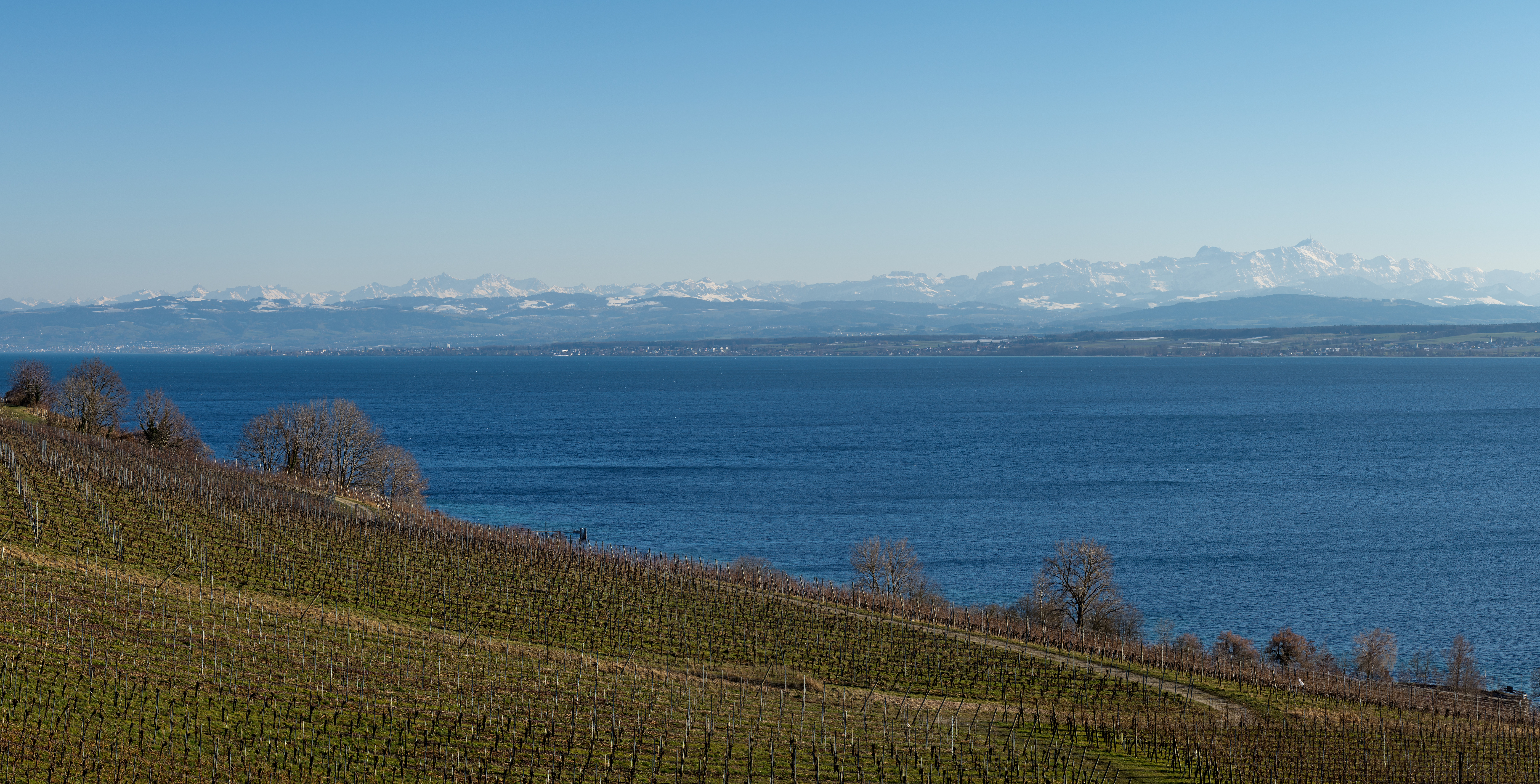
Blick von den Weinbergen bei Meersburg über den Obersee zu den Alpen

Mit einer Fläche von 473 km² ist der Obersee der größte Teil des Bodensees; er erstreckt sich zwischen Bregenz und Bodman-Ludwigshafen über 63,3 km und ist zwischen Friedrichshafen und Romanshorn 14 km breit.
Seine tiefste Stelle zwischen Fischbach und Uttwil misst 251,14 m. Damit ist er der tiefste See Deutschlands.
Die drei kleinen Buchten des Vorarlberger Ufers haben Eigennamen: Vor Bregenz liegt die Bregenzer, vor Hard und Fußach die Fußacher Bucht und westlich davon der Wetterwinkel. Weiter westlich, bereits in der Schweiz, befindet sich die Rorschacher Bucht, nördlich auf bayrischer Seite, die Reutiner Bucht. Der Eisenbahndamm vom Festland zur Insel Lindau im Westen und die Landtorbrücke mit der darüber verlaufenden Chelles-Allee im Osten grenzen vom Bodensee den Kleinen See ab, welcher zwischen dem Lindauer Ortsteil Aeschach und der Insel liegt.

#### Überlinger See
Der nordwestliche fingerförmige Arm des Obersees heißt Überlinger See. Im allgemeinen Sprachgebrauch wird er als eigenständiger Seeteil betrachtet, die Grenze zwischen Ober- und Überlinger See verläuft in etwa entlang der Linie zwischen der Südostspitze des Bodanrücks (das zur Stadt Konstanz gehörende (Freibad) „Hörnle“) und Meersburg. Östlich vor Konstanz liegt der „Konstanzer Trichter“ zwischen dem deutschen und dem Schweizer Ufer.

#### Seerhein
Obersee und Untersee sind durch den Seerhein miteinander verbunden.

#### Untersee

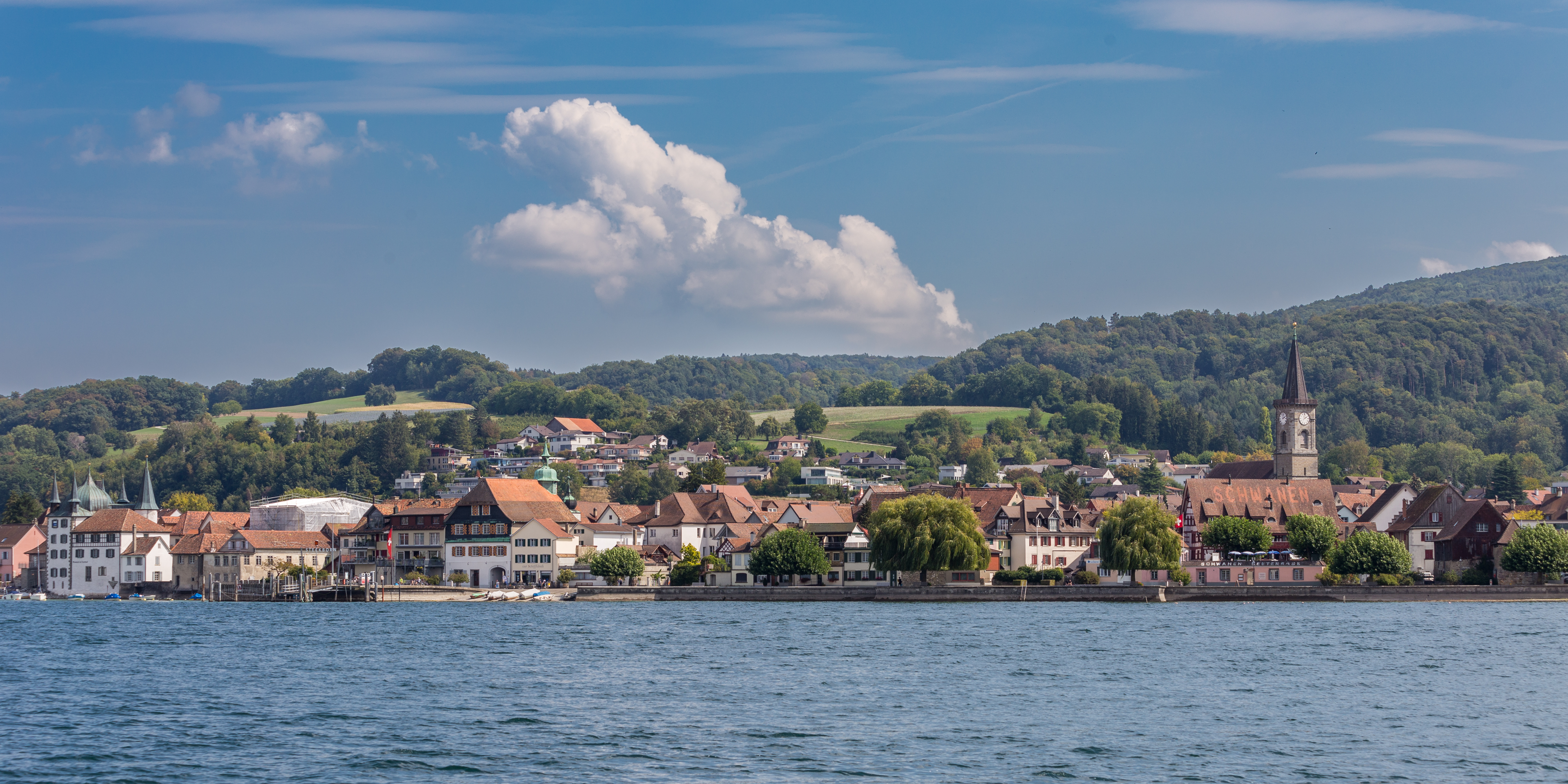
Steckborn am Untersee

Topografische Karte des Bodensees

Der Untersee, der vom Obersee bzw. von dessen nordwestlichem Arm Überlinger See durch die Halbinsel Bodanrück abgetrennt ist, weist eine Fläche von 63 km² auf. Er ist durch die Endmoränen verschiedener Gletscherzungen und Mittelmoränen geprägt und stark gegliedert. Diese Seeteile haben eigene Namen. Nördlich der Insel Reichenau befindet sich der Gnadensee mit dem Markelfinger Winkel ganz im Westen, nördlich der Halbinsel Mettnau. Westlich der Insel Reichenau, zwischen der Halbinsel Höri und Mettnau liegt der Zeller See. Die Drumlins des südlichen Bodanrücks setzen sich am Grund dieser nördlichen Seeteile fort.
Südlich der Reichenau erstreckt sich von Gottlieben bis Eschenz der Rheinsee mit seiner zum Teil ausgeprägten Rheinströmung. Früher wurde dieser Seeteil nach dem Ort Berlingen Bernanger See genannt. Auf den meisten Karten ist der Name des Rheinsees auch deshalb nicht aufgeführt, weil sich dieser Platz am besten für die Beschriftung des Untersees eignet.

### Entstehung und Zukunft
Der Bodensee hat seine Gestalt durch das Zusammenwirken mehrerer Faktoren gewonnen:
- Das tektonische Bodenseebecken zwischen Alpen und Jura entstand im Jura und im Tertiär
- Der heutige Alpenrhein war zunächst ein Zufluss der Donau.
- Mit der Zeit wurde das Becken durch flussaufwärts rückschreitende Erosion vom Hochrhein angezapft (fluviale Erosion).
  - Die Anzapfung erfolgte nicht immer nur durch das heutige Rheintal; der Überlinger See markiert einen Teil eines älteren Talverlaufs.
- Die Flusstäler wurden während mehrerer Kaltzeiten vom Rheingletscher aus dem Tal des Alpenrheins übertieft (glaziale Erosion).
- Hinter den heute imponierenden Spuren der Würm-Eiszeit sind diejenigen der älteren Kaltzeiten nicht mehr genau zu erforschen. Damit repräsentiert der Bodensee heute vor allem ein Zungenbecken oder einen Gletscherrandsee der Würmeiszeit.[30]
- In einer späten Phase der Eiszeit war nur noch das Gebiet des Obersees vergletschert. Mit dem weiteren Rückzug des Gletschers floss das Schmelzwasser aus dem sich herausbildenden Überlinger See durch das ältere nördliche in das heutige Hochrheintal.
- Durch Fortschreiten der retrograden Tiefenerosion gewann schließlich der heutige Verlauf des Hochrheins (wieder) Anschluss an den Bodensee.[31]

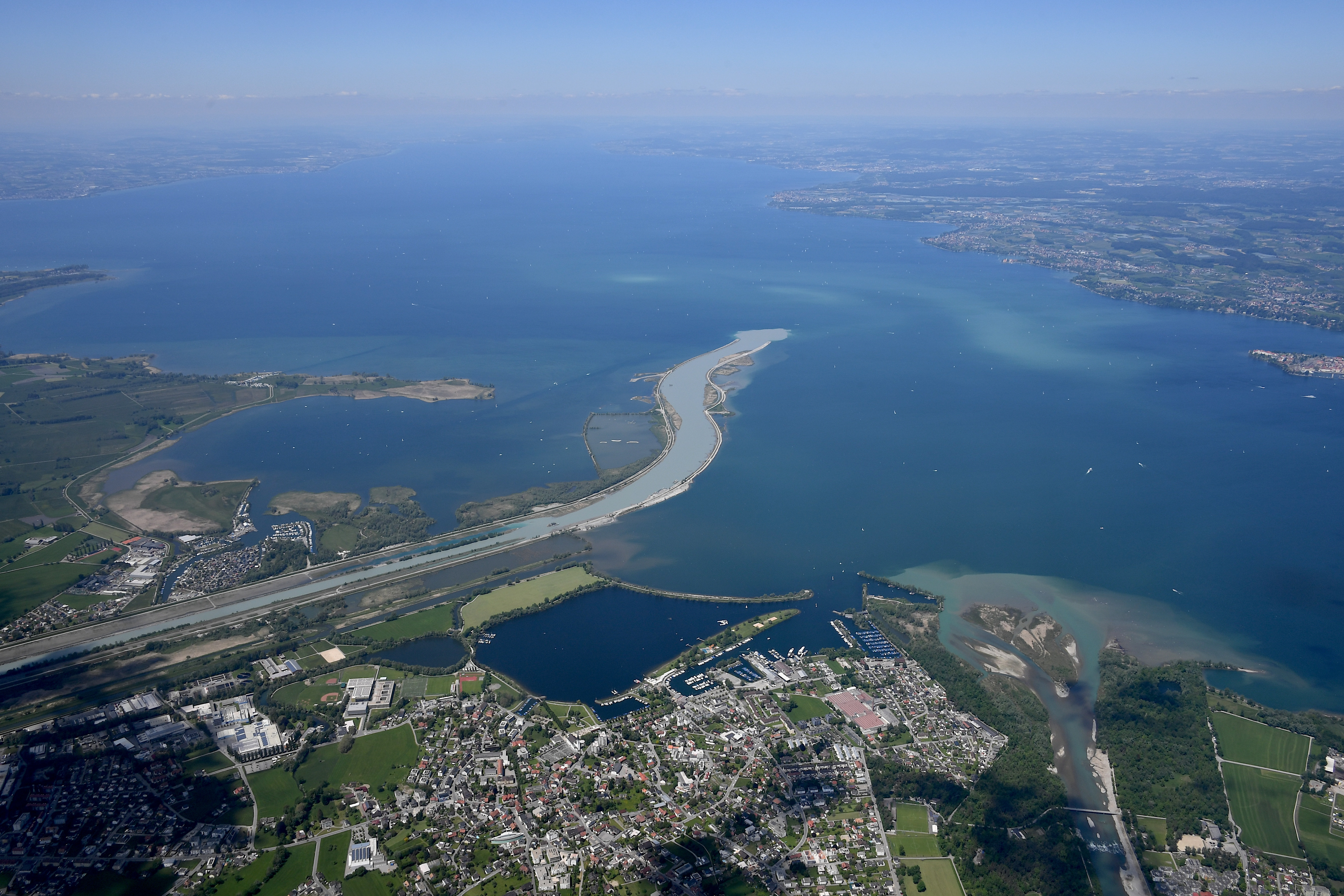
Die Mündung des Alpenrheins in den Bodensee

Wie jeder glaziale See wird auch der Bodensee durch Sedimentation in geologisch naher Zukunft, in etwa 40.000 Jahren, verlanden. Dieser Prozess lässt sich am besten an den Mündungen größerer Flüsse, vor allem der des Alpenrheins, beobachten. Beschleunigt wird die Verlandung durch die ständig fortschreitende Erosion des Rheins und die damit verbundene Absenkung des Seespiegels.

### Zuflüsse
Hauptzufluss des Obersees ist der Alpenrhein. Der Alpenrhein und der Seerhein vermischen sich nur bedingt mit den Seewässern und durchströmen die Seen in meist gleich bleibenden Bahnen. Daneben gibt es zahlreiche kleinere Zuflüsse (236). Die wichtigsten Nebenzuflüsse des Obersees sind (entgegen dem Uhrzeigersinn) Dornbirner Ach, Bregenzer Ach, Leiblach, Argen, Schussen, Rotach, Seefelder Aach, Stockacher Aach, Salmsacher Aach, Aach (bei Arbon), Steinach, Goldach und Alter Rhein. Abfluss des Obersees ist der Seerhein, der wiederum Hauptzufluss des Untersees ist. Wichtigster Nebenzufluss des Untersees ist die Radolfzeller Aach.
| Fluss                              | Mittlerer Abfluss [m³/s] (1978–1990) | Zuflussanteil in % | Einzugsgebiet [km²] | Anteil in % |
| ---------------------------------- | ------------------------------------ | ------------------ | ------------------- | ----------- |
| Alpenrhein                         | 233                                  | 61,1               | 6.119               | 56,1        |
| Bregenzer Ach                      | 48                                   | 12,6               | 832                 | 7,6         |
| Argen                              | 19                                   | 5,3                | 656                 | 6,0         |
| Alter Rhein (Rheintal-Binnenkanal) | 12                                   | 3,1                | 360                 | 3,3         |
| Schussen                           | 11                                   | 2,9                | 822                 | 7,5         |
| Dornbirner Ach                     | 7,0                                  | 1,8                | 196                 | 1,8         |
| Leiblach                           | 3,3                                  | 0,9                | 105                 | 1,0         |
| Seefelder Aach                     | 3,2                                  | 0,8                | 280                 | 2,6         |
| Rotach                             | 2,0                                  | 0,5                | 130                 | 1,2         |
| Stockacher Aach                    | 1,6                                  | 0,4                | 221                 | 2,0         |
| Summe der 10 Hauptzuflüsse         | 340                                  | 89,6               | 9.721               | 89,2        |
| Gesamtzufluss                      | 381                                  | 100,0              | 10.903              | 100,0       |

Da der Alpenrhein Geschiebe aus den Bergen mitbringt und dieses Material dort sedimentiert, wird die Bregenzer Bucht in einigen Jahrhunderten verlanden. Die Zeit bis zur Verlandung des gesamten Bodensees schätzt man auf zehn- bis zwanzigtausend Jahre.

### Abflüsse, Verdunstung, Wasserentnahme
Der Abfluss des Obersees und Überlinger Sees wird durch den Seerhein begrenzt. Im Seerhein hindert das Schweizer Laichkraut bei Niedrigwasser den Wasserabfluss in den Untersee. Der Abfluss des Untersees ist der Hochrhein mit dem Rheinfall von Schaffhausen. Sowohl die Niederschlagsmenge von durchschnittlich 0,45 km³/a als auch die Verdunstung von durchschnittlich 0,29 km³/a verändern netto den Pegel des Bodensees wenig, verglichen mit dem Einfluss der Zu- und Abflüsse.
Weitere Seewassermengen werden durch die 15 städtischen Wasserwerke rund um den See und die Bodensee-Wasserversorgung entnommen, siehe Abschnitt Trinkwassergewinnung.

### Inseln

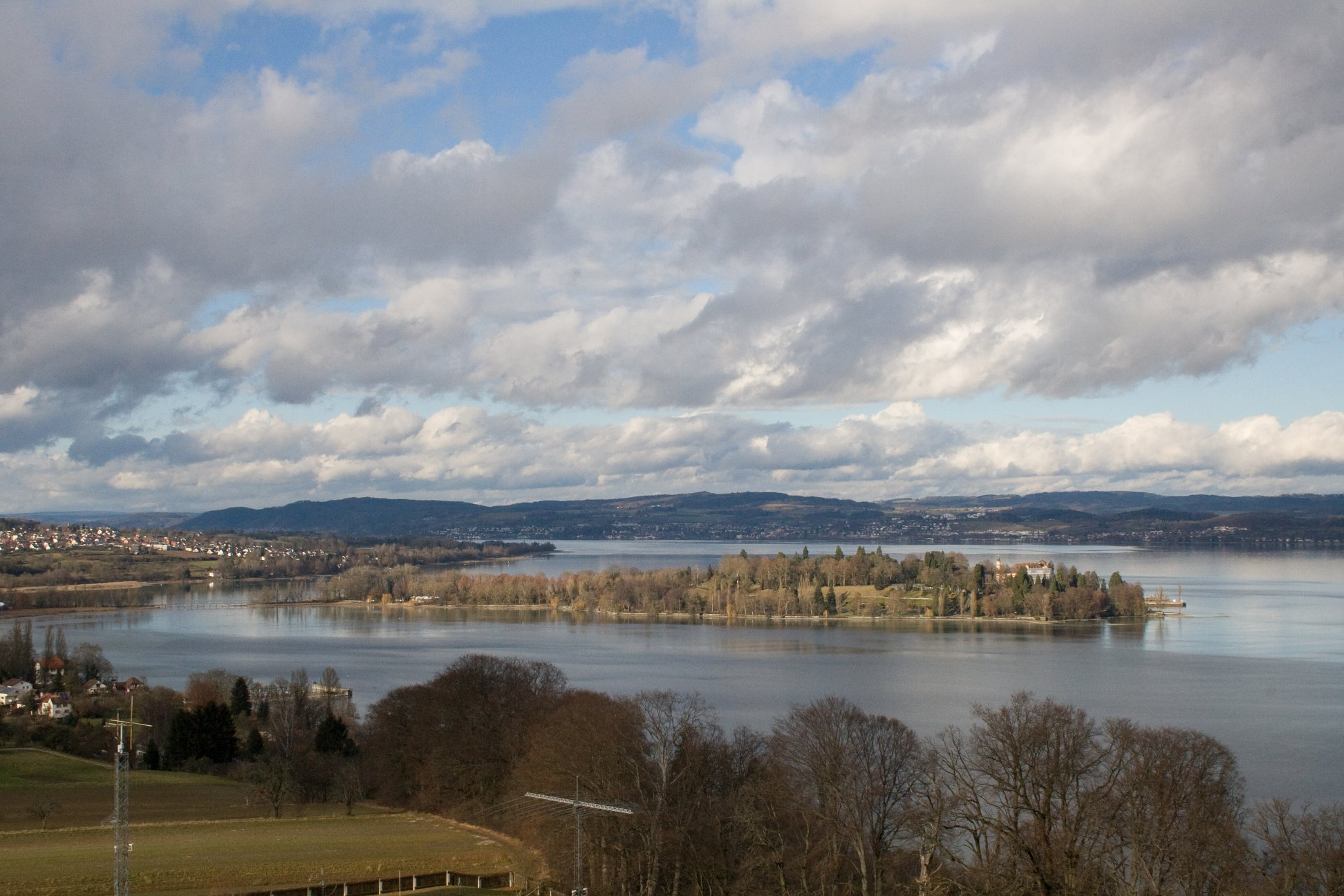
Die Insel Mainau

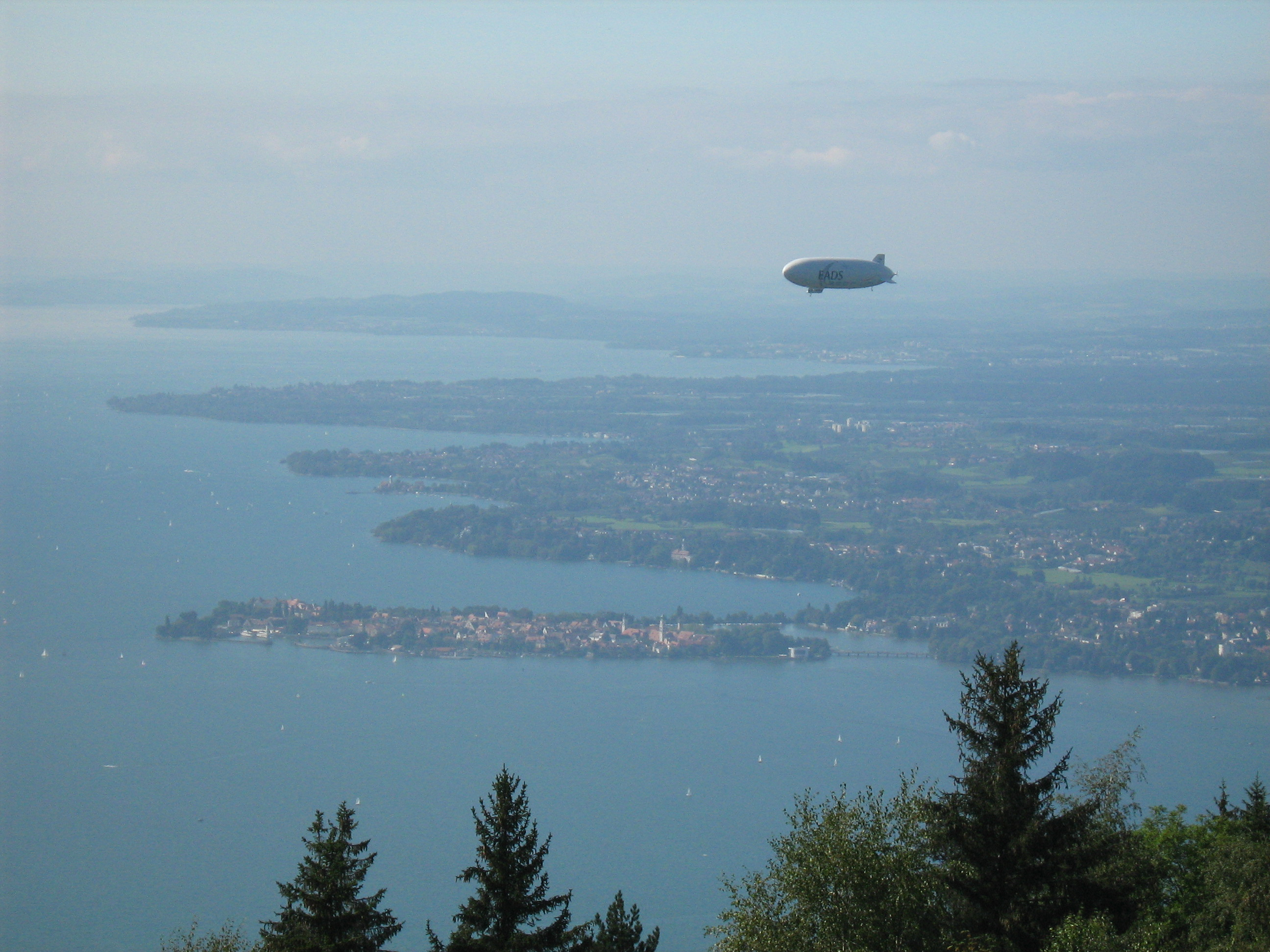
Bodensee mit Insel Lindau vom Pfänder aus (2007)

Im Bodensee liegen zehn Inseln größer als 2000 m².
Die mit Abstand größte Insel (430 ha) ist die Reichenau im Untersee, die zur Gemeinde Reichenau gehört. Das ehemalige Kloster Reichenau zählt, auch aufgrund dreier früh- und hochmittelalterlicher Kirchen, zum Welterbe der UNESCO. Die Insel ist auch durch intensiv betriebenen Anbau von Obst und Gemüse bekannt.
Die Insel Lindau ganz im Osten des Obersees ist die zweitgrößte Insel (68 ha). Auf ihr befindet sich sowohl die Altstadt als auch der ehemalige Hauptbahnhof der Stadt Lindau.
Die drittgrößte Insel (45 ha) ist die Mainau im Südosten des Überlinger Sees. Die Eigentümer, die Familie Bernadotte, haben die Insel als touristisches Ausflugsziel eingerichtet und dafür botanische Anlagen und Tiergehege geschaffen.
Relativ groß, aber unbesiedelt und (als Naturschutzgebiet) unzugänglich sind zwei Inseln vor dem Wollmatinger Ried: (Triboldingerbohl mit 13 ha und Mittler oder Langbohl mit 3 ha).
Kleinere Inseln im Obersee sind:
- die Dominikanerinsel (durch einen sechs Meter breiten Graben von der Altstadt von Konstanz getrennt) mit dem Steigenberger-Hotel (1,8 ha)
- die winzige Insel Hoy bei Lindau (53 m²)
- die zehn künstlich angelegten Inseln am Rheindamm auf Fußacher Seite
- das Inseli am Hafen von Romanshorn
- die Wulesaueninsle am Seepark in Kreuzlingen

Im Untersee die
- Insel Werd (1,5 ha), Mittleres Werdli (0,6 ha) und Unteres Werdli (0,4 ha) bilden die Gruppe der Werd-Inseln und liegen am Ausfluss des Rheins aus dem Untersee bei Stein am Rhein in den Hochrhein.
- die sogenannte Liebesinsel (0,2 ha) südwestlich der Halbinsel Mettnau.

### Halbinseln
In den Bodensee ragen einige Halbinseln unterschiedlicher Größe.
- Der Bodanrück, die größte Halbinsel, trennt den Obersee (Seeteil Überlinger See) vom Untersee. Er erstreckt sich über eine Fläche von 112 km².
- Die Mettnau im Untersee, die sich der Insel Reichenau entgegenstreckt, trennt den Zeller See im Süden vom Markelfinger Winkel im Norden. Sie hat eine Flächenausdehnung von 1,7 km².
- Die etwa 45 km² große Höri, die sich ebenfalls der Insel Reichenau entgegenstreckt, trennt den Zeller See im Norden vom Rheinsee im Süden.
- Im Südosten, nahe der Mündung des neuen Rheinkanals, ragt der Rohrspitz mit einer Fläche von etwa 50 ha rund 1,2 km in den See und bildet die westliche Umrandung der Fußacher Bucht.
- Die Halbinsel Wasserburg mit dem Schloss Wasserburg und der Pfarrkirche St. Georg im nordöstlichen Obersee liegt zwischen der Nonnenhorner Bucht im Westen und der Wasserburger Bucht im Osten. Sie hat eine Flächenausdehnung von 2,3 ha und war bis 1720 eine Insel, als die Fugger einen Damm aufschütteten. Im März 2009 lebten 27 Einwohner auf der Halbinsel.
- Die Galgeninsel in der Reutiner Bucht ist ebenfalls eine Halbinsel, die früher eine Insel war. Sie ist nur 0,16 ha groß.

### Ufer

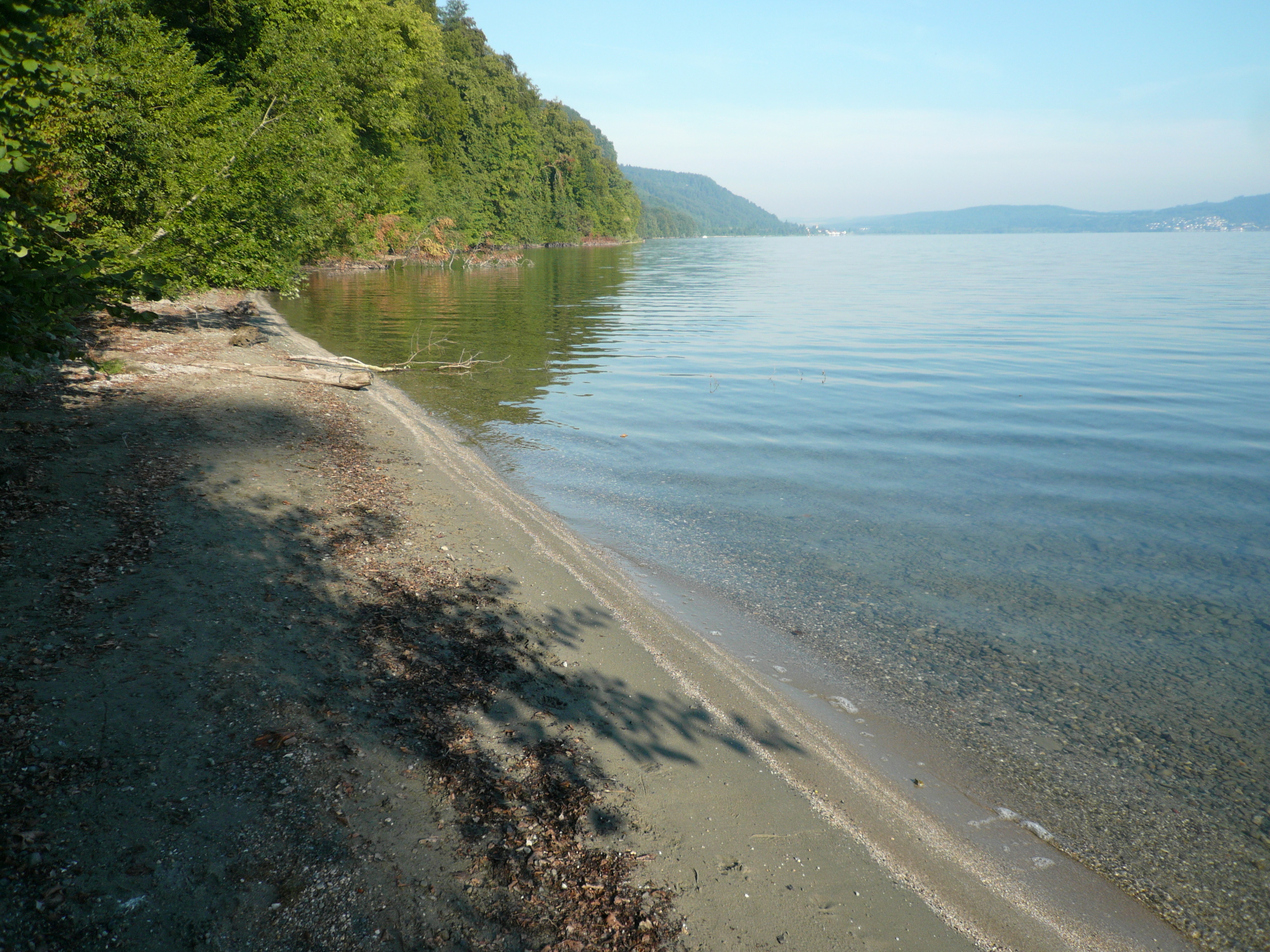
Sandstrand bei der Marienschlucht

Das Ufer des Bodensees besteht überwiegend aus Kies. An einigen Stellen findet man aber auch echten Sandstrand, so am Rohrspitz im österreichischen Abschnitt des Sees, am DLRG-Strand in Langenargen und bei der Marienschlucht.
Nach den Angaben der Internationalen Gewässerschutzkommission für den Bodensee beträgt die grobe Uferlänge 273 km. Dieser Wert steigt beliebig mit der Verringerung des Abstandes zwischen den zur Approximation der Uferlinie verwendeten Punkten (siehe Messung von Küstenlängen). Vor allem durch Regen und die Schneeschmelze in den Alpen verändert sich der Wasserzufluss ständig. Die Oberfläche liegt im Mittel circa 395 m ü. NN (in der Schweiz erfolgt die absolute Angabe geringfügig höher in [m ü. M.]). Die mehr oder minder regelmäßigen saisonalen Schwankungen des Wasserpegels führen außerdem zu geringfügig unterschiedlich langen Ufern und zu unterschiedlich belebten Uferzonen (je nach Hoch- und Niedrigwasser).
Der Bodensee ist in Deutschland ein Gewässer erster Ordnung und gehört damit dem Land. Die Wasserlinie ist die Grenze, vorübergehende Änderungen der Wasserlinie durch Hoch- oder Niedrigwasser ändern nichts an den Eigentumsverhältnissen.

### Klima, Auswirkungen der globalen Erwärmung

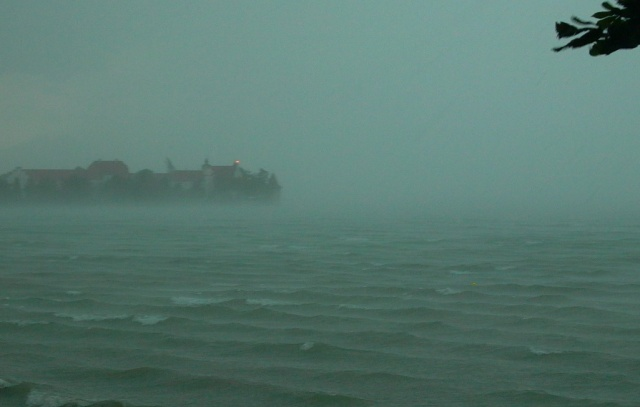
Sommersturm – Blick auf die Luitpoldkaserne in Lindau

Das Bodenseeklima ist durch milde Temperaturen mit gemäßigten Verläufen (durch die ausgleichende und verzögernde Wirkung des Wasservolumens) gekennzeichnet. Es gilt allerdings – aufgrund des ganzjährigen Föhneinflusses, häufigen Nebels im Winterhalbjahr und auftretender Schwüle im Sommer – als Belastungsklima.
Bedingt durch die globale Erwärmung kommt es zu substanziellen Veränderungen. So stieg etwa in Konstanz im Zeitraum von 1990 bis 2014 die Oberflächentemperatur des Sees um 0,9 °C und die durchschnittliche Lufttemperatur im gleichen Zeitraum um 1,3 °C.

Wellengang bei Föhn-Wind am See

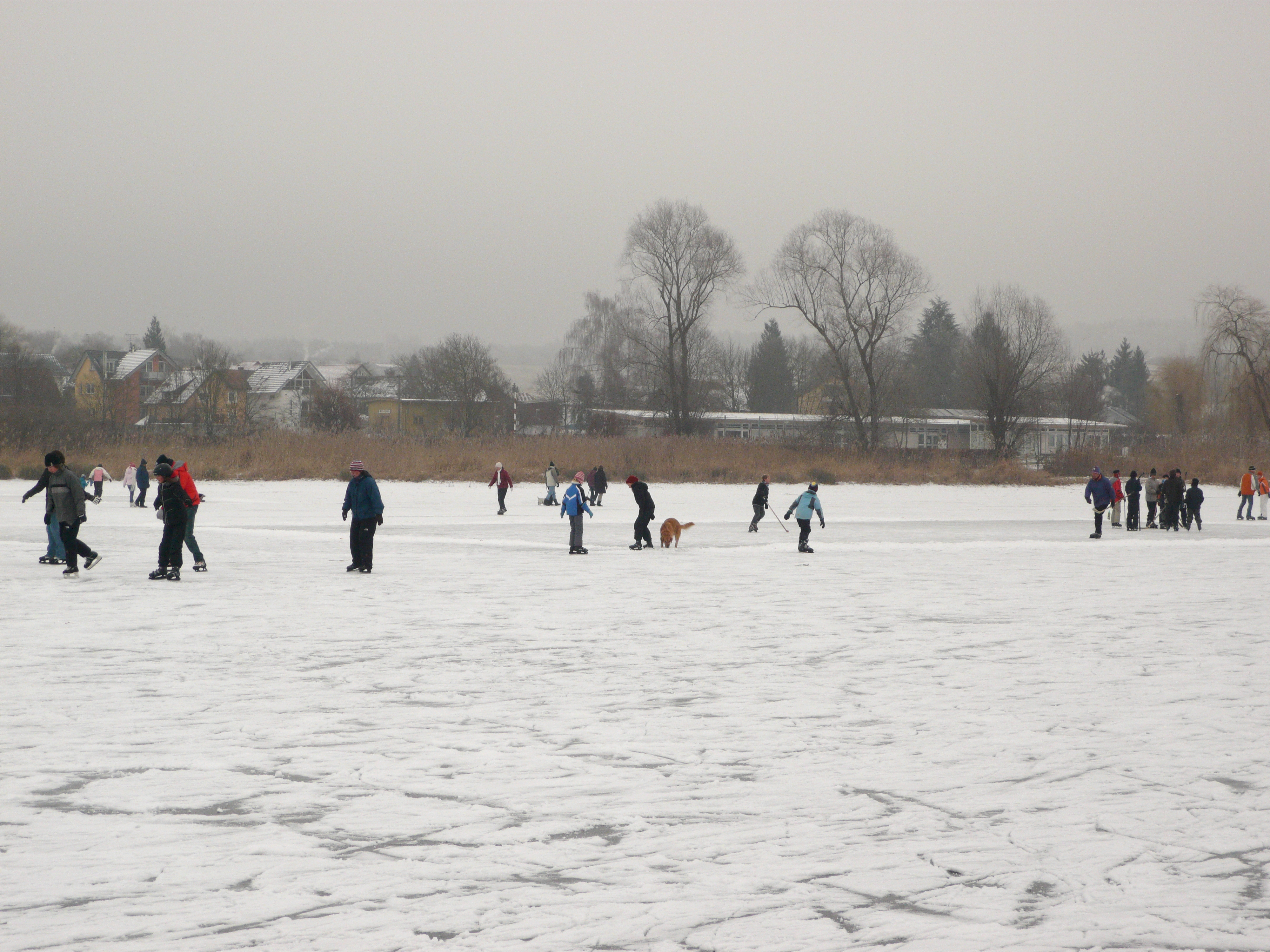
Zugefrorene Wasserfläche, Schlittschuhlauf im Markelfinger Winkel

Der Bodensee gilt bei Wassersportlern aufgrund der Gefahr starker Sturmböen bei plötzlichen Wetterwechseln als nicht ungefährliches und anspruchsvolles Binnenrevier. Gefährlichster Wind ist der Föhn, ein warmer Fallwind aus den Alpen, der sich insbesondere durch das Rheintal auf das Wasser ausbreitet und bei teils orkanartigen Windstärken typische Wellenberge mit mehreren Metern Höhe vor sich hertreiben kann.
Ähnlich gefährlich sind die für Ortsunkundige u. U. völlig überraschend auftretenden Sturmböen bei Sommergewittern. Sie fordern immer wieder Opfer unter den Wassersportlern. Bei einem Sturm im Juli 2006 während eines Gewitters wurde eine Wellenhöhe von bis zu 3,50 Metern erreicht.
Ein Jahrhundertereignis ist die Seegfrörne des Bodensees, wenn Untersee, Überlinger See und Obersee komplett zugefroren sind, so dass man den See überall sicher zu Fuß überqueren kann. Die drei letzten Seegfrörnen waren in den Jahren 1963, 1880 und 1830.
Bestimmte Teile des Untersees frieren hauptsächlich aufgrund der geringen Wassertiefe und der geschützten Lage häufiger zu, wie z. B. der sogenannte Markelfinger Winkel zwischen Markelfingen und der Halbinsel Mettnau bei Radolfzell.

### Pegelstände
Die Pegelstände werden unter anderem in Konstanz, Romanshorn und Bregenz ermittelt. Das Pegelhäuschen Konstanz befindet sich an der Hafenausfahrt direkt unterhalb der Statue der Imperia. Pegelstände bzw. Wasserstandsangaben sind Relativmaße und beziehen sich auf den jeweiligen Pegelnullpunkt. Der Romanshorner Pegel (Schweiz) gibt die Höhe des Wasserspiegels als Meter über Meer bezogen auf den Repère Pierre du Niton wieder, der Pegelnullpunkt in Bregenz (Österreich) liegt bei 392,14 m ü. A. bezogen auf Molo Sartorio/Triest 1875 (+ 7 cm gegenüber der Schweiz) und der Konstanzer Pegel ist definiert auf 391,89 m ü. NN (bezogen auf den Meeresspiegel Amsterdam, + 32 cm gegenüber der Schweiz).
Die Pegel in Konstanz und Bregenz zeigen bei Mittelwasserstand jeweils 3,56 m, der Romanshorner Pegel 395,77 m an. Zur Umrechnung der Pegel gilt: „Pegel Romanshorn“ minus 392,21 = „Pegel Konstanz/Bregenz“ in Metern.

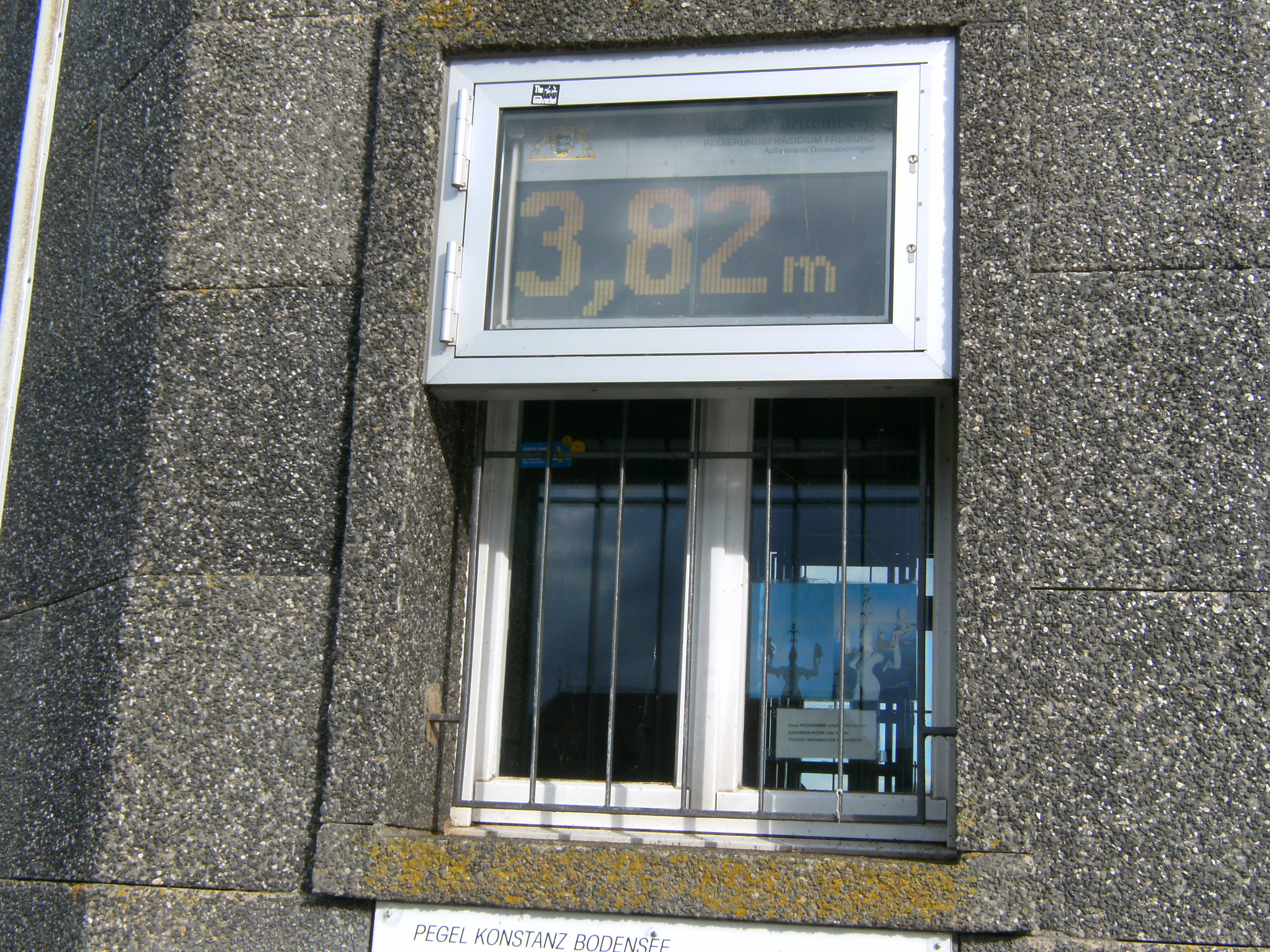
Pegelhäuschen am Konstanzer Hafen, Pegelstand am 6. Oktober 2017 3,82 Meter, digital angezeigt

Die Tiefenangaben in den offiziellen Seekarten des Bodensees sind auf den Pegel Konstanz bezogen. Dessen Pegelnull ist 391,89 m ü. NN. Die offizielle Hochwassermarke liegt bei einem Pegel von 4,80 Metern.
Die Pegel sind starken witterungsbedingten (Winddrift) und jahreszeitlichen Schwankungen ausgesetzt. Der Bodensee hat keinen Damm und keine Schleuse am Abfluss, daher ist eine künstliche Regulierung des Wasserstands nicht möglich.
Die Pegelstände weisen im Jahresverlauf typische saisonale Schwankungen auf. Das Mittelwasser erreicht im Januar ca. 3 Meter, steigt im Juni/Juli/August auf ca. 4,2 Meter und fällt zum Dezember hin auf ca. 3 Meter. Langfristig gesehen lag der durchschnittliche Wasserstand in der ersten Hälfte des 20. Jahrhunderts um 10 cm höher als in der zweiten Hälfte.
Der Pegelstand des Untersees liegt 18 bis 30 Zentimeter tiefer als der Pegelstand des Obersees. Der Pegelstand des Untersees wird in Radolfzell gemessen und hängt ab vom Zufluss über den Seerhein in Konstanz und dem Abfluss bei der Stiegener Enge (Eschenz/Öhningen). Der Zufluss zum Untersee wird durch die aufstauende Wirkung von Wasserpflanzen an Obersee und Seerhein behindert.
Die Pegelstände werden seit 1817 täglich gemessen. Seit Ende der 1930er-Jahre wird im Einzugsbereich des Alpenrheins Wasser zur Stromgewinnung aufgestaut, und dadurch wird der Pegel beeinflusst.
Die Landesanstalt für Umwelt Baden-Württemberg (LUBW) betreibt die Messstation im Konstanzer Hafen. Zur Sicherheit wird auf drei Arten gemessen: analog an der Pegellatte (verbindlich); Digitalisierung von Daten eines Schwimmkörpers an der Wasseroberfläche; pneumatischer Druck in einer Leitung, die in den See mündet.

### Entwicklungen und Trends
Die durchschnittlichen Wasserstände am Pegel Konstanz betrugen in den Winterhalbjahren (Oktober–März) von 1910 bis 2007 301,8 Zentimeter. Zwischen 1910 und 1941 stieg der Pegel auf 311,7 Zentimeter um danach leicht und gleichmäßig auf 297,3 Zentimeter abzufallen. Das Gesamtpegelminus beträgt für diesen Zeitraum also 4,5 Zentimeter.
Seit 2012 zeichnen sich für die Winterhalbjahre wieder stabile oder leicht steigende Tendenzen ab, was vor allem durch wärmer werdende Winter und die dadurch verzögerte Schneebindung der Abflüsse erklärt wird. Ein einheitlicher, signifikanter Trend ist aber noch nicht feststellbar.
Anders stellt sich die Lage in den Sommerhalbjahren dar: Zwischen 1910 und 2007 fiel der durchschnittliche Wasserstand von 379,1 auf 356,3 Zentimeter. Das Gesamtminus beträgt also 22,8 Zentimeter. Da in dieser Zeitlinie jedoch zwei Bruchperioden mit steigenden Wasserständen (von 1910 bis 1941 und von 1965 bis 1988) enthalten sind, ist das Gesamtminus in kleineren Zeitabständen noch expressiver.
So sank der durchschnittliche Seepegel in den Sommerhalbjahren von 1988 bis 2007 um 25,6 Zentimeter.

### Hochwasser

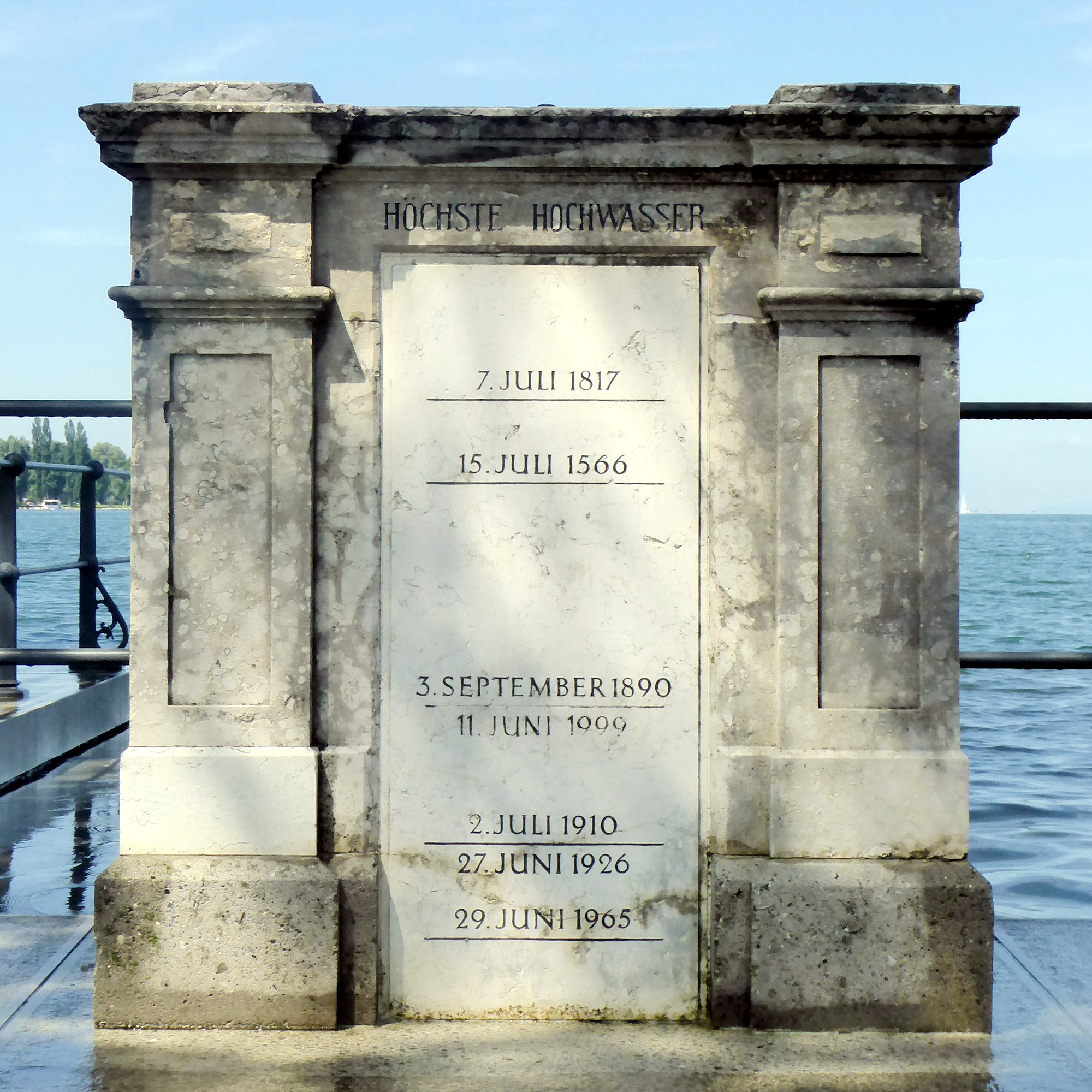
Hochwasserstand des Bodensees am 7. Juli 1817 in Bregenz

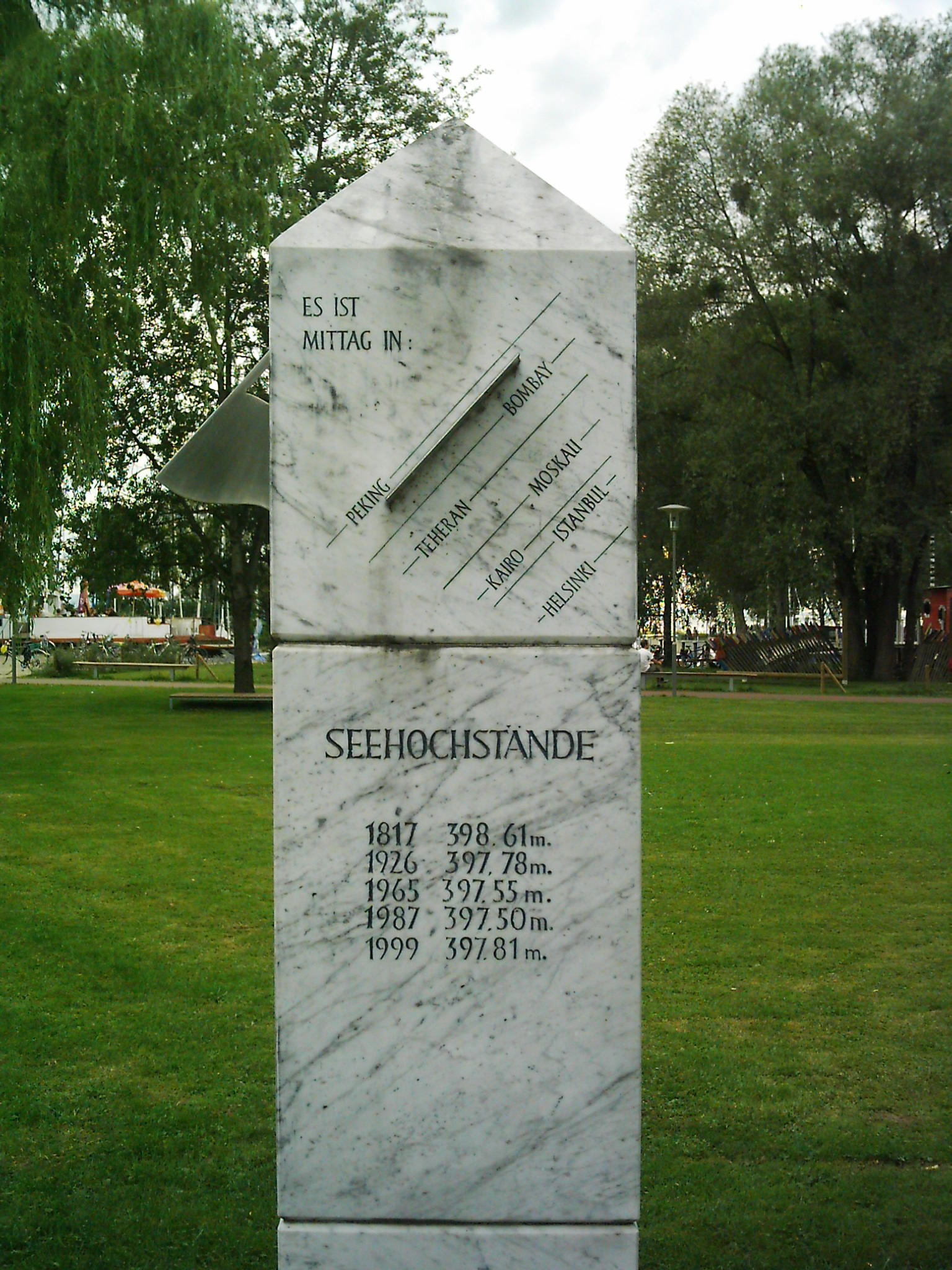
Stele in Lochau zur Erinnerung an die Jahre mit Hochwasser des Bodensees

Die jahreszeitlich höchsten Wasserstände entstehen meist im Frühjahr/Sommer nach der Schneeschmelze über 3000 m in den Alpen. Zusätzliche starke Regenfälle im Sommer im Einzugsgebiet des Alpenrheins (Schweiz), der Bregenzer Ach (Bregenzer Wald) und von Schussen und Argen (Oberschwaben) können den Wasserzufluss noch erhöhen und zu Hochwasser führen.
Erste Warnungen werden von den Behörden ab einem Pegelstand von 4,50 m in Konstanz abgegeben. Bei 4,80 m Pegelstand ist die Hochwasservorwarnstufe erreicht, und es können kleinere Schäden vorkommen.
Die kritische Grenze liegt bei Wasserständen ab 5 Meter. Der zweijährliche Hochwasserstand (HW 2) liegt im Durchschnitt bei 4,62 Meter, der zehnjährliche (HW 10) bei 5,12 Meter, der 20-jährliche (HW 20) bei 5,31 Meter, der 50-jährliche (HW 50) bei 5,53 Meter und der 100-jährliche bei 5,68 Meter. Zu einem sogenannten Jahrhunderthochwasser kam es z. B. 1566, was Hungersnot und Pest verursachte.
Die absolut höchsten Wasserstände am Pegel Konstanz wurden gemessen mit
| Wasserstand in Meter | Datum             | Quellenangabe(n)     |
| -------------------- | ----------------- | -------------------- |
| 6,36                 | 7. Juli 1817      | [ 49 ] [ 51 ] [ 52 ] |
| 5,91                 | 18. August 1821   | [ 49 ]               |
| 5,76                 | 3. September 1890 | [ 49 ]               |
| 5,57                 | 28. Juni 1910     | [ 49 ]               |
| 5,55                 | 26. Juni 1926     | [ 49 ]               |
| 5,41                 | 28. Juni 1965     | [ 49 ]               |
| 5,38                 | 28. Juli 1987     | [ 49 ]               |
| 5,65                 | 24. Mai 1999      | [ 49 ]               |

Das Hochwasser vom 7. Juli 1817 ging zurück auf den Ausbruch eines Vulkanes 1809 in den Tropen und des Tamboras im April 1815, die Asche und Schwefelteilchen in die Atmosphäre brachten und dadurch die Sonnenstrahlung abhielten. Dies führte im Jahr ohne Sommer 1816 zu viel Regen und Schnee.
1817 schmolz der kumulierte Schnee aus den Jahren 1810 bis 1817.
Dazu kam ein tagelanger Gewitterregen ab 4. Juli 1817 und verursachte dieses außergewöhnliche Hochwasser des Bodensees. In Konstanz lag das Tägermoos, der Briel, das Paradies und weit über die Hälfte der Marktstätte unter Wasser. Der Maler Nikolaus Hug hielt dies im Bild Hochwasser auf der Marktstätte im Sommer 1817 fest. Eine schwarze Tafel an der Wand des Hauses Marktstätte 16 in Konstanz in Wadenhöhe erinnert an diese Flut.
Beim Hochwasser von 1890 trat das Wasser in Konstanz über das Hafenbecken hinaus und reichte bis zu den Güterabfertigungsgebäuden der Hafenstraße. Die Uferpromenaden wurden ebenfalls überschwemmt und ein scharfer Ostwind ließ das Hochwasser weiter steigen.
Beim Hochwasser von Juni 1926 ging die Bevölkerung in Steckborn über Hochwasserstege.
Das Pfingsthochwasser 1999 galt seinerzeit als das stärkste der jüngeren Vergangenheit. Es entstand durch das Zusammentreffen der Schneeschmelze in den Alpen und von zwei Starkregenfällen.
Innerhalb eines Tages stieg der Pegel um bis zu 47 cm an. Durch Aufschwimmen wurde dabei der Landesteg von Hagnau zerstört. In Stein am Rhein wurden Holzstege für die Fußgänger in den ufernahen Straßen errichtet. Das Anlegen der Schiffe in Bregenz und Konstanz war erschwert. Unterführungen, Keller und Garagen wurden überschwemmt.
Am 2. Juni 1999 kam ein Sturm der Stärke 11 zum Hochwasser hinzu. Dieser türmte bis zu 4 m hohe Wellen auf und lagerte große Mengen Treibholz auf dem Lindauer Bodenseedamm, auf welchem der Zugverkehr dadurch vorübergehend zum Erliegen kam, ab.

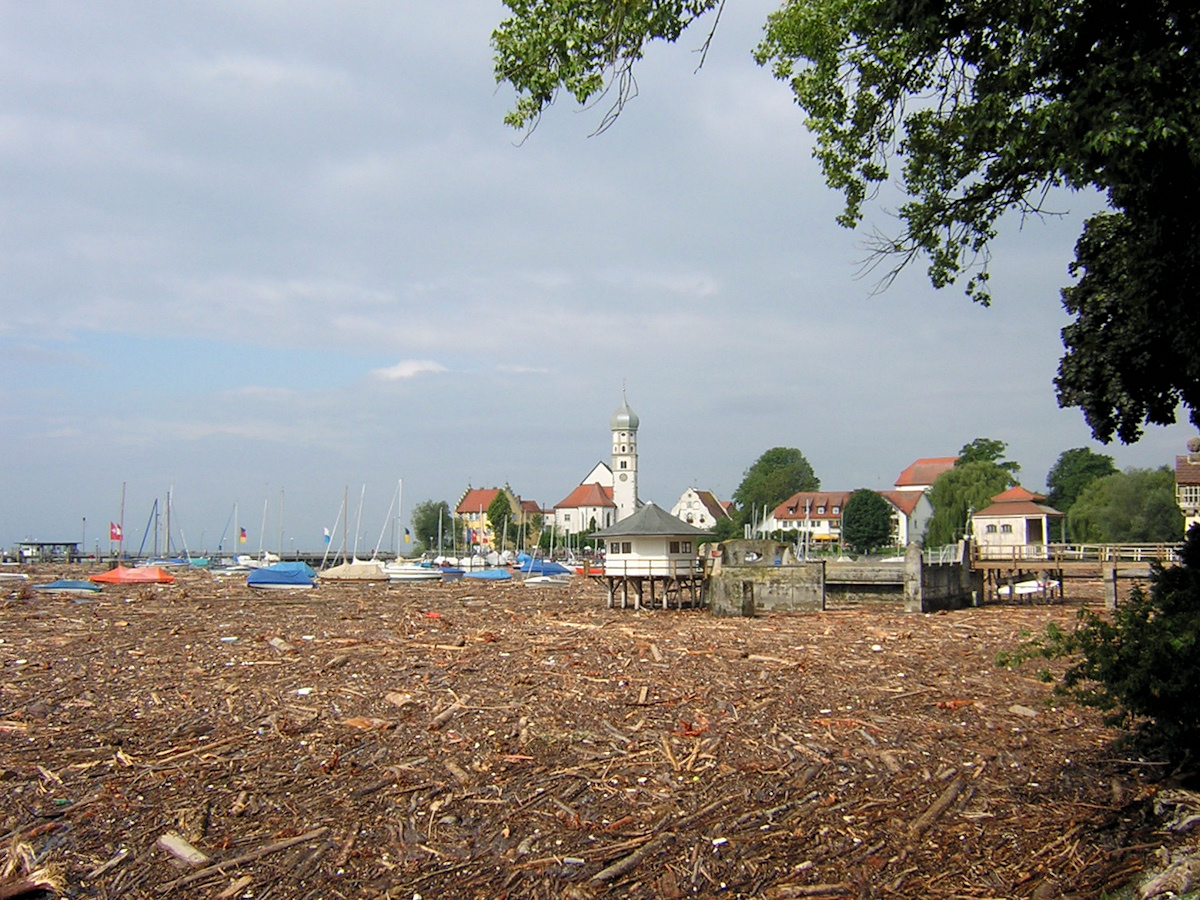
Großflächige Treibholzansammlung bei Wasserburg nach dem Alpenhochwasser 2005

Typische Begleiterscheinung von Hochwasser sind die teppichartigen Ansammlungen von Treibgut. Durch Alpenrhein, Bregenzer Ach und Argen werden Baumstämme und anderes Treibgut aus den Alpen in den See geschwemmt. Das Treibgut lagert sich je nach Wind und Wasserströmung am Ufer zwischen Lindau und Langenargen an, besonders um Wasserburg, Nonnenhorn oder auch in der Bregenzer Bucht. Das abgelagerte Treibgut ist durch viele Steine und massive Baumstämme durchsetzt. Die Verwertung wird dadurch erschwert. Das Treibgut kann die Bodenseeschifffahrt und die Nutzung der Sportboothäfen ernsthaft behindern. Treibgutteppiche gab es in den Jahren 1999, 2005, 2016 und 2019.
Bei Seeuferwegen werden einerseits Steine und Kies aus dem See angeschwemmt, andererseits der Wegbelag weggeschwemmt.
Auf den Klimawandel werden am Bodensee das vermehrte Ausbleiben von Niedrigwasserperioden im Winter und von Hochwasserperioden im Sommer zurückgeführt. So erreichte z. B. der Pegel Konstanz während des Weihnachtshochwassers 2023/2024 am 15. Dezember den höchsten seit 1817 gemessenen Stand an diesem Dezembertag. Pegelstände von maximal 4,20 m (wie in Konstanz im Dezember 2023) gelten zwar generell nicht als gefährlich für Menschen (siehe die Tabelle oben). Sie verringern jedoch wegen der großflächigen Überflutung von ufernahen Flächen das Nahrungsangebot für Wasservögel.
Beim Hochwasser in Süddeutschland 2024 erreichte der Pegel Konstanz 5,09 m (Stand: 11. Juni, 17:45 Uhr). Nach dem Unwetter in der Schweiz vom 21. Juni 2024 stieg der Pegel erneut auf 5,05 m (Stand: 24. Juni, 12:30 Uhr). Vom 4. Juni 2024 bis am 19. Juli 2024 lag der Pegel stets über der Hochwassergrenze von 4,80 m, solange wie es nur äußerst selten vorkommt.

### Niedrigwasser

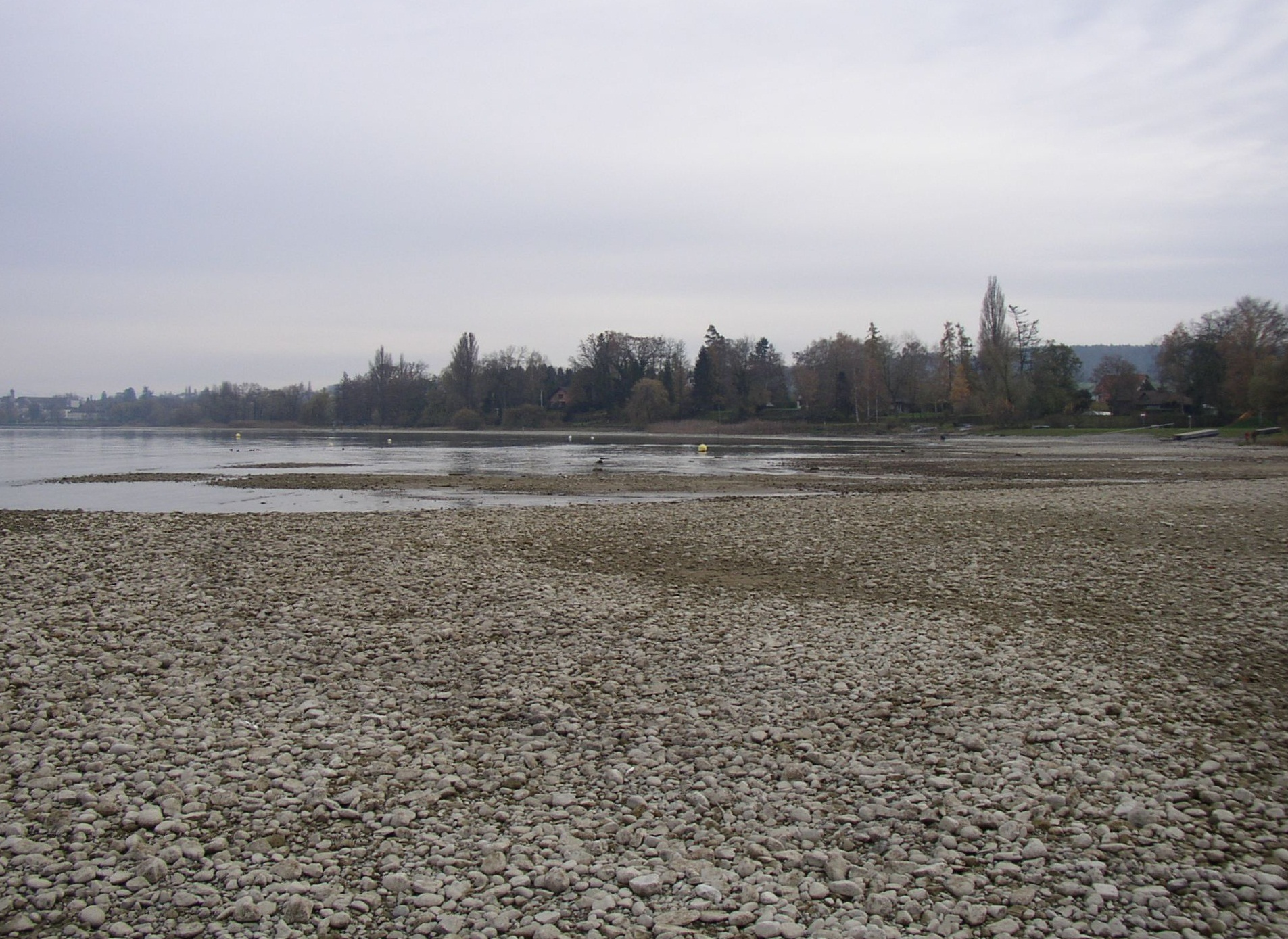
Bodensee bei Niedrigwasserstand im Winter, Bottighofen, Ende November 2005

Die jahreszeitlich niedrigsten Wasserstände treten in der Regel im Winter in den Monaten Januar, Februar und März auf. Voraussetzung dafür ist, dass der Dezember im näheren Einzugsgebiet von geringen Niederschlägen geprägt ist und in den Alpen der Niederschlag in Form von Schnee erfolgt. Die Folgen zeigen sich dann auch durch Niedrigwasser am Rheinfall von Schaffhausen mit weit herausragenden Felsen. Die Trennung zwischen Überlinger See und Konstanzer Trichter ist dann am Hörnle in Konstanz durch eine freiliegende Kies-Landzunge gut zu erkennen. Die Verbindung der Insel Werd (Bodensee) mit ihren beiden Nachbarinseln wird sichtbar.
Die niedrigsten am Pegel Konstanz gemessenen Wasserstände waren:
| Pegelstand | Datum/Jahr                             | Quellenangabe |
| ---------- | -------------------------------------- | ------------- |
| 2,10 m     | Anfang 1823                            | [ 72 ]        |
| 2,27 m     | 23. Januar 1836                        | [ 49 ]        |
| 2,38 m     | 30. Januar 1848 und am 1. Februar 1848 | [ 49 ]        |
| 2,28 m     | 1854                                   | [ 72 ]        |
| 2,32 m     | 30. Januar 1858                        | [ 49 ]        |
| 2,26 m     | 17. Februar 1858 und am 2. März 1858   | [ 49 ]        |
| 2,42 m     | 1891                                   | [ 73 ]        |
| 2,41 m     | 1895                                   | [ 73 ]        |
| 2,38 m     | 10. März 1909                          | [ 49 ]        |
| 2,26 m     | März 1923                              | [ 74 ]        |
| 2,38 m     | 1963                                   | [ 73 ]        |
| 2,37 m     | 12. März 1972                          | [ 49 ]        |
| 2,33 m     | 16. Januar 2006                        | [ 49 ]        |

Beim Niedrigwasser vom Februar 1858 fiel die Konstanzer Bucht nahezu trocken. Ein Fest wurde zu diesem Ereignis gefeiert. Auf dem trockenen Grund waren Buden aufgestellt.
Beim Jahrhundertniedrigwasser 1972 wurde auf einer mehrere 100 Meter vor der Insel Reichenau gelegenen Sandbank ein Fest gefeiert und ein Granitstein gesetzt. Die Inschrift lautet: „Auf dieser Insel spielte die Bürgermusik am 26. März 1972 bei einem Pegelstand von 2,37 Metern.“ Zwei dieser bei höherem Wasserstand überspülten Sandbänke sind mit zwei unter dem Wasserspiegel liegenden Dämmen mit der Insel Reichenau verbunden. Bei extrem starkem Niedrigwasser bildet eine sichtbar werdende Kiesbank, die so genannten Kaiserstraße oder Königsbrücke zwischen Hornstaad der Halbinsel Höri bzw. der Spitze der Halbinsel Mettnau und der Insel Reichenau eine Verbindung. Dies ist zugleich die Grenze zwischen Untersee und Gnadensee.
Als Nebenwirkung extremen Niedrigwassers haben die Fische weniger Fläche zum Laichen und die Brutgebiete der Wasservögel werden knapp. Rund um den Reichenauer Inseldamm werden Sandbänke und trocknender Schlick sichtbar.
Die Schiffsanlegestellen in Bad Schachen und in Langenargen können durch die Schiffe der Bodensee-Schiffsbetriebe nicht mehr angefahren werden.

### Wassertemperatur
Die mittlere Wassertemperatur beträgt im Juli 20 °C, im Oktober 15 °C – nach mehreren Hitzetagen kann sie aber auch bis über 25 °C ansteigen. Die Durchschnittstemperatur des Sees hat sich durch die globale Erwärmung im Zeitraum 1990 bis 2014 verglichen mit dem Zeitraum 1962 bis 1989 um ca. 0,9 °C erwärmt, eine weitere Erwärmung um 2 bis 3 °C gilt als wahrscheinlich. Damit einher geht eine schlechtere Durchmischung des Wassers, wodurch tiefere Wasserschichten weniger Sauerstoff erhalten, sowie eine Veränderung der Artenzusammensetzung, mit einer Begünstigung nicht-heimischer Spezies.
Eine 2015 erschienene Studie nennt verschiedene negative Folgen eines Temperaturanstieges in Seen. Demnach kann eine Zunahme der Gewässertemperaturen vermehrt Algenblüten auslösen, einen Anstieg der Methanemissionen auslösen, den Wasserspiegel absenken, was wiederum die Versorgungssicherheit mit Trinkwasser gefährden kann, bedeutende ökonomische Verluste bewirken sowie negative Auswirkungen auf das Ökosystem haben, die bis zu dessen vollständiger Zerstörung reichen können.
Der Hochwassernachrichtendienst am Bayerischen Landesamt für Umwelt veröffentlicht im Internet eine stündlich aktualisierte Temperaturkurve. Über Erdbeobachtungssatelliten, wie dem Sentinel-3, wird der See täglich beobachtet. So werden etwa Daten über Temperatur, Algenverteilung etc. generiert, welche wiederum u. a. vom Wasserforschungsinstitut Eawag ausgewertet werden.
Zur Temperatur des Bodenseewassers im Zeitraum bis 2085 sagte das Bundesumweltamt im Jahr 2015 voraus, dass „[d]Das Seewasser […] sich in fast allen Simulationen in allen Tiefenstufen, allerdings unterschiedlich stark“ erwärmt.

### Tiefenbereiche

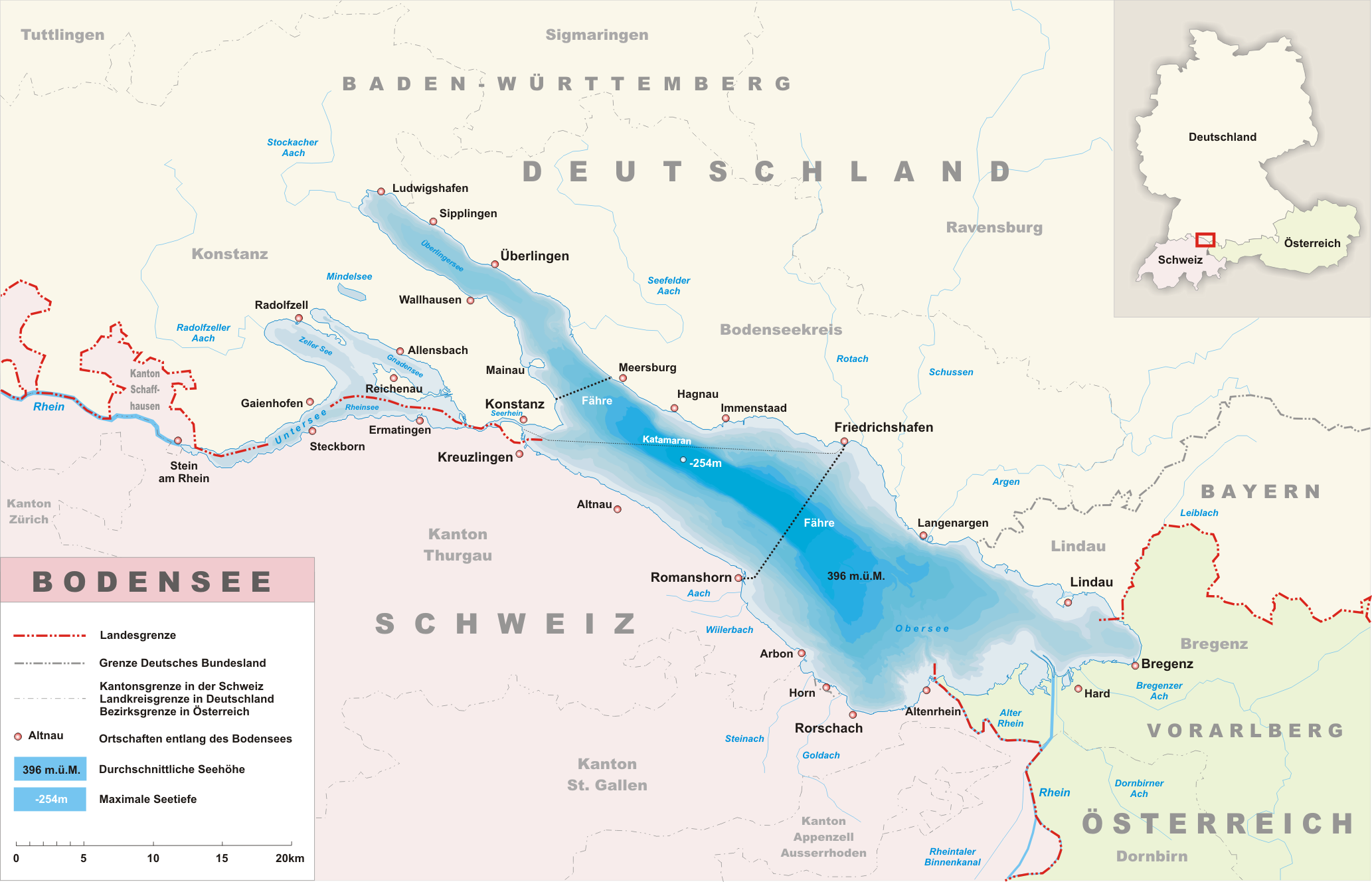
Tiefenbereiche

Die Tiefenbereiche des Bodensees sind von der Wasseroberfläche bis zum Seegrund in verschiedene Sektionen aufgeteilt. Vom Ufer aus gesehen sind dies der Hang, bis ca. 3 bis 5 Meter Tiefe, gebildet von der Erosion durch Wellenschlag. Im Winter, bei Tiefwasserstand, liegt dieser Bereich mehrheitlich trocken. Bis ca. 20 Meter folgt anschließend die Wysse, abgeleitet von der Farbe Weiß. Durch Wellengang aufgewirbelter Ton und Mergel gibt dem See in diesem Bereich eine weißliche Tönung. Halde wird die steil abfallende Moränenflanke genannt, die bis etwa 100 Meter folgt. Ab ca. 150 Meter wird der Seegrund Schweb genannt, die abfallenden Grundsektionen um 200 Meter nennt man Tiefhalde und der unterste Seegrund bei rund 250 Metern heißt Tiefer Schweb.
Das ab 2012/13 durchgeführte Projekt Tiefenschärfe hat mit der hochauflösenden Vermessung des Bodensees von Schiff und Flugzeug aus ein detailgetreues 3D-Modell des Seebeckens erstellt. Das Projekt wurde vom Institut für Seenforschung in Langenargen geplant. Es wurde getragen von der Internationalen Gewässerschutzkommission für den Bodensee (IGKB). Die tiefste Stelle wurde nun auf 251,14 Meter festgelegt. Auf Schweizer Seite zwischen Romanshorn und Güttingen wurden Steinhaufen in der Richtung von Nordwest Richtung Südost dokumentiert.
In der fiktiven Verlängerung verläuft diese Linie von der Rheinmündung im Osten zum Rheinausfluss im Westen bei Konstanz.

### Territoriale Zugehörigkeit
Anrainerstaaten sind die Schweiz (Kantone Thurgau, St. Gallen und Schaffhausen), Österreich (Bundesland Vorarlberg) sowie Deutschland (Bundesländer Baden-Württemberg und Bayern).
Seit 1972 kooperieren die an den See angrenzenden Länder und Kantone in den Gremien der Internationalen Bodenseekonferenz (IBK). Diese hat das Ziel, die Bodenseeregion als attraktiven Lebens-, Natur-, Kultur- und Wirtschaftsraum zu erhalten, zu fördern und die regionale Zusammengehörigkeit zu stärken.
Im westlichen Abschnitt des Obersees zwischen Konstanz und dem heutigen Kreuzlingen gibt es seit dem 16. Jahrhundert eine komplizierte Grenzziehung. Der Konstanzer Trichter im Obersee, der Seerhein sowie der Untersee sind durch Grenzverträge zwischen Baden und der Schweiz (20. und 31. Oktober 1854 sowie am 28. April 1878) und zwischen dem Deutschen Reich und der Schweiz (24. Juni 1879) klar aufgeteilt. Der Überlinger See zählt vollständig zum deutschen Hoheitsgebiet, ebenso wie der Kleine See.
Der Rest des Obersees bleibt neben der Emsmündung vorläufig die einzige Gegend in Europa, in der zwischen den Nachbarstaaten nie Grenzen festgelegt wurden. Hier gibt es unterschiedliche Rechtsauffassungen, die alle auf Gewohnheitsrecht zurückgeführt werden. Die auf Karten oft zu sehende Grenzziehung in Seemitte beruht auf der so genannten Realteilungstheorie, nach der 32 % der Seefläche auf die Schweiz und 9,7 % auf Österreich entfallen. Die andere gängige Auffassung ist die Haldentheorie, nach der das Gebiet des Obersees außerhalb des Uferstreifens als Kondominium gemeinschaftliches Hoheitsgebiet aller Anrainer ist.

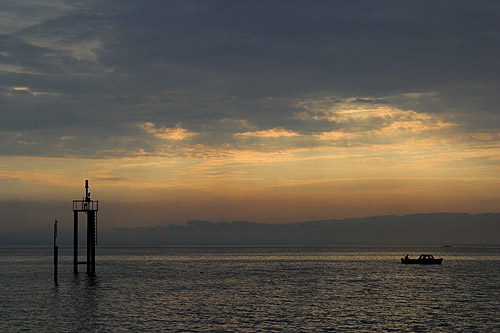
Morgenstimmung am Bodensee (Arbon)

Klar und unstrittig war und ist, dass auch in einem Bereich in unmittelbarer Ufernähe der entsprechende Staat Hoheitsrechte ausüben kann. Bei kleineren Gewässern ergibt sich daraus zwangsläufig die Realteilung mit einer Grenzziehung in Gewässermitte, was allgemein auch für größere Gewässer praktiziert wird.

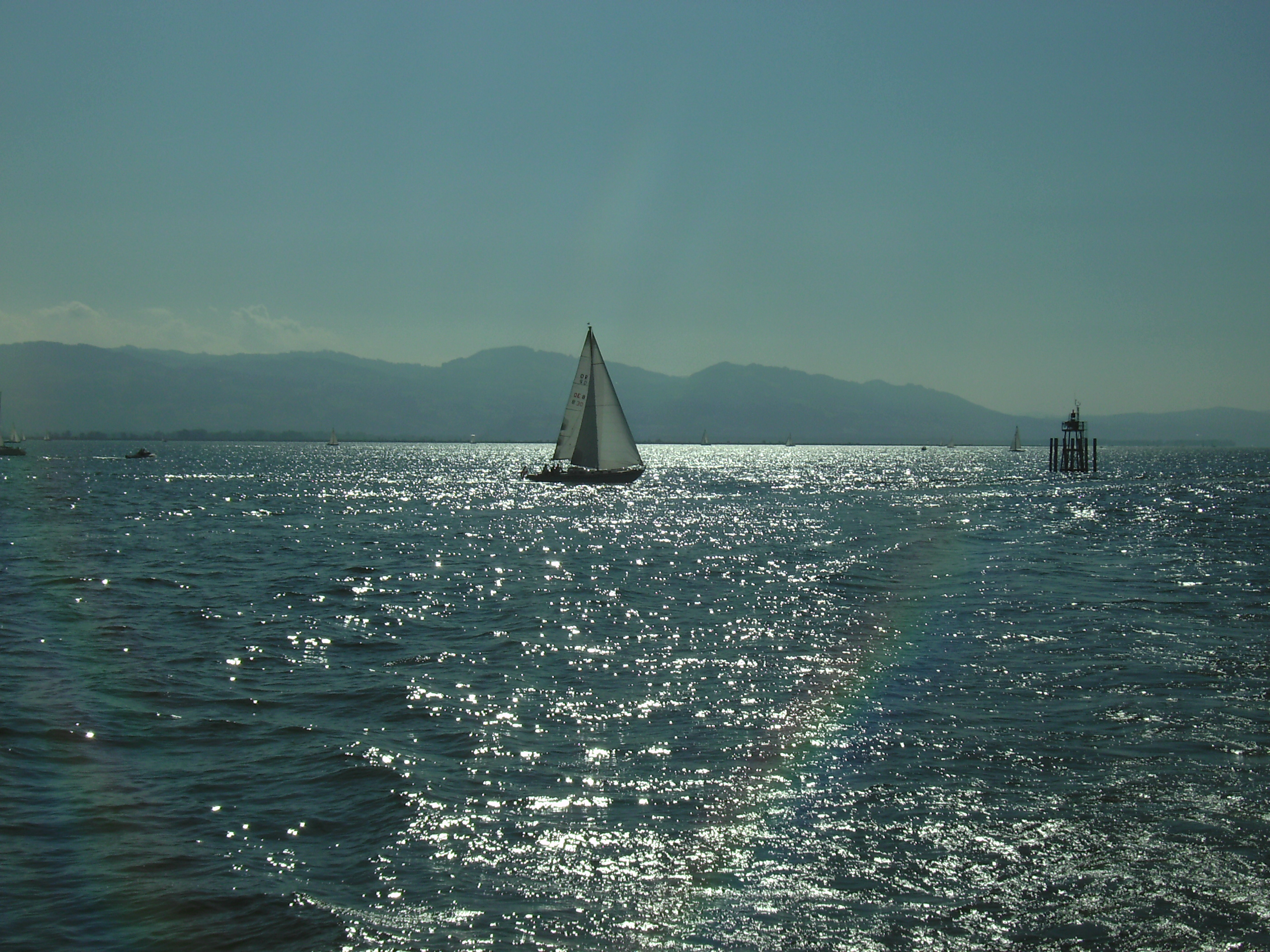
Herbststimmung vor Lindau (Blickrichtung Schweizer Ufer)

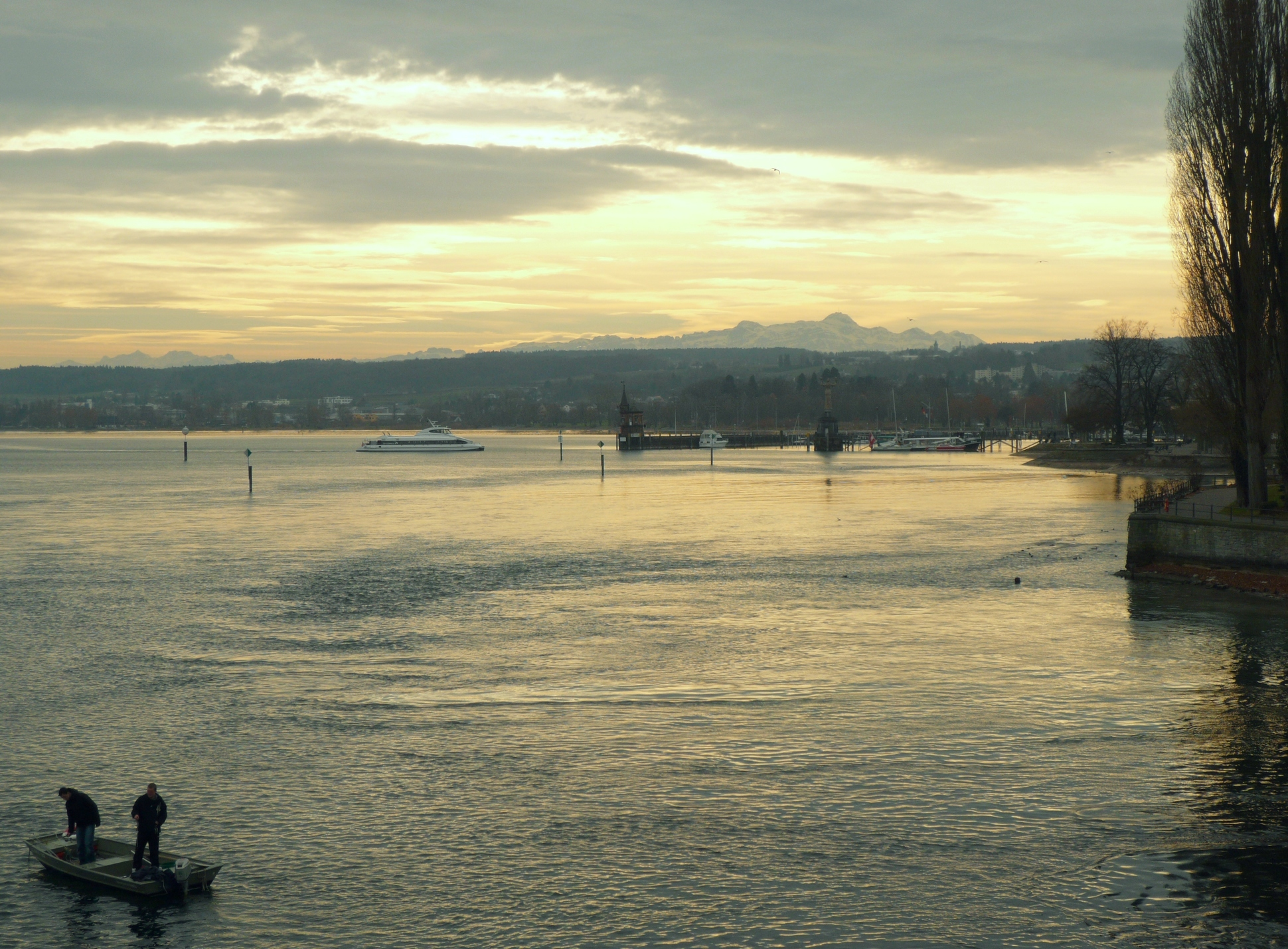
Der Bodensee bei Konstanz im Winter (Blick auf den Säntis)

Für den Bodensee werden die einzelstaatlichen Rechtsvorschriften der Anrainerstaaten faktisch bereits seit den 1890er Jahren eng abgestimmt und in der Regel wortgleich erlassen. Darüber hinaus wird durch internationale Bevollmächtigtenkonferenzen und internationale Kommissionen eine einheitliche Anwendung und ggf. auch Fortschreibung sichergestellt. Dies betrifft je nach Gegenstand der Regelungen zum Teil auch die Länder bzw. Kantone.
Nach der im Wesentlichen von der Schweiz getragenen Auffassung der Realteilungstheorie widerspricht eine solche Abstimmungspraxis nicht der allgemein üblichen gewohnheitsrechtlichen Realteilung. Andererseits lässt sich aus dieser Praxis auch die insbesondere von Österreich vertretene Auffassung gewohnheitsrechtlich ableiten, dass die Wasserfläche des Obersees mit Ausnahme des Bereiches von weniger als 25 m Tiefe, in diesem Zusammenhang als Hoher See bezeichnet, als Kondominium gemeinschaftlich verwaltetes Hoheitsgebiet aller drei Staaten sei.
Diese Auffassung wird wegen ihrer Beschränkung auf die Seefläche innerhalb des als Halde bezeichneten Tiefenbereiches als Haldentheorie bezeichnet. Sie gilt insofern als Erweiterung der so genannten Kondominiumstheorie ohne die exakte Definition des Uferstreifens.
Insgesamt scheint die Haldentheorie gegenüber der Realteilungstheorie langsam an Boden zu gewinnen. So hat das Land Vorarlberg 1984 bei einer Neufassung seiner Verfassung den Hohen See in Artikel 2 explizit als Bestandteil des Landesgebietes festgeschrieben, ergänzt durch die Einschränkung „im Gebiet des Hohen Sees ist die Ausübung von Hoheitsrechten des Landes durch ebensolche Rechte der anderen Uferstaaten beschränkt“.
Dies wird von Vorarlberger Seite lediglich als „Klarstellung“ aufgefasst, und offenbar wurde dieser Verfassungsänderung von den anderen Beteiligten nicht widersprochen. Ebenfalls gehen die deutschen Länder von der hier ohne genauere Unterscheidung auch als Kondominiumstheorie bezeichneten Haldentheorie aus. Die Rechtsprechung ist allerdings uneinheitlich, auch deswegen, weil eine Entscheidung zwischen den Theorien in der Praxis wegen der engen Abstimmung der Anrainer nur sehr selten notwendig wird.
Durch das Fehlen staatsvertraglicher Regelungen über den Grenzverlauf sowie mangels Ausbildung einer gewohnheitsrechtlichen Regelung oder Übereinstimmung auf eine gemeinsame Auffassung ist somit weder ein Kondominium noch eine Realteilung anzunehmen.
Der „Hohe See“ (d. h. der Obersee mit mehr als 25 Meter Wassertiefe) ist daher eher als „staatsfreies Gebiet“ und als „internationaler Gemeinschaftsraum“ ohne Klärung der Hoheitsgewalt anzusehen, wobei alle in der Praxis auftretenden Fragen durch zahlreiche zwischenstaatliche Verträge auch über die Aufteilung exekutiver Zuständigkeiten ausreichend geregelt sind und diese intensive regionale Zusammenarbeit eine Klärung der Souveränitätsfrage überflüssig macht. Alle drei Staaten gehören zudem dem Schengen-Raum an, was eine eindeutige Grenzziehung wenig dringlich macht.

### Erdkrümmung

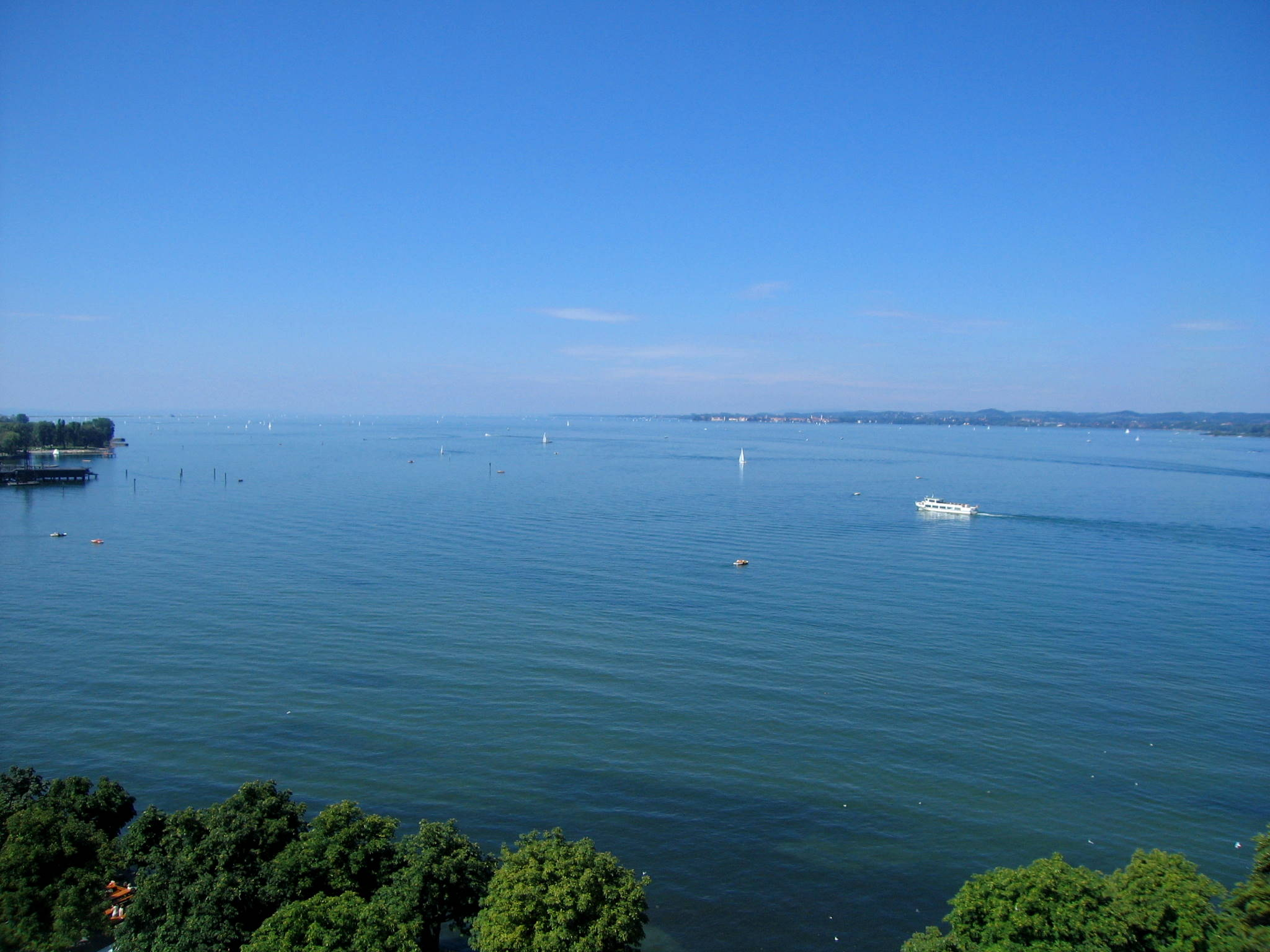
Blick von einem erhöhten Standpunkt in Bregenz über den Obersee

Aufgrund der Erdkrümmung verfügt der Bodensee in seiner (maximalen) Südost-Nordwest-Ausdehnung (ca. 65 km) über eine Aufwölbung der Oberfläche von rund 80 m.
Konstanz am Westufer des Obersees und Bregenz ganz im Osten sind etwa 46 Kilometer Luftlinie voneinander entfernt. Die Aufwölbung der Wasseroberfläche dazwischen beträgt hier rund 41,5 m. Ebenso hoch müssten an beiden Seiten die Betrachter über dem Wasserspiegel angehoben sein, um sich wechselweise sehen zu können.
Wer also in Konstanz am Ufer steht, sieht aus seiner rund 2 Meter hoch liegenden Perspektive nichts von der Stadt Bregenz, jedoch die dahinter aufragenden Berge. Umgekehrt sieht man aus 2 Metern Höhe von Bregenz aus in Richtung Konstanz nur Wasser bis zur Höhe des Horizonts, da es um Konstanz keine ausreichend hohen Berge gibt.

## Ökologie

### Flora

#### Landpflanzen
Bis ins 19. Jahrhundert hinein galt der Bodensee als naturbelassenes Gewässer. Seitdem wurde die Natur stark durch Rodungen und die Bebauung zahlreicher Uferteile beeinflusst. Dennoch sind einige naturnahe Bereiche vor allem in den Naturschutzgebieten erhalten geblieben oder wurden renaturiert. Daher weist die Bodenseeregion einige Besonderheiten auf.
Dazu zählen die große Waldlandschaft am Bodanrück, das Vorkommen des Lungen-Enzians und der Knabenkraut-Arten aus den Gattungen Dactylorhiza und Orchis im Wollmatinger Ried sowie das der Sibirischen Schwertlilie (Iris sibirica) im Eriskircher Ried, das daher seinen Namen erhalten hat. Eine Besonderheit der Bodensee-Flora ist das Bodensee-Vergissmeinnicht (Myosotis rehsteineri), dessen Vorkommen auf ungestörte Kalkschotter-Strände beschränkt ist.

#### Wasserpflanzen
Die Wasserpflanzen wachsen in einer Wassertiefe von einem bis zu zehn Meter in Pflanzenfeldern. Es sind jedoch keine rankenden Schlingpflanzen, einige wachsen bis zur Oberfläche hinauf.
Das Laichkraut hat winzige Blüten, die Stängel werden vier Millimeter dick und haben Lufteinschlüsse. Das Kamm-Laichkraut wächst in Uferbereichen bis zu fünf Meter Wassertiefe. Die Armleuchteralge ist im Überlinger See und im Untersee tiefer angesiedelt und bildet dort Wiesen. Das Tausendblatt hat rote Stängel mit faserartigen Blättern. Die Fadenalge bildet schwimmende Felder, die letztendlich ans Ufer getrieben werden.

### Fauna

#### Vögel

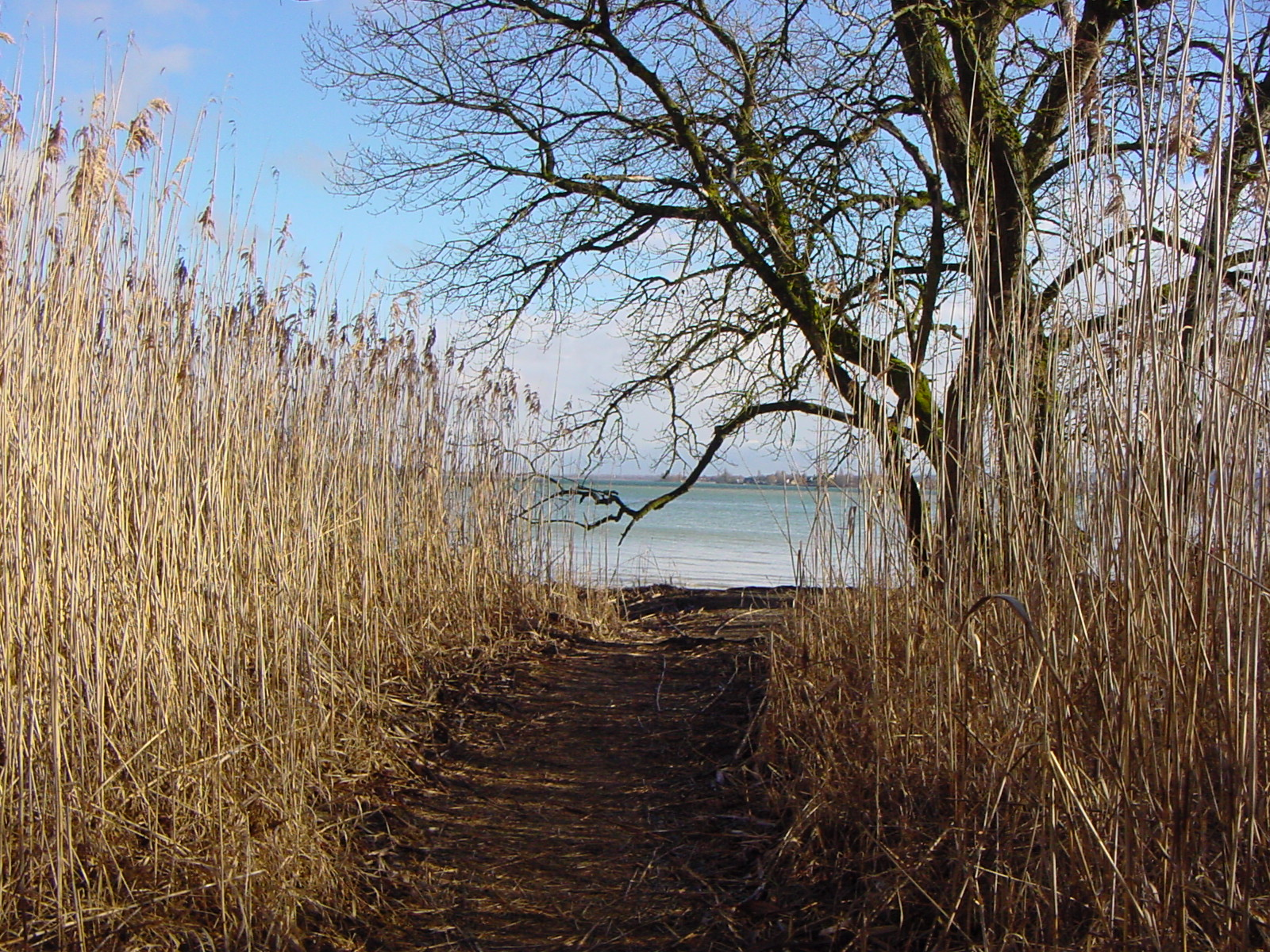
Die Halbinsel Mettnau

Der Bodensee ist mit seinen Naturschutzgebieten, wie dem Wollmatinger Ried oder der Halbinsel Mettnau, auch die Heimat vieler Vogelarten. 412 Arten sind bislang nachgewiesen.
Von 1980 bis 2012 sind die Brutpaare am Bodensee, von 465.000 auf 345.000, um rund 25 Prozent zurückgegangen.
Die Bodenbrüter waren besonders stark vom Rückgang betroffen.

##### Singvögel
Die zehn häufigsten Brutvogelarten am Bodensee sind nach einer Erhebung in den Jahren 2000 bis 2003 in absteigender Reihenfolge: Amsel, Buchfink, Haussperling, Kohlmeise, Mönchsgrasmücke, Star, Rotkehlchen, Zilpzalp, Grünfink und Blaumeise.

##### Wasservögel

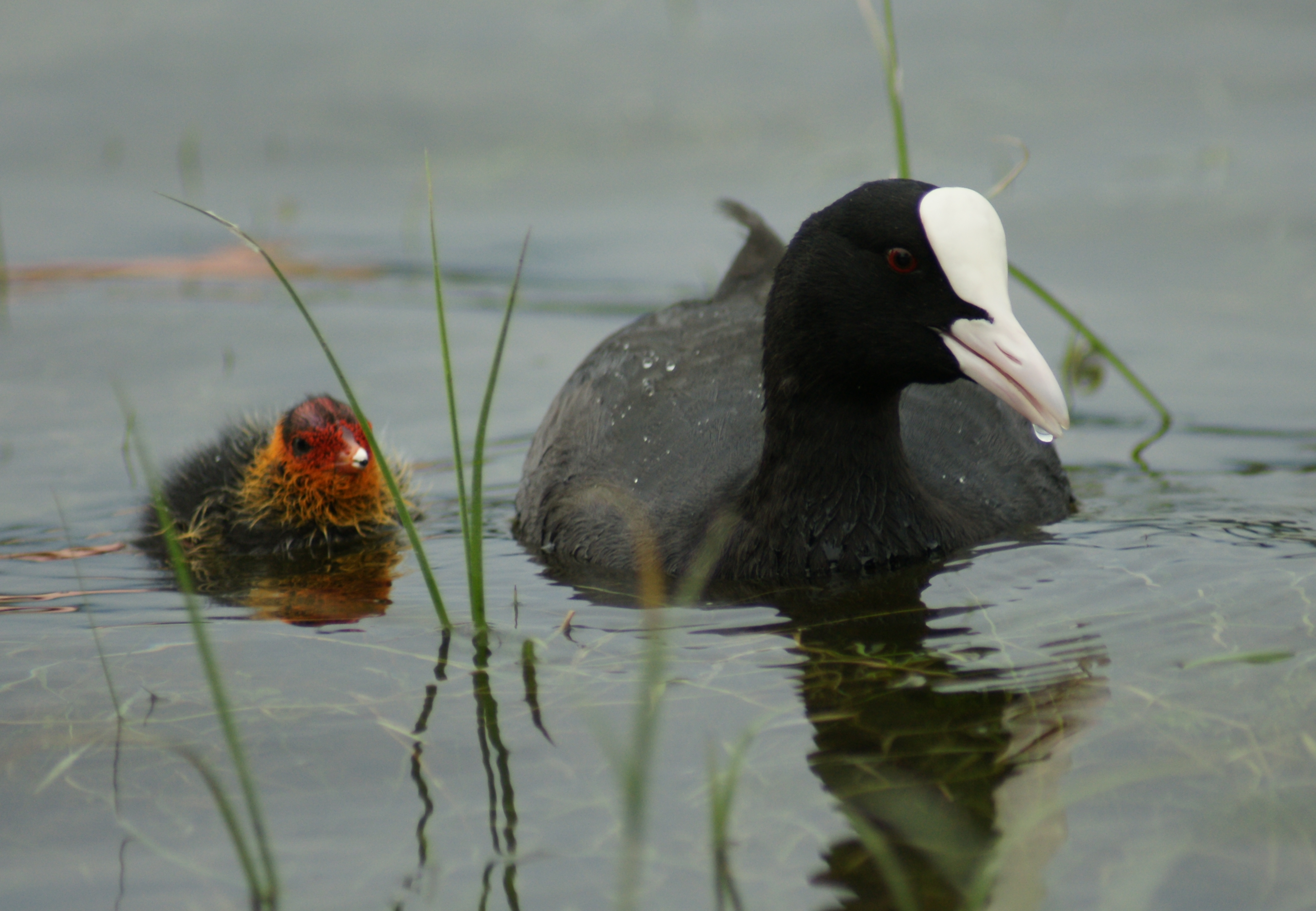
Blässhuhn in Hard am Bodensee

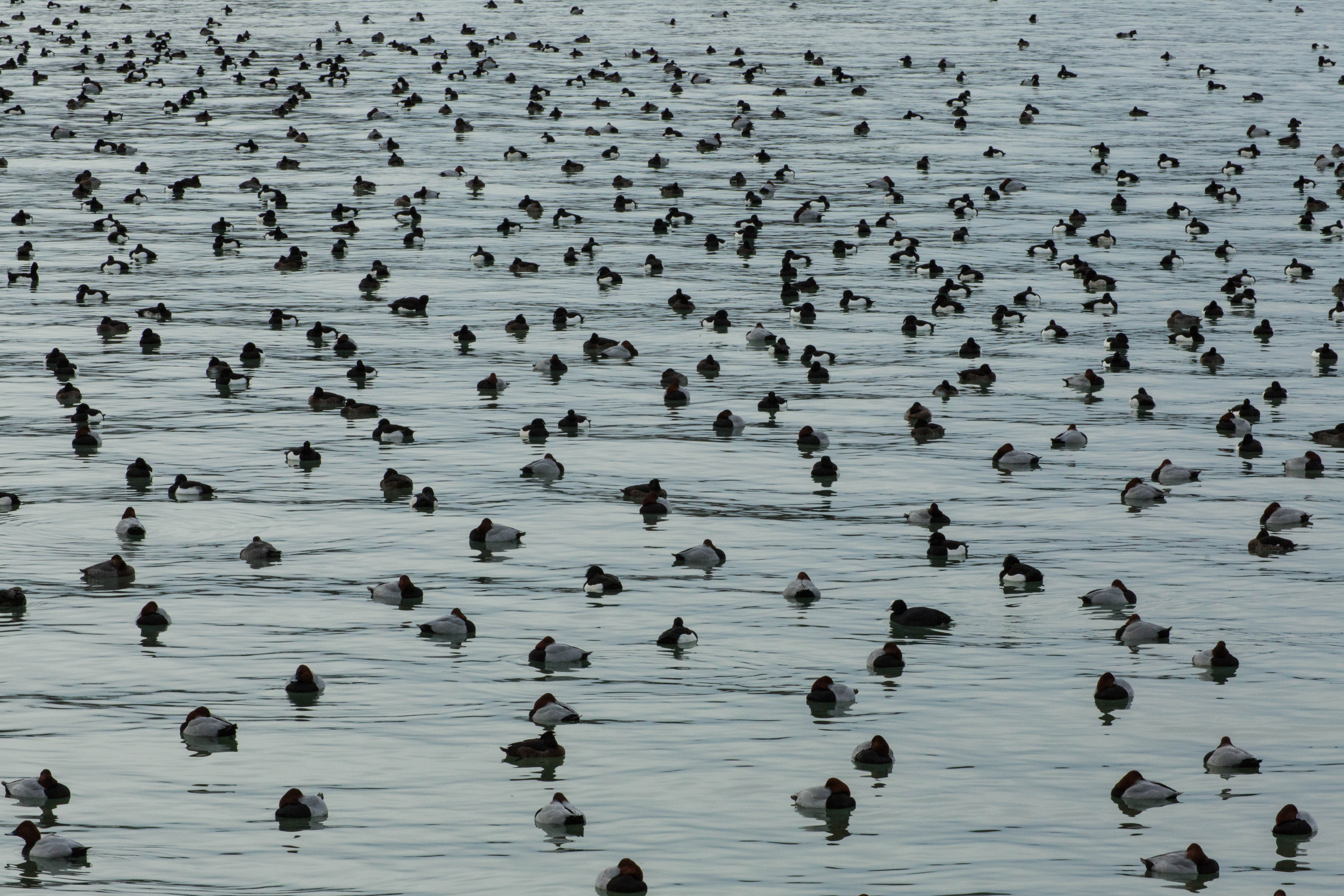
Gebilde von Enten auf dem Bodensee. Zur Abschreckung der Fressfeinde

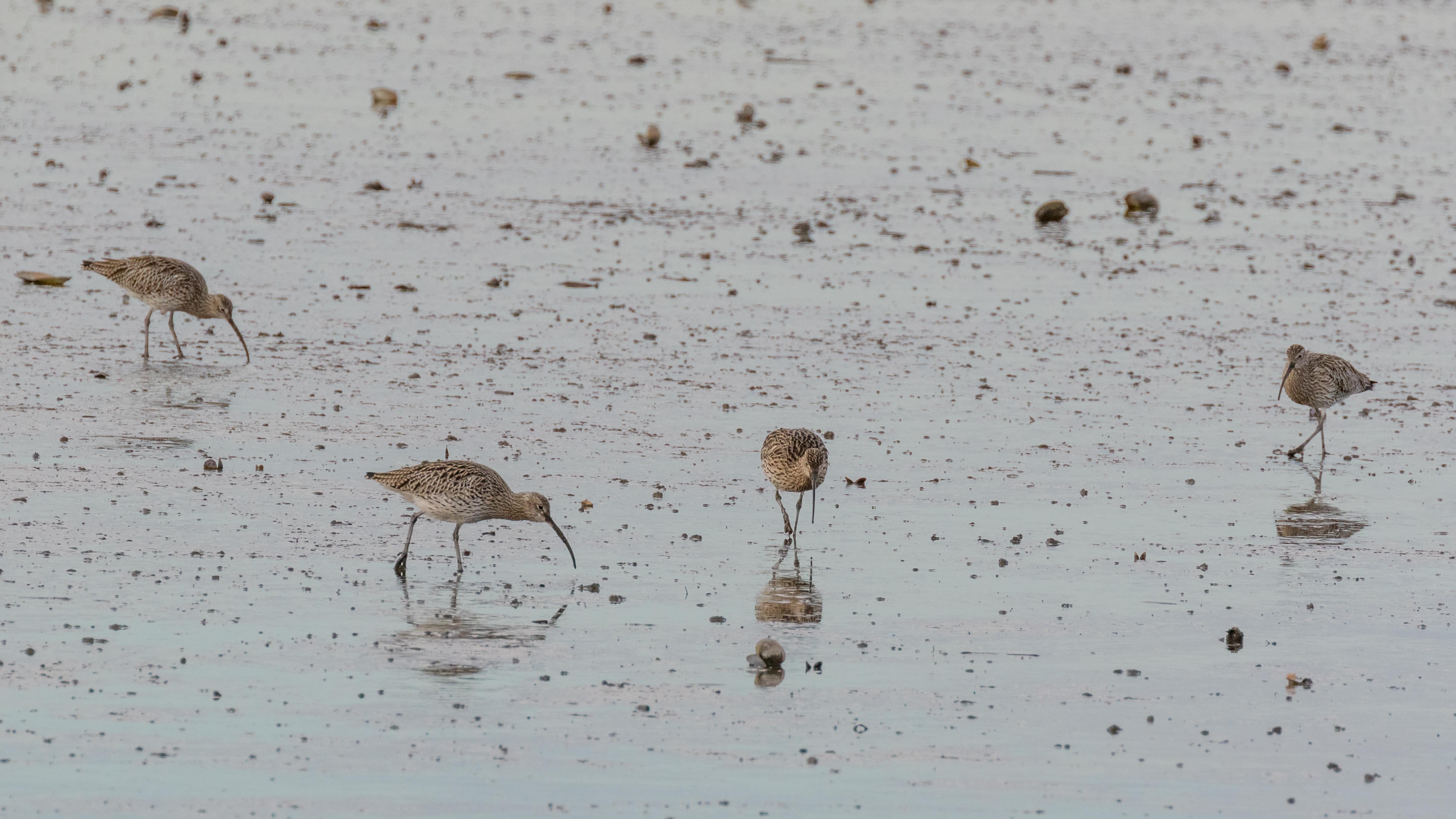
Große Brachvögel in der Fussacher Bucht

Im Frühjahr ist der Bodensee ein bedeutendes Brutgebiet, vor allem für Blässhuhn und Haubentaucher. Aufgrund der stark schwankenden Wasserstände bevorzugen manche Arten jedoch andere Brutgebiete. Als typische Wasservögel werden Löffelente, Schellente, Gänsesäger, Tafelente, Graureiher, Spießente, Reiherente und Stockente genannt.
Die Standortbedingungen sind mit der in den 1960er-Jahren eingeschleppten Dreikantmuschel als Futterangebot, dem sauberen Seewasser und den ausgewiesenen Ruhezonen günstig.
Die Wasservögel ruhen auf dem See zusammen in einem großen Gebilde, um Fressfeinde zu irritieren und entfernt von Schilf und Ufer, um für Füchse unerreichbar zu sein.
Im Dezember 2014 wurden 1.389 Kormorane gezählt. Der Internationale Bodensee-Fischereiverband (IBF) schätzt den Nahrungsbedarf der Kormorane am Bodensee auf jährlich 150 Tonnen Fische.

##### Überwinterung
Der Bodensee ist ein wichtiges Überwinterungsgebiet für rund 250.000 Vögel jährlich. Vogelarten wie der Alpenstrandläufer, der Große Brachvogel und der Kiebitz überwintern am Bodensee.
Mitte Dezember 2014 hielten sich am See 56.798 Reiherenten, 51.713 Blässhühner und 43.938 Tafelenten auf. Im November/Dezember sind etwa 10.000 bis 15.000 Kolbenenten und 10.000 Haubentaucher am Bodensee.

##### Rast der Zugvögel
Auf dem Zug im Spätherbst finden sich auf dem See auch zahlreiche Seetaucher ein (Pracht- und Sterntaucher, einzelne Eistaucher). Dem Bodensee kommt auch als Rastgebiet während des Vogelzuges eine große Bedeutung zu. Der Vogelzug verläuft dabei oft unauffällig und ist am ehesten bei besonderen Wetterlagen als sichtbarer Tagzug erkennbar. Erst bei länger anhaltenden, großräumigen Tiefdrucklagen kommt es nicht selten zu einem Stau mit großen Ansammlungen von Zugvögeln.
Dies lässt sich im Herbst oft gut am Eriskircher Ried am nördlichen Bodensee beobachten. Hier stößt der Breitfrontzug direkt an den See und Vögel versuchen dann dem Ufer entlang Richtung Nordwest zu ziehen. Die Bedeutung des Bodensees als wichtiges Rast- und Überwinterungsgebiet wird unterstrichen durch das Max-Planck-Institut für Ornithologie – Vogelwarte Radolfzell, das als Beringungszentrale für die deutschen Bundesländer Bayern, Baden-Württemberg, Berlin, Rheinland-Pfalz und das Saarland sowie für Österreich zuständig ist und den Vogelzug erforscht.

#### Fische
Im Bodensee leben rund 45 Fischarten. Eine Besonderheit für die Lage des Sees ist das Vorkommen von Felchen (Coregonus spec.) und des Seesaiblings (Salvelinus umbla). Besonders hervorzuheben sind die Fischarten:
- Bodenseefelchen (Blaufelchen, Coregonus wartmanni)
- Sandfelchen (Weißfelchen, Coregonus arenicolus)
- Gangfisch (Coregonus macrophthalmus)
- Kilch (Coregonus gutturosus)
- Äsche (Thymallus thymallus)
- Barsch (Kretzer, Barschling, in der Schweiz: Egli, Perca fluviatilis)
- Brachsen (Brasse, Abramis brama)
- Hecht (Esox lucius)
- Zander (Sander lucioperca)
- Quappe (Trüsche, Lota lota)[116]
- Dreistachliger Stichling (Gasterosteus aculeatus, lat. aculeatus – stachlig)[117]
- Aal (Anguilla anguilla)
- Groppe (Cottus gobio)
- Rotauge (Rutilus rutilus)[117][118]
- Rotfeder (Scardinius erythrophthalmus)[119]
- Schleie (Tinca tinca)
- Sibirischer Stör (Acipenser baerii)[117]
- Wels (Silurus glanis)
- Seeforelle (Salmo trutta lacustris).

Der Bodenseefelchen (Coregonus wartmanni), der aufgrund seines großen Vorkommens im Bodensee nach diesem benannt wurde, wird oft ganz oder als Filet (nach Müllerin Art) in den Fischlokalen rund um den Bodensee ähnlich wie die sonst bekannten Forellen zubereitet. Oft wird er auch geräuchert angeboten.
Die ehemals im Bodensee endemische Fischart Bodensee-Kilch (Coregonus gutturosus) gilt als verschollen. Gleiches galt zeitweise für den Bodensee-Tiefensaibling (Salvelinus profundus), der jedoch in den 2010er-Jahren wieder gesichtet wurde.

#### Biber

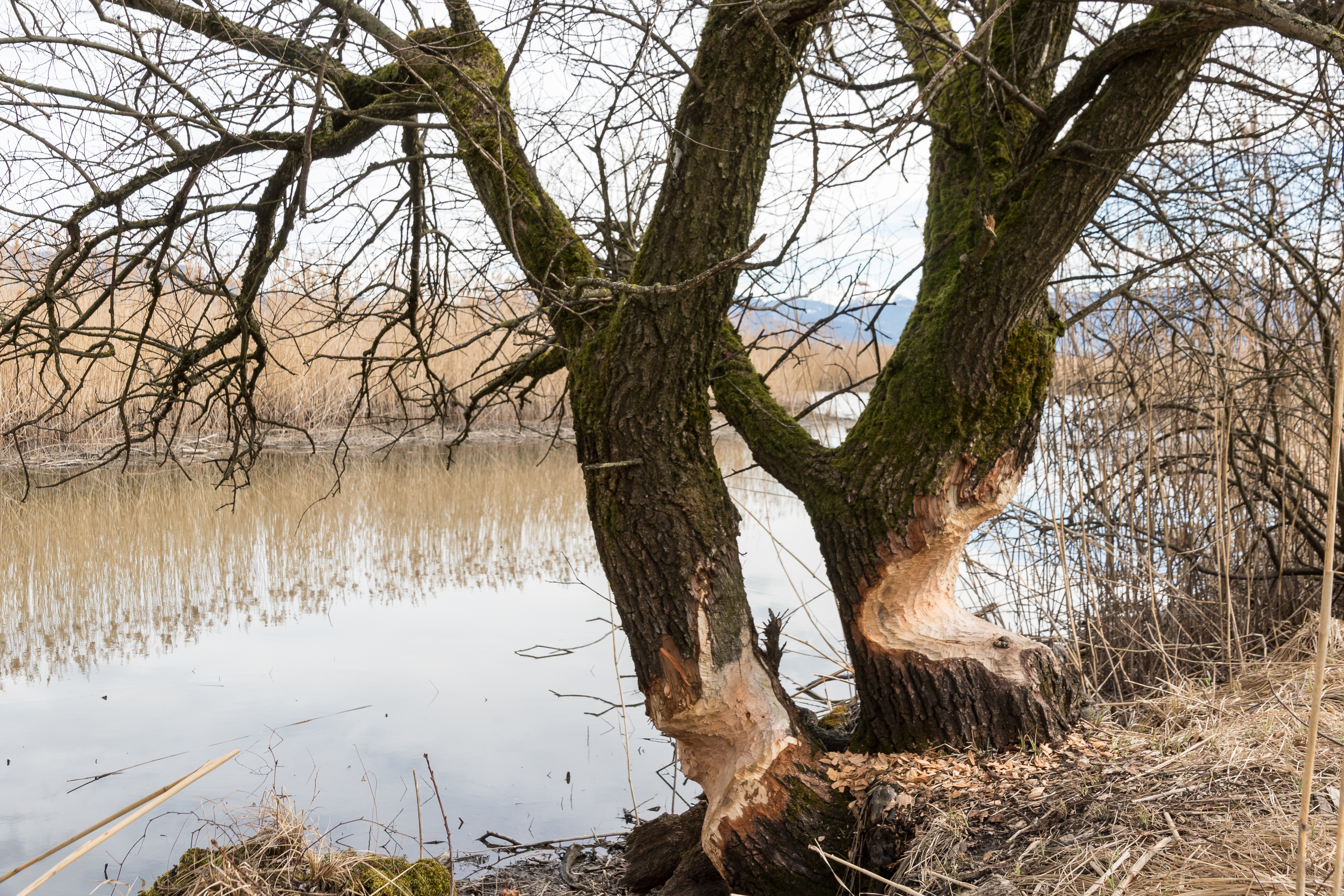
Biberbissspuren im Naturschutzgebiet Rheindelta

Spuren des bis zur ersten Hälfte des 20. Jahrhunderts in ganz Europa großflächig ausgerotteten, nun streng geschützten (Europäischen) Bibers wurden im Frühjahr 2020 in Konstanz am Seerhein, am deutschen Ufer des Konstanzer Trichters bis Staad sowie bei Dettingen am Südufer des Überlinger Sees gefunden, an dessen Nordostufer in Überlingen im Herbst 2023.

#### Neozoen
Seit Langem siedeln sich „gebietsfremde“ bzw. „invasive Arten“, sogenannte Neozoen im Ökosystem Bodensee an: neue Tiere bzw. fremde Arten, die sich in einem neuen Umfeld behaupten und vermehren – teils massenhaft. Dabei gefährden oder verdrängen sie zum Teil einheimische Arten. Die globale Erwärmung spielt hier ebenfalls eine Rolle.
Im Bodensee werden Neozoen wie Fische, Krebse, Muscheln oder auch ganz kleine Organismen wie Kieselalgen dabei seit 1955 und von Jahr zu Jahr mit mehr Arten nachgewiesen – einige davon wurden als „blinde Passagiere“ an Ankertauen bzw. -ketten oder der Außenseite von Booten, mit Tauchausrüstungen oder Schwimmwesten usw. aus anderen Gewässern eingeschleppt. Andere wie der Süßwasser-Borstenwurm haben sich seit Eröffnung des Main-Donau-Kanals 1992 aus dem Schwarzen Meer oder der Donau vorgearbeitet. Weitere wurden ausgesetzt.
Bei einer Befischung des Obersees 2019 wurden 30 Fischarten gefunden, fünf davon waren gebietsfremd. Man geht davon aus, dass man mit den Neozoen im See leben muss. Die Kampagne „Vorsicht blinde Passagiere“ gibt Hinweise, wie ein weiteres Einbringen oder die Verbreitung im Bodensee und anderen Seen verhindert bzw. verlangsamt werden kann – vor allem durch gründliche Reinigung der entsprechenden Gerätschaften.

##### Bekanntere Neozoen
Neben der rasanten Ausbreitung der Quagga-Dreikantmuschel erregt die des Dreistachligen Stichlings bislang wohl das meiste öffentliche Aufsehen – der Stichling ist nach einigen Studien mittlerweile die im Bodensee dominierende Fischart.
Der Große Höckerflohkrebs (Dikerogammarus villosus) breitete sich seit 2002 ausgehend von zwei Uferabschnitten bei Hagnau und Immenstaad über das Ufer des Überlinger Sees (2004), die des ganzen Obersees (2006) auf beinahe das ganze Bodensee- und Rheinseeufer (2007) aus – als „Killer shrimp“ eilt ihm der schlechte Ruf eines gefräßigen Räubers von Fischlarven und Fischeiern voraus.
Mittlerweile findet sich im westlichen Bodensee z. B. auch der aus Nordamerika stammende Kamberkrebs (Orconectes limosus), der Mitte des 19. Jahrhunderts zur Ertragssteigerung in europäische Gewässer eingesetzt wurde, seit 1982 vereinzelt die Chinesische Wollhandkrabbe (Eriocheir sinensis) und in den Zuflüssen des Sees seit 2011 der Signalkrebs (Pacifastacus leniusculus). Da diese Großkrebsarten zwar selbst gegen die Krebspest immun sind, den Erreger aber weiterverbreiten, geht von ihnen eine große Gefahr für die heimischen Arten wie Edelkrebs, Dohlenkrebs oder Steinkrebs aus. Die eingeschleppten bzw. eingewanderten Tiere sind oft anspruchslos, vermehren sich schnell und leben räuberisch, so dass sie auch für verschiedene Kleinfischarten eine Bedrohung darstellen. Im ISF wird seit 2003 systematisch zum Thema geforscht.
Seit 2016 breitet sich die Quagga-Dreikantmuschel (Dreissena rostriformis bugensis) massenhaft im Bodensee aus; sie hat gegenüber der Zebramuschel mehrere Vorteile: Sie siedelt – in Tiefen bis zu 240 m – auch auf Feinsubstrat wie Sand, außerdem ist sie Kälte-resilienter und vermehrt sich über das ganze Jahr. Auf diese Weise ist sie dabei, die Zebramuschel langsam zu verdrängen. In der Bodensee-Uferzone ist das bereits weitgehend der Fall. Die Quaggamuschel ist von daher problematisch, als dass sie neben Booten und Bauwerken auch technische Einrichtungen wie die Entnahme-Vorrichtungen und Filter-Anlagen von Wasserwerken wie die der Bodensee-Wasserversorgung bei Sipplingen massenhaft besiedelt; die entsprechende Reinigung erfordert z. B. seit 2016 bei der Bodensee-Wasserversorgung einen hohen Personal- und Kostenaufwand, Anfang 2023 bereits 5,8 Mio. Euro. Teils müssen Rohre mit größerem Durchmesser installiert werden, ihre Reinigung erfolgt aufwändig mit „Rohrmolchen“. Quagga filtert dabei so viel Plankton aus dem Wasser, dass Fische daneben zu wenig davon als Nahrung finden – Rotaugen fressen Quaggamuscheln, doch diese Fischart wird ihrerseits von Kormoranen dezimiert. Nach einer Studie der Universität Konstanz von Anfang 2024 wird die Quagga-Muschel-Masse pro Quadratmeter im Bodensee bis 2045 wohl um das Neun- bis Zwanzigfache zunehmen, vor allem im Zug einer stärkere Besiedlung der tieferen See-Bereiche, was zu großen Veränderungen im Ökosystem führen könne; die Landesanstalt für Umwelt Baden-Württemberg (LUBW) wiederum nimmt an, dass man am Bodensee ca. 2040 den gleichen Status wie im US-amerikanischen Lake Michigan erreicht, wo die Muschel mittlerweile 90 % der Biomasse ausmacht – der Verlauf der Ausbreitung sei bislang in beiden Seen ähnlich; dabei kann die Ausbreitungs-Dynamik aufgrund der Invasivität der Muscheln nicht mehr aufgehalten werden.
Auch die inzwischen zur heimischen Fauna gezählte Regenbogenforelle (Oncorhynchus mykiss) ist hier nicht ursprünglich zuhause: Sie wurde um 1880 zur Bereicherung und aus wirtschaftlichen Überlegungen im Bodensee eingesetzt.
Ein neueres Beispiel ist die nur sechs bis elf Millimeter kleine Schwebegarnele (Limnomysis benedeni), die 2006 im vorarlbergischen Hard aufgefunden wurde und heute nahezu im ganzen Bodensee zu finden ist: Sie stammt aus den Gewässern rund um das Schwarze Meer und ist vermutlich zunächst von Schiffen donauaufwärts transportiert worden, bevor sie sich im Rheinsystem verbreiten konnte und in den Bodensee gelangte. Die Schwebegarnelen, die im Winter an manchen Stellen in Schwärmen von mehreren Millionen Tieren auftreten, sind schon jetzt ein einflussreiches Glied der Nahrungskette im Bodensee. Sie verzehren abgestorbenes Tier- und Pflanzenmaterial sowie Phytoplankton, werden aber auch selbst von Fischen gefressen.
Zu den gebietsfremden Tierarten zählt die Wandermuschel (Dreissena polymorpha, umgangssprachlich „Dreikantmuschel“, auch „Zebramuschel“), die ausgehend vom Schwarzmeergebiet seit Ende des 18. Jahrhunderts fast ganz Europa erobert und zwischen 1960 und 1965 in den Bodensee eingeschleppt wurden. Nach einer Massenvermehrung während der 1980er-Jahre im Rhein und zuvor in größeren Seen ist die Art heute wieder im Rückgang begriffen. Probleme traten durch die Dreikant- oder Wandermuschel unter anderem dadurch auf, dass der Besatz Wasserentnahmerohre verstopfte. Außerdem kann die Art den heimischen Großmuscheln zum Verhängnis werden, weil sie in Nahrungskonkurrenz tritt. Heute ist laut Aussage des Instituts für Seenforschung (ISF) die Dreikantmuschel aber auch eine wichtige Nahrungsbasis für überwinternde Wasservögel. Tatsächlich hat die Anzahl der Überwinterer sich in rund 30 Jahren mehr als verdoppelt.

##### Weitere Neozoen
Von 1956 bis 2013 wurden 19 Neozoen geortet:
- Amerikanisches Posthörnchen (seit 1996)
- Asiatische Körbchenmuschel (seit etwa 2003) mit massenhafter Vermehrung[127]
- Aufrechter bzw. amerikanischer[142] Flohkrebs (seit 2007)
- Blasenschnecken (seit 1981)
- Donau-Fischegel (seit 2010)
- Flussflohkrebs (seit 1971)
- Forellenbarsch (seit 2015)[143]
- Kiemenwurm (seit 2003)
- Mittelmeerassel (seit 2005)
- Neuseeländische Zwergdeckelschnecke (seit 1971)
- Sumpfdeckelschnecken (seit 1956)
- Süßwasserqualle (seit 1999)
- Tigerplanarie (seit 1991)

Der Süßwasser-Borstenwurm (Hypania invalida) wurde im Bodensee erstmals im Oktober 2020 (ufernah bei Langenargen) bzw. im Sommer 2021 entdeckt (bei Langenargen in 20–30 m Wassertiefe vor der Schussenmündung).

### Naturschutzgebiete
Der damalige Konstanzer Landrat Ludwig Seiterich setzte sich in den 1960er Jahren stark für den Naturschutz ein, die Landschaftsschutzgebiete Bodanrück und Höri sind sein Verdienst, er war auch wesentlich an der Ausweisung des Naturschutzgebietes Bodenseeufer beteiligt.

#### Obersee

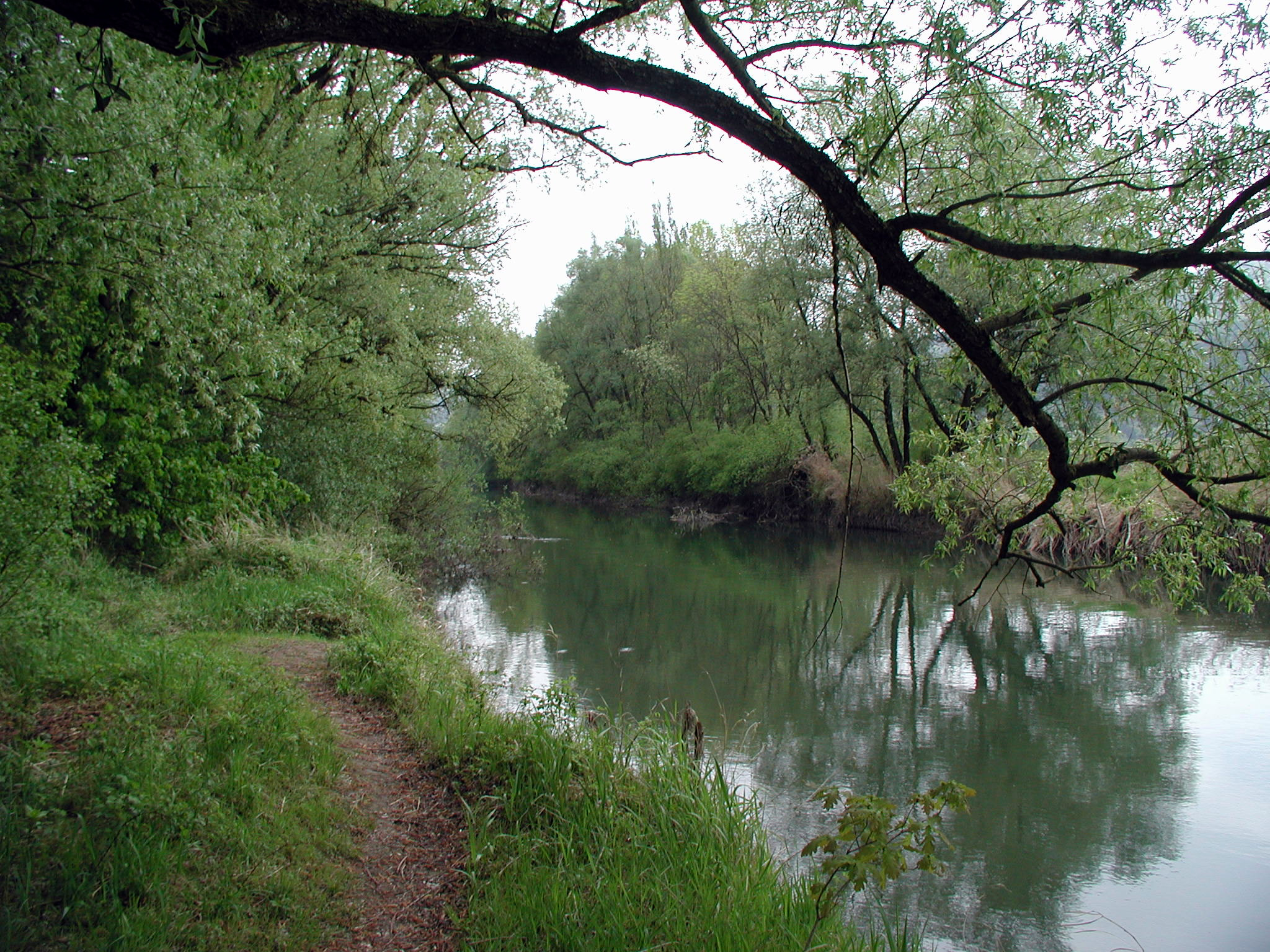
Der alte Rhein im Rheindelta

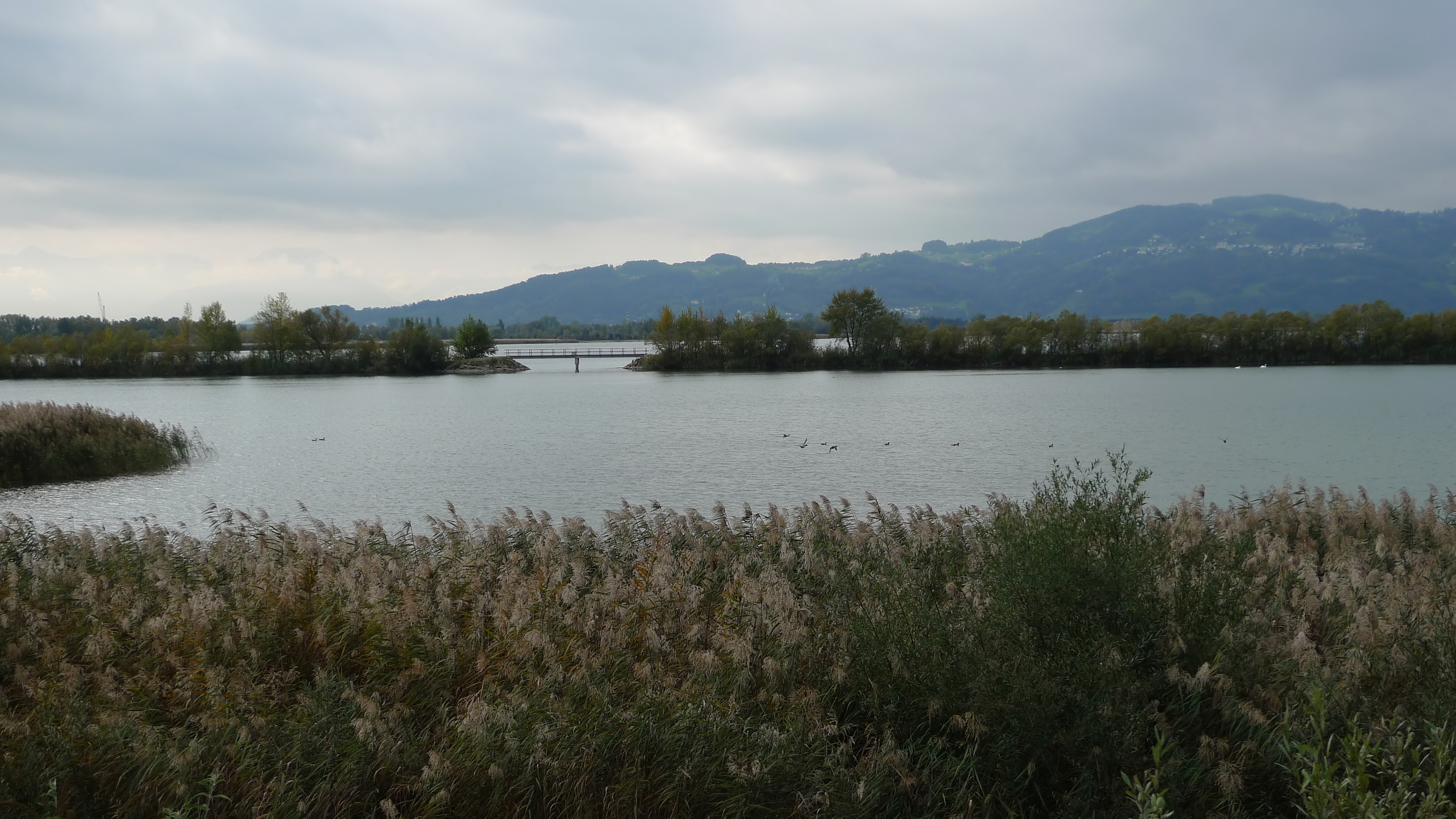
Naturschutzgebiet beim Neuen Rhein

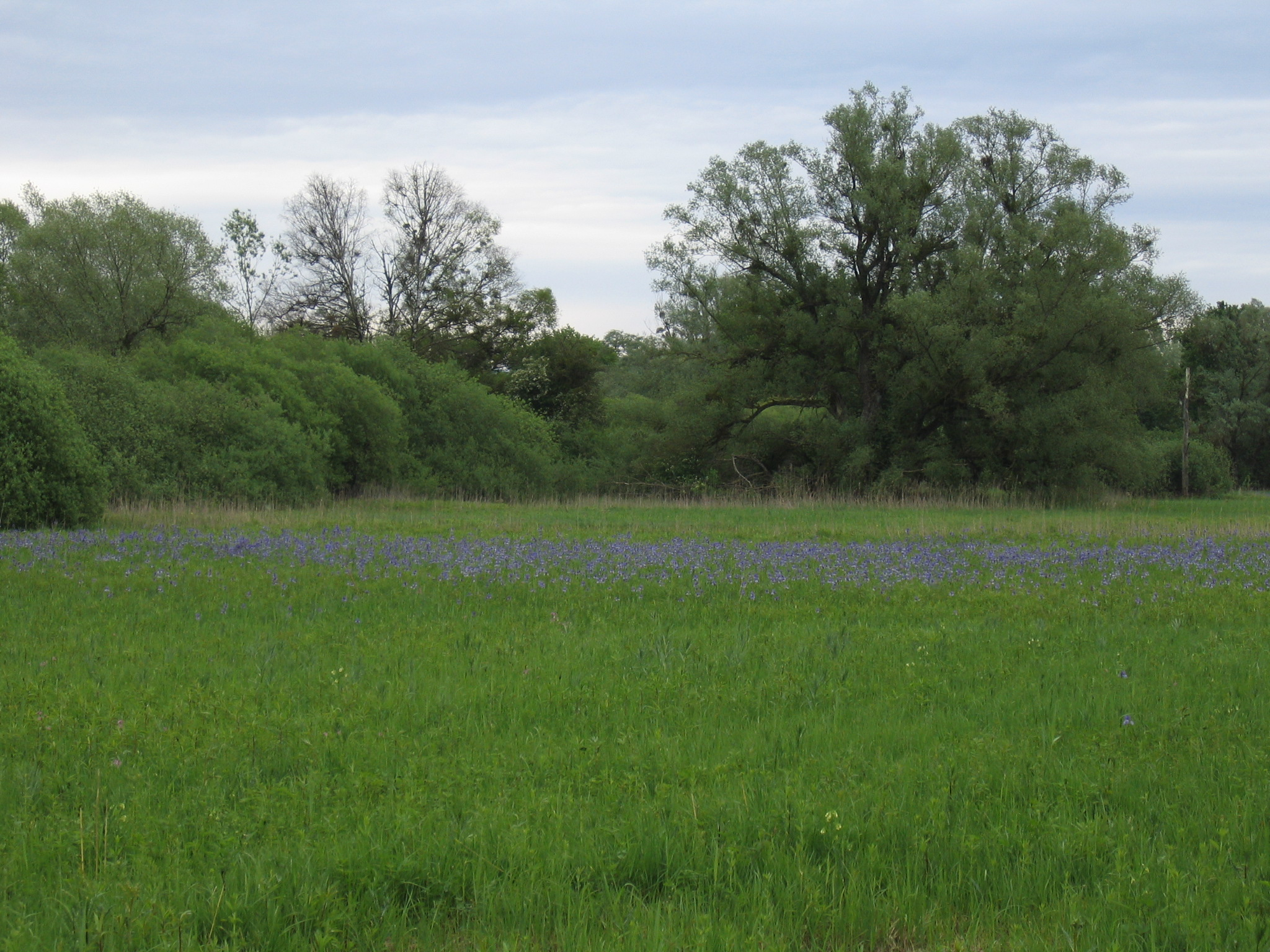
Eriskircher Ried

Das größte Naturschutzgebiet des Bodensees ist das Rheindelta, das sich entlang des Bodenseeufers zwischen der Mündung des alten Rheinlaufes bis zur Dornbirner Ach bei Hard erstreckt. Seit ihm ab 1982 internationale Bedeutung zukommt, wurden dort 340 Vogelarten beobachtet. Auf der Schweizer Seite des Alten Rheins liegt das Naturschutzgebiet Altenrhein.
Am Bodensee gibt es viele weitere Naturschutzgebiete, die hier vom Rheindelta an gegen den Uhrzeigersinn (entsprechend der Fließrichtung des Rheines durch den Bodensee) zum Teil aufgelistet werden.
Das Europaschutzgebiet Mehrerauer Seeufer – Mündung der Bregenzerach ist ein Natura 2000 Naturschutzgebiet und liegt in den Gemeinden Bregenz und Hard. Streuwiesen, Auwälder und die Mündung der Bregenzerach bilden eine einzigartige Naturlandschaft.
Das Naturschutzgebiet Wasserburger Bucht zwischen Nonnenhorn und Wasserburg hat einen dichten Schilfgürtel bewahrt.
Das Gebiet des Flusses Argen zwischen Zusammenfluss von Oberer und Unterer Argen und der Mündung in den Bodensee.
Das Eriskircher Ried, das seit 1939 geschützt ist, ist das größte Naturschutzgebiet am Nordufer und liegt zwischen Rotachmündung bei Friedrichshafen und Schussenmündung bei Eriskirch. Eine besondere Bedeutung hat das Gebiet für den Haubentaucher, der dort bevorzugt nistet, und die Singschwäne. Auch die vorgelagerte Flachwasserzone ist seit 1983 unter Schutz gestellt.
Zwischen Fischbach und Immenstaad liegt am (ehemalig badischen) Grenzbach ein sehr kleines Naturschutzgebiet.

#### Überlinger See
- Die Seefelder Aachmündung bei Unteruhldingen zwischen Unteruhldingen (Pfahlbauten) und Seefelden.[146]
- Das Sipplinger Dreieck bei Sipplingen.[146]
- Das Naturschutzgebiet Aachried um die Mündung der Stockacher Aach zwischen Bodman und Ludwigshafen, das auch Naturschutzgebiet Bodenseeufer (Bodman-Ludwigshafen) genannt wird, ist etwas kleiner und daher auch weniger beachtet. Bedeutung kommt ihm jedoch als Überwinterungsplatz für Eisvogel, Regenpfeiferartige, besonders für die Samtente und den Ohrentaucher, zu. Im Mündungsgebiet und Flachwasser brüten mehr als 50 Vogelarten.[148]
- Zum Naturschutzgebiet Bodenseeufer (Gmk. Litzelstetten, Dingelsdorf, Dettingen) gehören auch am Südufer des Überlinger Sees die Partien zwischen Wallhausen und Dingelsdorf sowie Dingelsdorf und Litzelstetten. Dann folgt das Naturschutzgebiet Bodenseeufer-Untere Güll zwischen Litzelstetten, der Insel Mainau und Egg.

#### Untersee

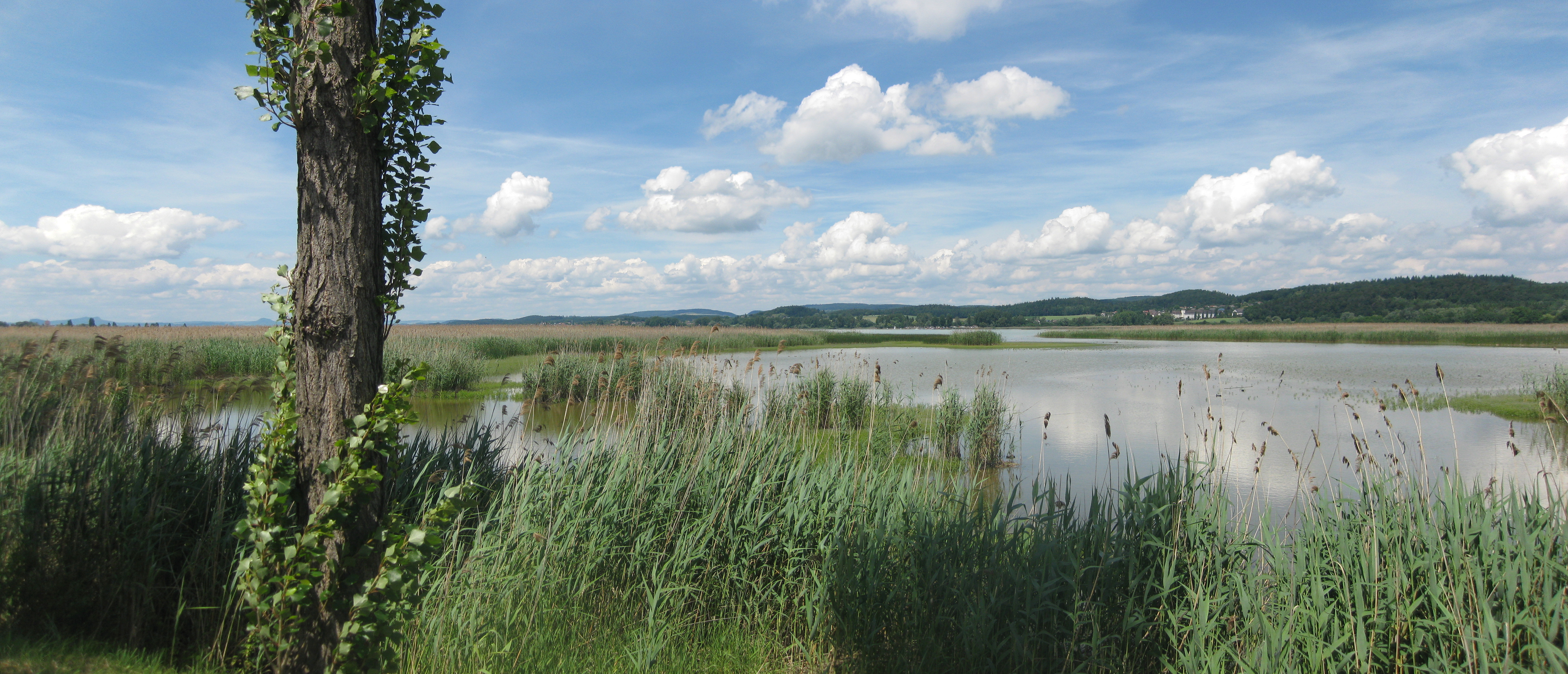
Schilf im Wollmatinger Ried

Das Wollmatinger Ried bei Konstanz ist seit 1973 Europareservat und seit 1976 Feuchtgebiet von internationaler Bedeutung. Durch seine Lage am Seerhein ist es eine wichtige Brutzone und darf daher teilweise nur bei Führungen betreten werden.
Naturbelassene Gebiete am Schweizer Ufer des Untersees befinden sich zwischen Konstanz und Gottlieben, weiter das Naturschutzgebiet „Espenriet“ zwischen Gottlieben und Ermatingen sowie das „Wasser- und Zugvogelreservat Untersee und Rhein“ oberhalb der Rheinbrücke in Stein am Rhein.
Zum Naturschutzgebiet Bodenseeufer (Konstanz) gehören auch die Naturschutzgebiete des Untersees bei Horn (Hornspitze) sowie um Gaienhofen, Wangen, Öhningen.

#### Zeller See
Der Halbinsel Mettnau mit dem Naturschutzgebiet Mettnau sowie dem Mündungsgebiet der Radolfzeller Aach am Zeller See kommt als Brutzone für Enten regionale Bedeutung zu. Der große Ententeich der Mettnau entstand zufällig bei Aufschüttungsarbeiten. An der Mündung befindet sich ein Schlafplatz für Bergpieper.

#### Gnadensee
Der Streifen zwischen Bahntrasse und Autostraße zwischen Radolfzell, Markelfingen und Allensbach hat den Charakter eines Naturschutzgebietes.

### Wracks auf dem Bodenseegrund
Nach einer Kollision mit der Stadt Zürich liegt das Wrack der Jura seit 1864 in 39 Meter Tiefe vor dem schweizerischen Ufer.
Im Obersee wurden Anfang des 20. Jahrhunderts vier Schiffe nach ihrer Außerdienststellung versenkt: im Jahr 1931 die Baden, vormals Kaiser Wilhelm, 1932 die Helvetia, 1933 die Säntis und 1934 die Stadt Radolfzell.
Der Rumpf der ausgebrannten Friedrichshafen wurde 1944 vor der Argen-Mündung in 100 bis 150 Meter Seetiefe versenkt.

### Wasserqualität

Entwicklung der Gesamt-Phosphorkonzentration von 1951 bis 2005 in mg_{P}/m³

Heute hat der Bodensee eine sehr gute Wasserqualität. Nach dem Zweiten Weltkrieg war eine zunehmende Verunreinigung des Bodensees festzustellen, die ab 1959 zu konkreten Maßnahmen führte.
Die Internationale Gewässerschutzkommission für den Bodensee (IGKB) stellte 1963 den Phosphateintrag als Hauptursache einer bereits erkennbaren Eutrophierung fest. Ursachen des Phosphateintrags waren Düngemittelausschwemmungen und kommunale Abwässer, die durch Fäkalien und in zunehmendem Maße durch Phosphate aus Waschmitteln belastet waren. Die dabei relevante Fläche ist das gesamte 11.000 km² große hydrologische Einzugsgebiet des Bodensees.
Besonders in den 1970er Jahren wurden hier in großem Umfang Kläranlagen errichtet, die Phosphatreinigungsleistung der vorhandenen Anlagen wurde verbessert. 1975 wurden in Deutschland Höchstmengen für Phosphate durch das Wasch- und Reinigungsmittelgesetz verordnet, 1986 brachte die Waschmittelindustrie durch den Einsatz von Zeolithen vollständig phosphatfreie Waschmittel auf den Markt.
Die Einträge aus der Landwirtschaft lassen sich nur durch eine Extensivierung im Einzugsgebiet langfristig verringern, entsprechende gesetzliche und Förder-Maßnahmen wurden umgesetzt. Trotz dieser Maßnahmen erreichte die Phosphorkonzentration im Bodensee um 1980 das Zehnfache des natürlichen Wertes. In den frühen 1980er Jahren wurden in Grundnähe zeitweise gefährlich niedrige Sauerstoffkonzentrationen gemessen (eine vollständige Sauerstofffreiheit des Seegrundes führt zum Umkippen eines Sees).
Seit 1979 ging die Phosphorkonzentration wieder zurück und hat mittlerweile fast wieder den natürlichen Wert erreicht. Die nicht ganz so bedeutsame Nitratkonzentration liegt nach einem kontinuierlichen Anstieg bis 1985 seither konstant bei ca. 4,4 g/m³. Durch die bessere Wasserqualität wird der See wieder zu einem nährstoffarmen Voralpensee, der er ursprünglich einmal war.
Dies hat allerdings auch negative Auswirkungen auf die Fischerei: Die Fische werden aufgrund der nun herrschenden Nährstoffarmut nicht mehr so groß wie früher, was geringere Erträge bedeutet. Dafür sind die bestehenden Fischpopulationen jedoch stabiler. Ein Indiz für die Gesundung des biologischen Gleichgewichts im See stellt das Wiedererstarken der Seeforelle dar, deren Bestände sich seit der Verbesserung der Wasserqualität merklich erhöht haben.
Bei Messungen im Jahr 2015 wurde im Bodensee Mikroplastik im Spurenbereich gefunden.
Der Salzgehalt des Seewassers liegt bei etwa 6,1 mg/kg, wobei seit einigen Jahren ein beständiger Anstieg des Salzgehaltes beobachtet wird, dessen Ursachen noch nicht vollständig erkannt wurden.

### Bebauung oder Naturschutz
Die bebaute Fläche in den städtischen Gebieten rund um den Bodensee hat sich seit den 1920er-Jahren bis Anfang 2000 sehr stark ausgedehnt. Weitere Eingriffe in die Bodenseelandschaft entstanden durch Aufschüttung (z. B. Fährhafenbau für die Autofähre Konstanz–Meersburg, Zeltplatz Überlingen-Goldbach u. a.). Andererseits wurden trotz Industrialisierung, Intensivierung des Tourismus und Ausbau der Verkehrsinfrastruktur auch Naturschutzzonen eingerichtet und der Gewässerschutz vorangetrieben.

## Wirtschaft der Region
Von Bedeutung für das wirtschaftliche Gefüge der Anrainer sind heutzutage vor allem die Funktionen des Bodensees als Transportweg, als Erholungsgebiet und als Trinkwasserspeicher.
Im Bereich des Primärsektors spielt vor allem der Obst- und Weinbau eine gewisse Rolle; die Fischerei hingegen hat ihre führende Rolle verloren. Die größten Industriestandorte sind Friedrichshafen (Metallverarbeitung) und Bregenz (Textilindustrie). Wichtigste Dienstleistungsstandorte sind Konstanz, Bregenz, Friedrichshafen und Lindau. Der Bodenseeraum profitiert in bedeutendem Maß von der Wirtschaftskraft des angrenzenden Alpenrheintals mit der dort vorherrschenden Maschinenindustrie.
Der Bodenseeraum ist Teil der Interreg Alpenrhein-Bodensee-Hochrein. Dem Interreg-IV-Programm Alpenrhein-Bodensee-Hochrhein standen für die Förderperiode 2007 bis 2013 insgesamt 23.871.170 Euro an Fördermitteln aus dem Europäischen Fonds für regionale Entwicklung (EFRE) zur Verfügung. Davon wurden rund 22.941.000 Euro tatsächlich ausbezahlt, es konnte somit eine Auszahlungsquote von ca. 96 % erreicht werden.
Auf Schweizer Seite betrug das Budget an Fördermitteln 7.745.000 Euro, tatsächlich ausbezahlt wurden rund 7.200.000 Euro, d. h. also ca. 93 % des zur Verfügung stehenden Gesamtbetrages. Projektträger aus dem Fürstentum Liechtenstein beteiligten sich mit knapp 800.000 Euro am Programm.

### Fischerei

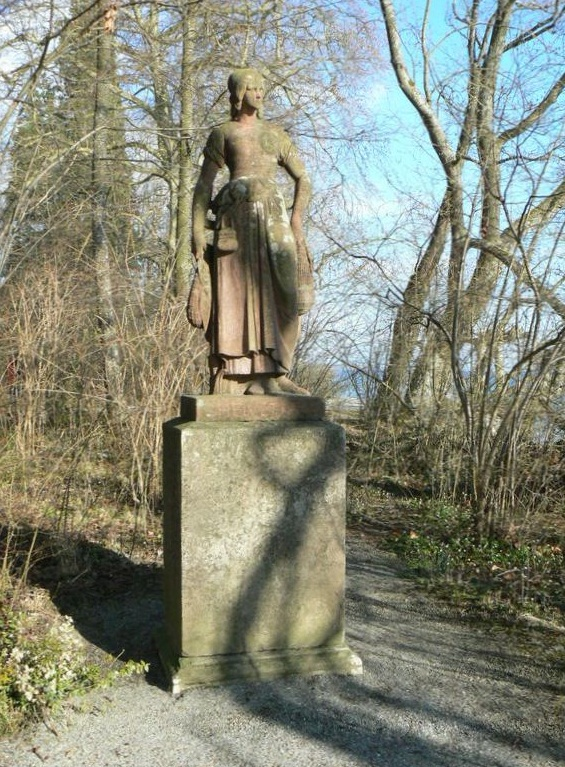
Statue der Fischerin vom Bodensee auf der Insel Mainau

#### Internationaler Bodensee-Fischereiverband
Im Internationalen Bodensee-Fischereiverband (IBF) sind seit 1909 Berufs- und Angelfischer und -fischerinnen aus Baden-Württemberg, Bayern, Liechtenstein, Österreich und der Schweiz zusammengeschlossen.
Der Umsatz der rund 150 Berufsfischer am Bodensee, davon rund 100 in Baden-Württemberg und 16 in Vorarlberg, dürfte damit in der Größenordnung von 3 Mio. Euro liegen. Die Zahl der Fischerei-Patente ist rückläufig: In den 1990er-Jahren waren es 175 Fischerei-Patente, in den 2010er-Jahren 116 Fischerei-Patente.
2017 wurden im Obersee noch 79 Hochseepatente registriert. Der Internationale Bodensee-Fischerei-Verband vertritt die Interessen seiner Mitglieder gegenüber der Internationalen Bevollmächtigtenkonferenz für die Bodenseefischerei (IBKF).

#### Fischarten
Hauptarten sind der Blaufelchen mit 57 %, andere Felchen (Gangfische und Sandfelchen) mit 19 % und der Flussbarsch (regional Kretzer oder Egli) mit 17 %. Dazu kommen 4 % Weißfische wie Brachse und 3 % sonstige wie Seeforelle, Aal, Hecht und Seesaibling.
Die Fischpopulationen im Bodensee verändern sich wegen der steten Erwärmung durch den Klimawandel. Wärmetolerante Fischarten wie Karpfen werden begünstigt, während kälteliebende Arten wie Felchen, Seeforellen, Trüsche und Seesaiblinge beeinträchtigt werden.

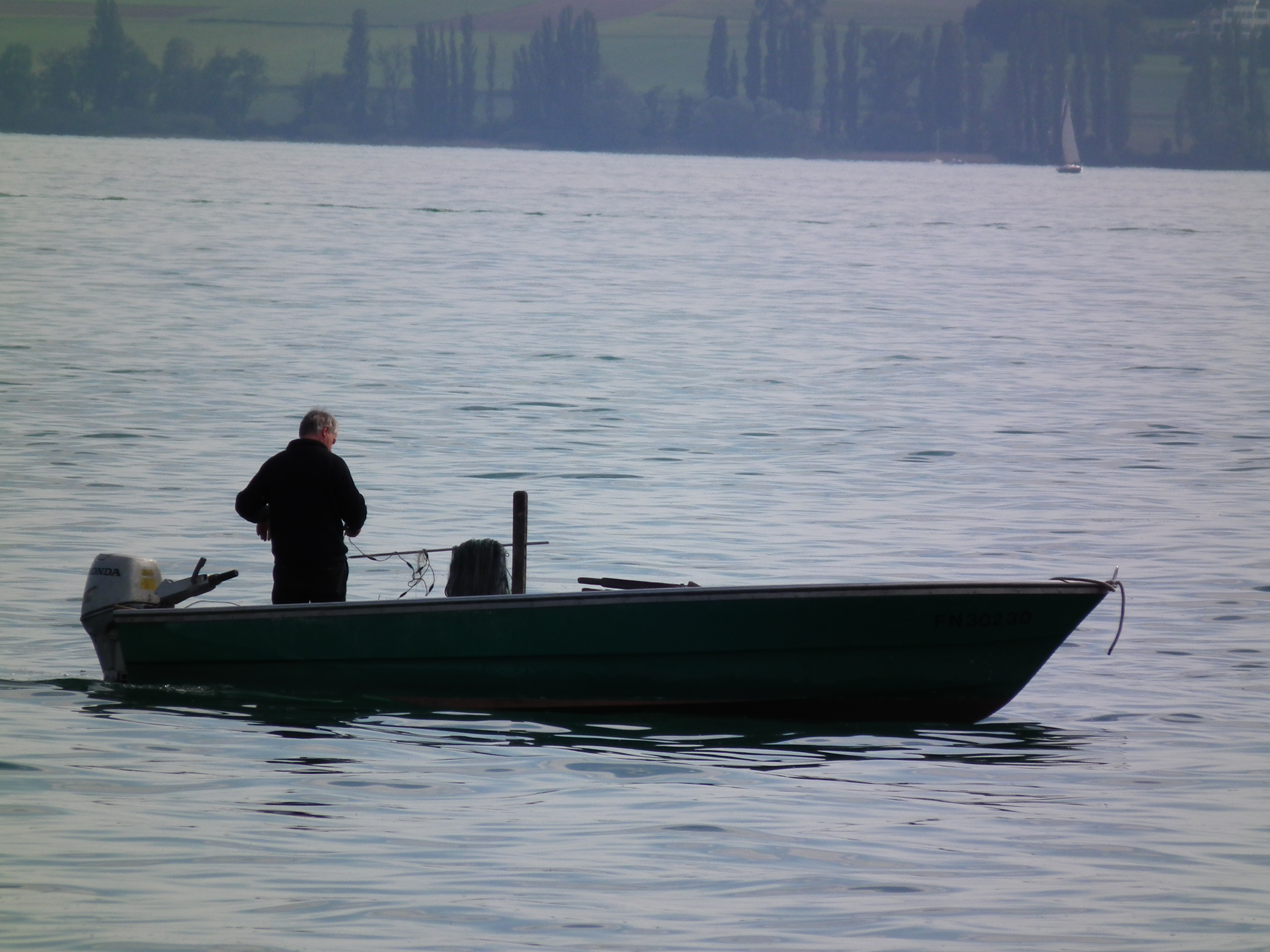
Bodenseefischer bei der Arbeit (Mai 2012)

#### Fischertrag
Die Bedeutung der Bodenseefischerei ist mittlerweile relativ gering, obwohl die Fangerträge sich seit Mitte der 1950er-Jahre im langjährigen Mittel lange Zeit kaum verändert haben. So wurden im Fünfjahreszeitraum 1996–2000 durchschnittlich 1.130 t Fisch pro Jahr gefangen.
Dieser Fang deckt bei 1,5 kg Jahresverzehr pro Person den Süßwasserfischbedarf von ca. 750.000 Menschen. Der Fischfang im Jahr 2015 war der bis anhin schlechteste seit 1954. Das schlechte Fangergebnis wird zurückgeführt auf die Kombination von niedrigem Nährstoffgehalt des Wassers, hohe Wassertemperaturen, Kieselalgenblüte und die Invasion der Stichlinge.
Das Jahr 2018 schnitt noch schlechter ab. Letztmals wurden im Jahr 1910 so wenig Felchen gefangen wie 2018. Es waren 127 Tonnen auf eine Gesamtfangmenge von 263 Tonnen.

#### Bodenseefischereiverordnung
Die IBFK stellt für den Bodensee mit Obersee und Überlinger See bis zur Rheinbrücke Konstanz einheitliche Regeln für den Fischfang auf. Die Bevollmächtigten werden von der jeweiligen Regierung entsandt.
Die IBFK geht auf die Bregenzer Übereinkunft vom 5. Juli 1893 zurück. zwischen den Anliegerstaaten (auf deutscher Seite die Bundesländer). Die entsprechenden Verordnungen schreiben Schonzeiten und Mindestgrößen für gefangene Fische vor und spezifizieren zugelassene Fanggeräte z. B. durch Maschenweiten, Netzgrößen und -anzahl usw. Darüber hinaus existiert eine Internationale Bevollmächtigtenkonferenz, die für eine einheitliche Anwendung sowie die Fortschreibung der Regelungen sorgt.

#### Fischfang durch Berufsfischer
Mit einem Patent sind einem Fischer fünf Fangnetze erlaubt. Zwei Netze dürfen eine Maschenbreite von 38 Millimeter, die restlichen mehr als 40 Millimeter haben. Die Netze werden abends ausgelegt.
Mehrere Netze werden miteinander verbunden und am Anfang und Ende mit jeweils einer Boje mit Licht gekennzeichnet. Die Netze bewegen sich mit dem See und können dadurch weitertreiben. Die Berufsfischer dürfen frühestens eine Stunde vor Sonnenaufgang die Netze wieder einholen. Die Zahl der Patente ist seit dem Jahr 2000 von 124 auf 65 im Jahr 2023 gesunken.

#### Laichfischfang und Fischschutz
Ergänzend zur natürlichen Erbrütung im See wird der Laichfischfang durch die Fischer und das Ausbrüten in Fischbrutanstalten vorgenommen. Zwischen Ende November bis Mitte Dezember streifen die Berufsfischer von den gefangenen Fischen Rogen (Eier) und Milch (Samen) ab, mischen sie und liefern sie in einer der Fischbrutanstalten ab.
Besatzfische u. a. für den Bodensee und seine Zuflüsse werden von den Anliegerländern und -kantonen in den sieben Fischbrutanstalten Reichenau, Konstanz, Langenargen, Nonnenhorn, Hard, Romanshorn, Ermatingen erbrütet. Die Fische werden im Frühjahr im Bodensee ausgesetzt.
Die Eutrophierung des Bodensees in den 1960er- bis 1990er-Jahren hatte Einfluss auf das Vorkommen der einzelnen Arten sowie auf die Größe der Fische. So wurden bei unveränderter Mindestgröße nun Blaufelchen gefischt, die sich noch nicht hatten fortpflanzen können, was zu erheblichen Ertragsschwankungen führte. Durch Heraufsetzung der Mindestgröße konnte das Problem zunächst behoben werden.
Die Fangerträge bei Barschen stiegen aufgrund deren Vermehrung an, was andererseits möglicherweise das Vorkommen des Hechtbandwurms in Barschen und Hechten gefördert hat. Mittlerweile normalisiert sich die Situation insgesamt wieder. Für die Barschpopulation wird noch ein weiterer Rückgang erwartet.
Ähnliche Probleme gab es bei den Seeforellen, deren Bestand zwischenzeitlich durch Baumaßnahmen an den Zuflüssen dezimiert war. Insbesondere die Einrichtung von Fischtreppen und der Besatz der Zuflüsse brachte Verbesserungen.
2022 sank die Menge der gefangenen Felchen um über 80 %. Seit 2024 gilt nun eine dreijährige Schonzeit für Felchen.

#### Fischimport
Die Berufsfischer fürchten jedoch bei einem weiteren Rückgang des Phosphatgehaltes im Bodensee auf unter 8 mg/m³ Gesamtphosphor deutliche Einbußen, da dann auch ein Ertragsrückgang bei Felchen zu erwarten ist. Der am Bodensee wieder häufiger werdende Kormoran wird von den Fischern naturgemäß als „Plage“ gesehen. Ferner wird die wirtschaftliche Lage der Bodenseefischer durch Importe von Felchen aus Vietnam, Russland und Kanada geschmälert.

### Obst-, Gemüse- und Weinbau
Durch die Wassermenge des Bodensees wird das regionale Klima ausgleichend beeinflusst (siehe Artikel Bodenseeklima).
2011 gab es rund um den See etwa 1600 Obstbaubetriebe.
Die Marktgemeinschaft Bodenseeobst erwartete für die Saison 2021 eine Ernte von insgesamt 280.000 Tonnen Äpfel. Bei einer bundesweiten (D) Produktion von rund 900.000 Tonnen, bedeutet dies, dass fast jeder dritte deutsche Apfel vom Bodensee stammt. „Obst vom Bodensee“ ist dabei nicht nur eine regionale Warenbezeichnung, sondern auch der Name eines Unternehmens, dessen genossenschaftlich oder in Vereinen organisierte Gesellschafter rund 8000 Hektar Anbaufläche bewirtschaften.
Neben dem Kulturapfel spielt der Weinbau eine wichtige Rolle in der Obstregion Bodensee: Es können Weine der Rebsorten Spätburgunder, Müller-Thurgau und Weißburgunder angebaut werden. Aufgrund der regionalen politischen Grenzen gehören diese Weine gleicher Sorten jedoch zu verschiedenen Weinbaugebieten; ihre Ähnlichkeiten innerhalb der Region sind jedoch größer als jene mit den Eigenschaften der Weine aus den teils weit entfernten Stamm-Anbaugebieten.
Die Region weist das höchstgelegene deutsche Weinbaugebiet mit Lagen in einer Höhe von 400 bis 560 m ü. NN auf.
Namentlich bezeichnete Weinbaugebiete um den Bodensee sind der Bereich Bodensee des Weinbaugebiets Baden, die Bereiche Württembergischer Bodensee und Bayerischer Bodensee des Weinbaugebiets Württemberg, die Regionen Rheintal (im Kanton St. Gallen) und Untersee (im Thurgau) im Weinbaugebiet Ostschweiz sowie für einzelne Betriebe in Vorarlberg die kleinste österreichische Weinbauregion Bergland Österreich.
Die Insel Reichenau ist auch das südlichste Gemüseanbaugebiet in Deutschland. Hier entstand im 9. Jahrhundert der „Hortulus“ (Gärtlein), den der Reichenauer Abt Walahfrid Strabo in seinem Lehrgedicht „De cultura hortorum“ ausführlich vorstellte. Die Produktionsgenossenschaft Reichenau-Gemüse eG hat 170 Mitglieder auf der Insel Reichenau und den Gärtnersiedlungen in Singen/Beuren, Aach und Mühlingen auf dem Festland. Diese erzeugen rund 16.000 Tonnen Frischgemüse im Jahr, davon über ein Drittel in Bio-Qualität. Auf der Gemüseinsel werden ca. 80 ha Freilandfläche und 40 ha Gewächshäuser bewirtschaftet, auf dem Festland ca. 18 ha Freilandfläche und 14 ha Gewächshäuser.

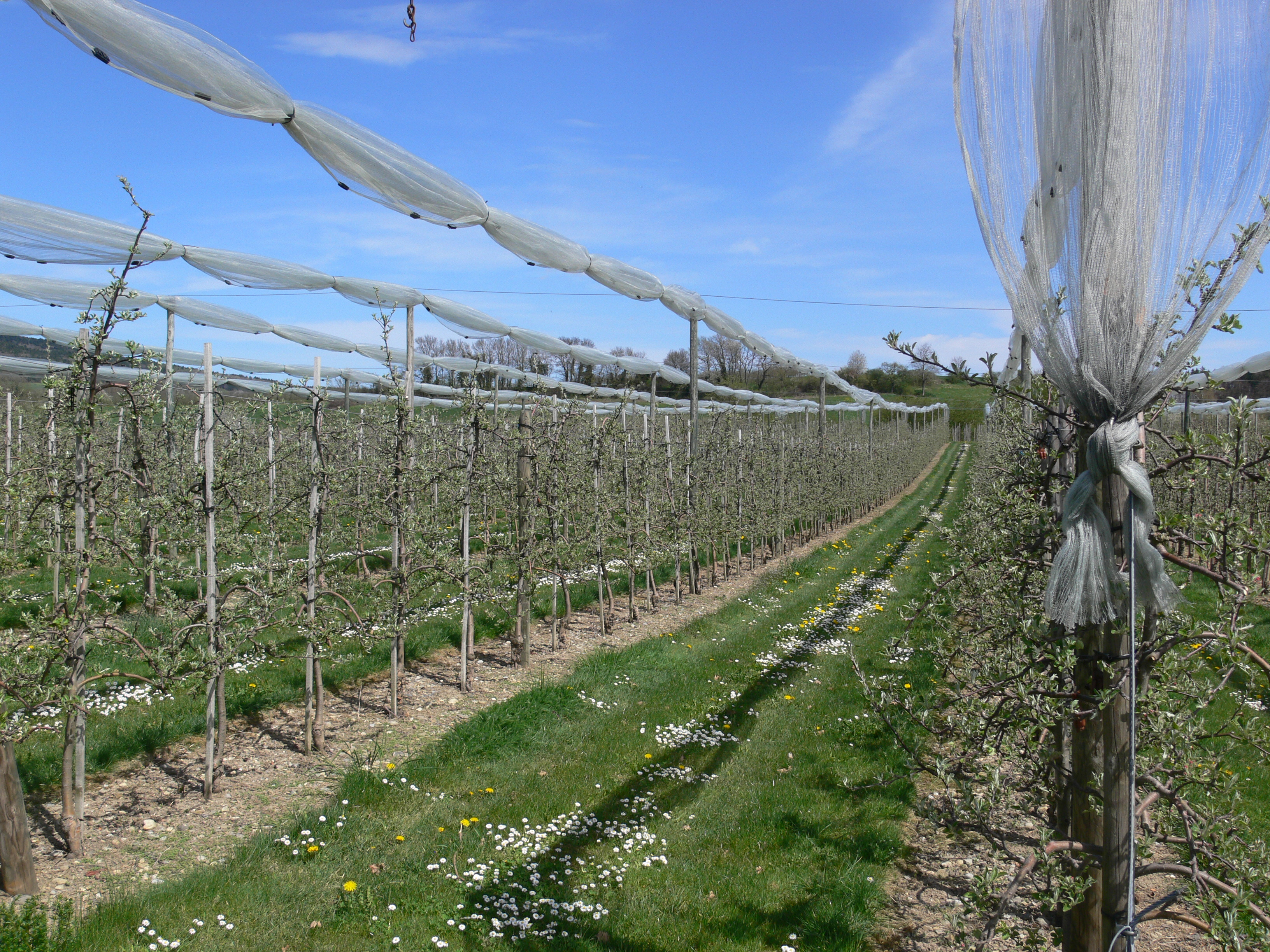
Obstbau bei Markdorf
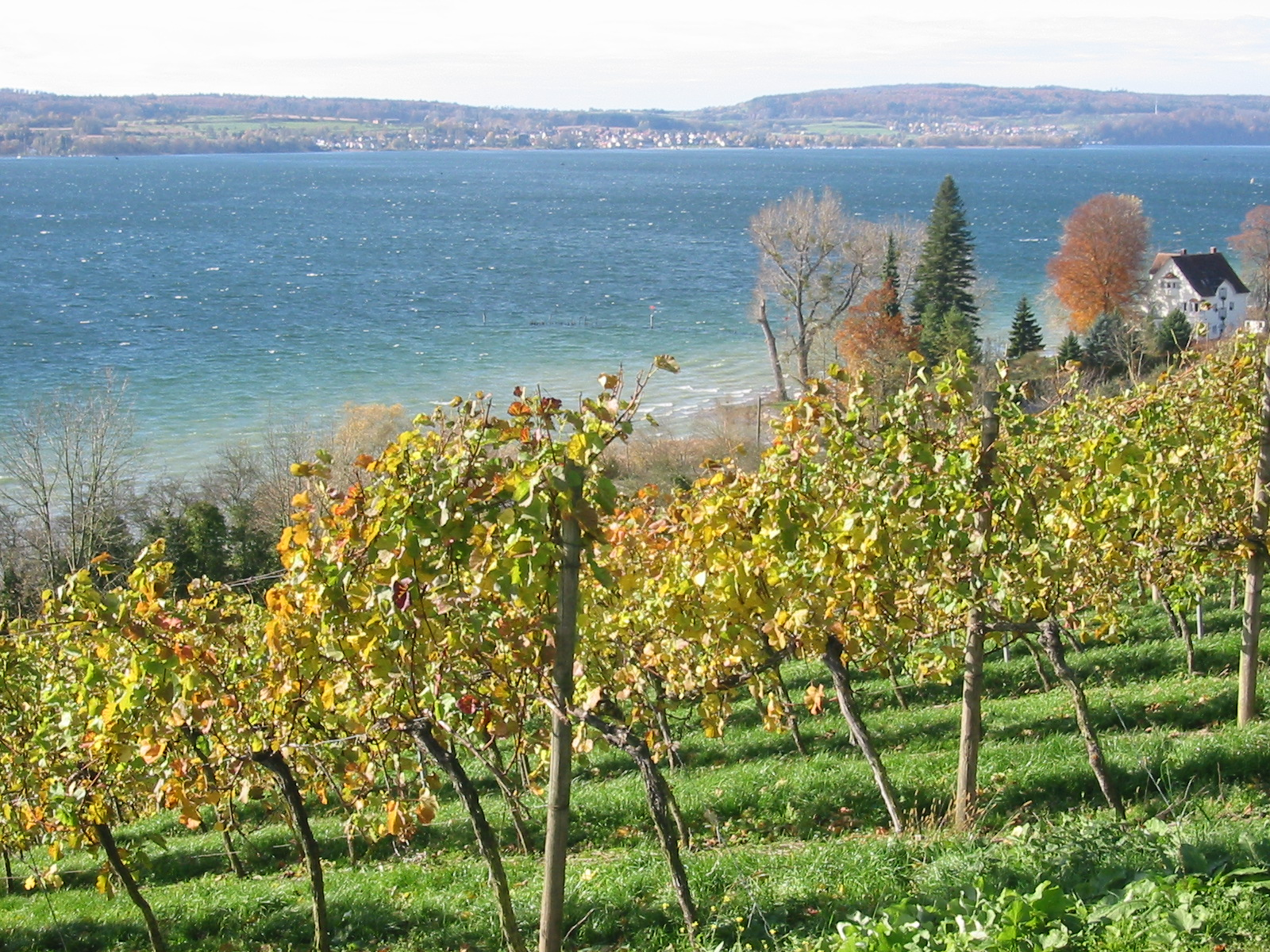
Weinbau am Bodensee (Birnau)
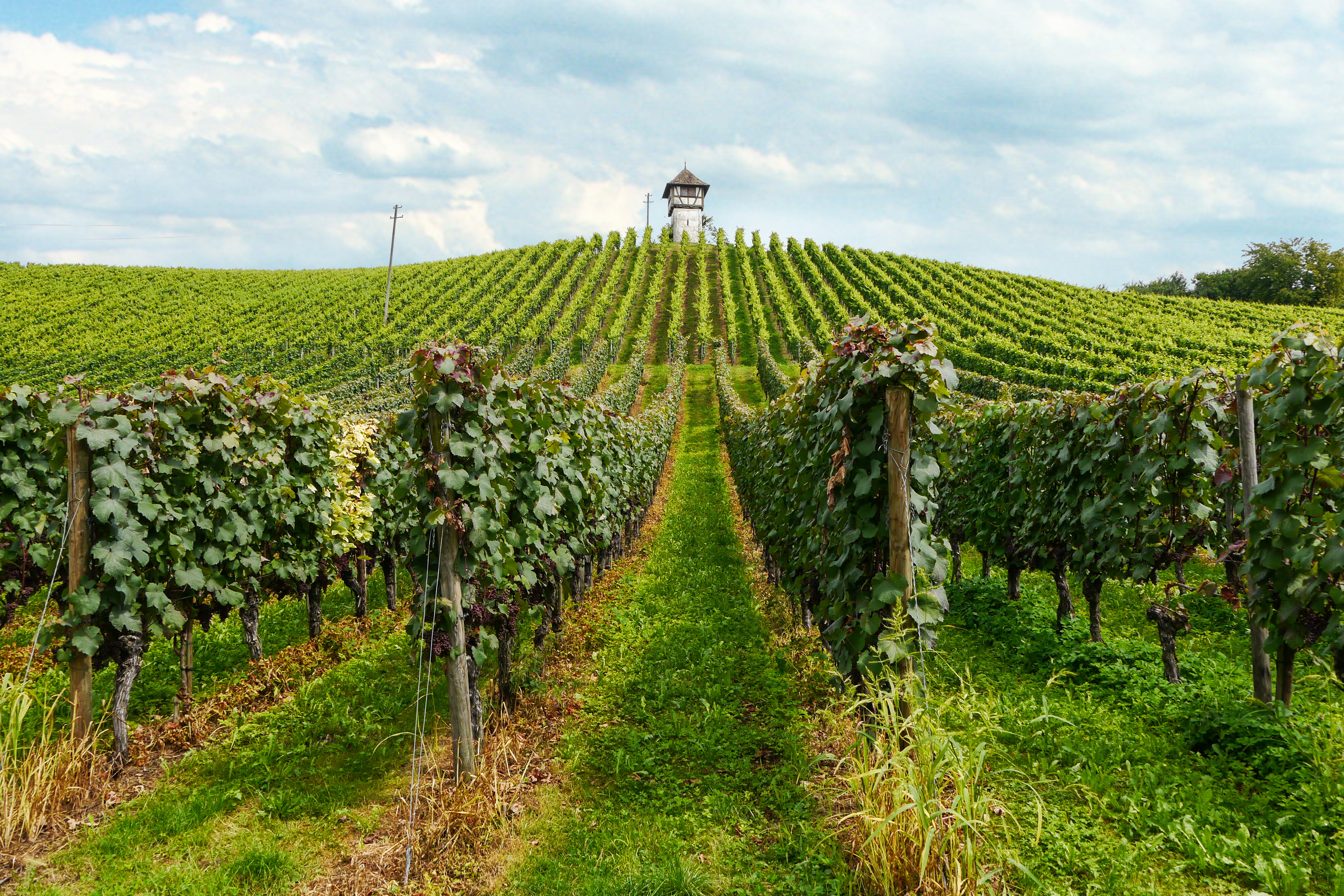
Weinberg bei Hagnau
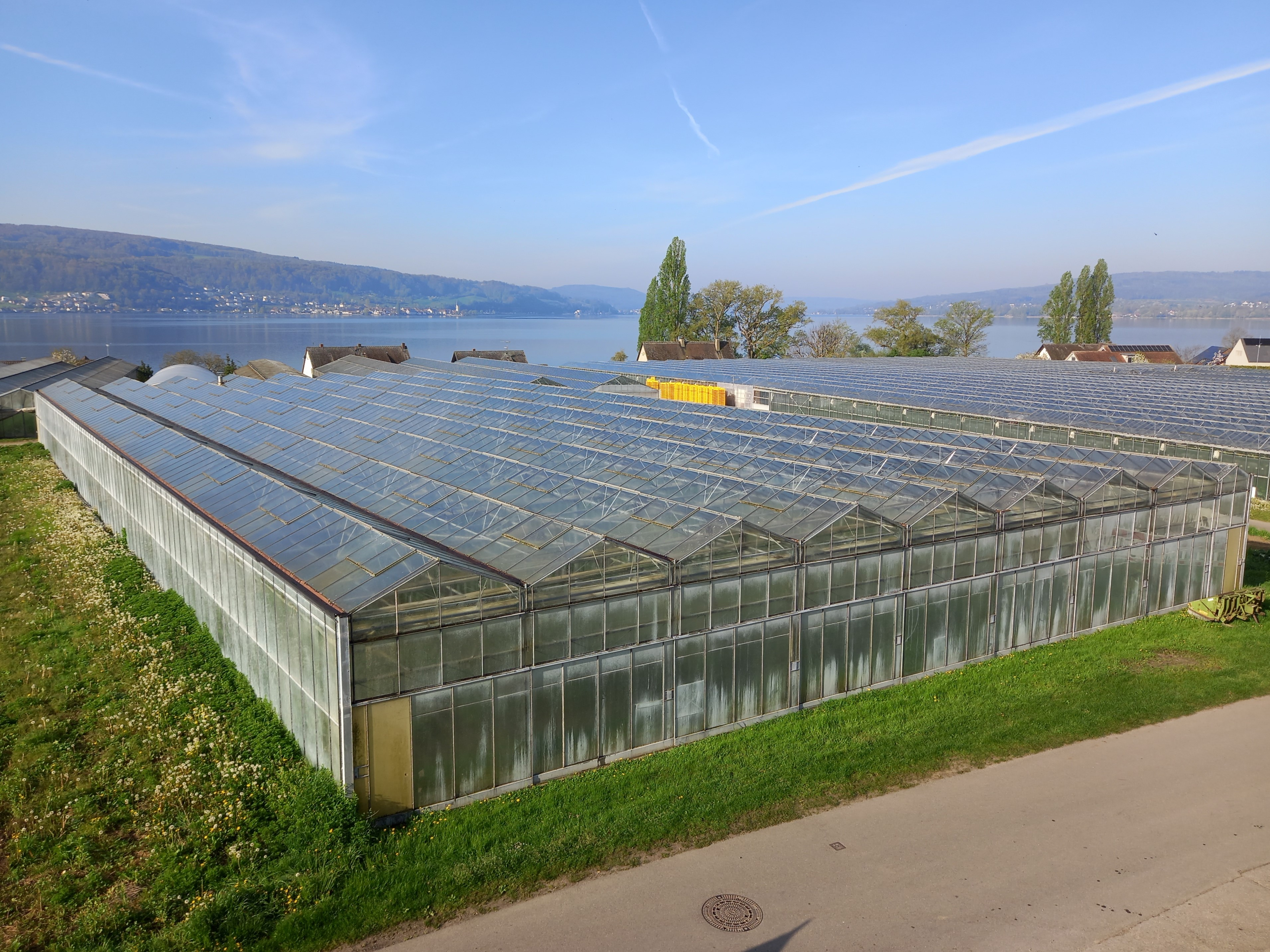
Gewächshäuser in Niederzell
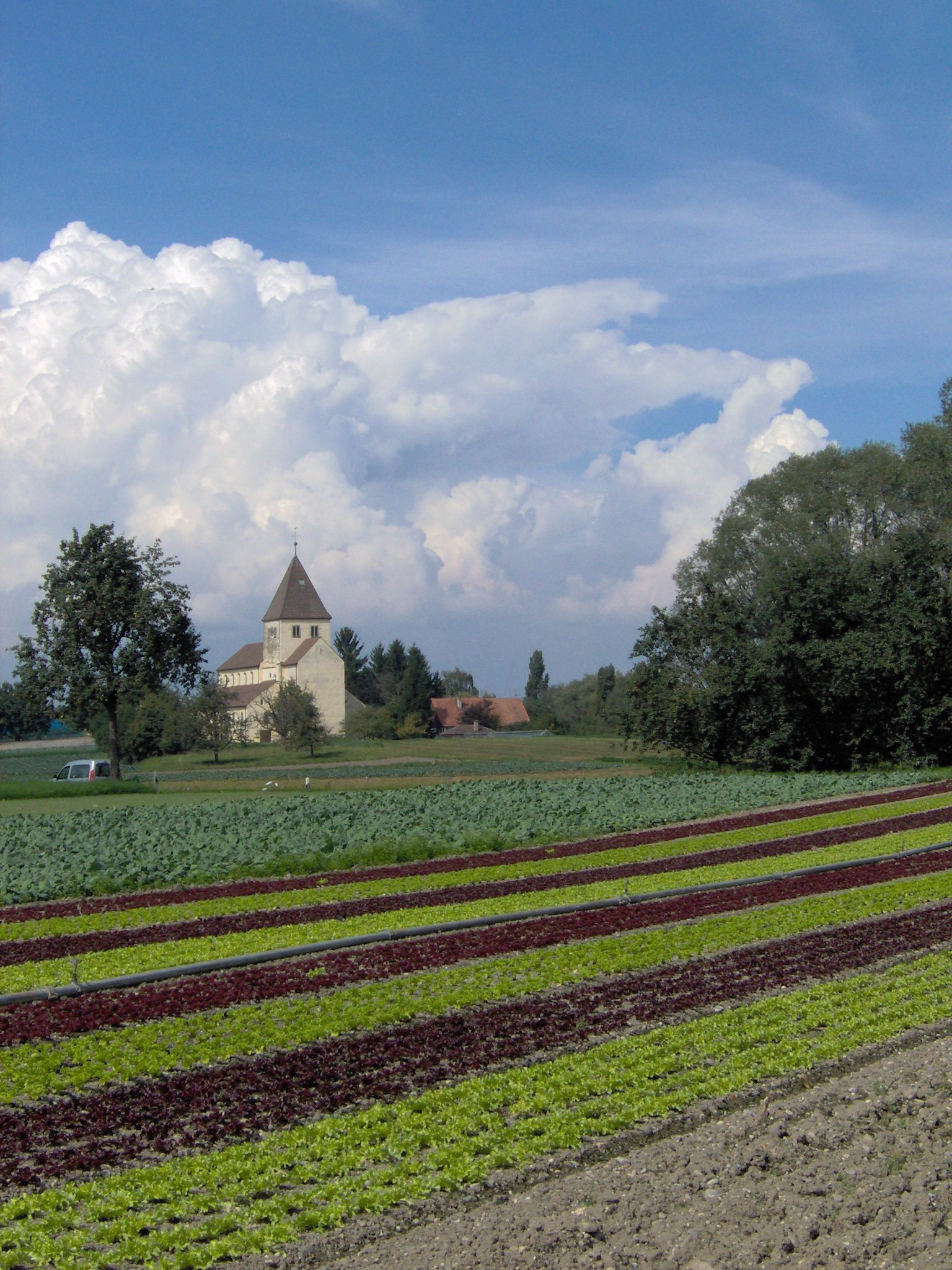
Freiland-Gemüsebau in Oberzell

### Trinkwassergewinnung
Jährlich werden dem Bodensee rund 180 Millionen Kubikmeter Wasser durch 17 Wasserwerke zur Trinkwasserversorgung von insgesamt ca. 5 Millionen Menschen in den Anrainerstaaten Deutschland und Schweiz entnommen.
Größter Wasserversorger ist der Zweckverband Bodensee-Wasserversorgung (BWV) mit Sitz in Stuttgart, dessen Wasserentnahme sich im offenen Wasser bei Sipplingen befindet. Vom BWV werden etwa 4 Millionen Bürger in großen Teilen von Baden-Württemberg (bis Bad Mergentheim ganz im Nordosten des Bundeslandes) versorgt. Über 183 lokale Wasserversorgungsunternehmen beziehen Wasser von der BWV.
Ihr Anteil mit einer Entnahme von etwa 135 Millionen Kubikmetern pro Jahr beträgt ungefähr 75 % der gesamten Trinkwasserentnahme. Andere Wasserwerke versorgen z. B. die Bewohner von Friedrichshafen (D), Konstanz (D), St. Gallen (CH) und Romanshorn (CH; seit 1894 und damit ältestes Wasserwerk am Bodensee).
Zur langfristigen Nutzbarkeit der Wasservorräte des Bodensees als Trinkwasser führte das Bundesumweltamt im Jahr 2015 aus: „Das langjährige Wasserangebot im betrachteten Trinkwasserversorgungsgebiet hängt vor allem von den regionalen und örtlichen verfügbaren Wasservorkommen und den saisonalen Einflüssen ab. Es scheint, dass in Abhängigkeit der sich teilweise kleinräumig auswirkenden Wasserbilanzgrößen und örtlicher Verhältnisse im Trinkwasserversorgungsgebiet des Bodensees Grund- und Quellwasser weiterhin in ähnlichem Ausmaß wie heute zur Verfügung steht oder lediglich mit moderaten Veränderungen zu rechnen ist.“

### Verkehr und Infrastruktur

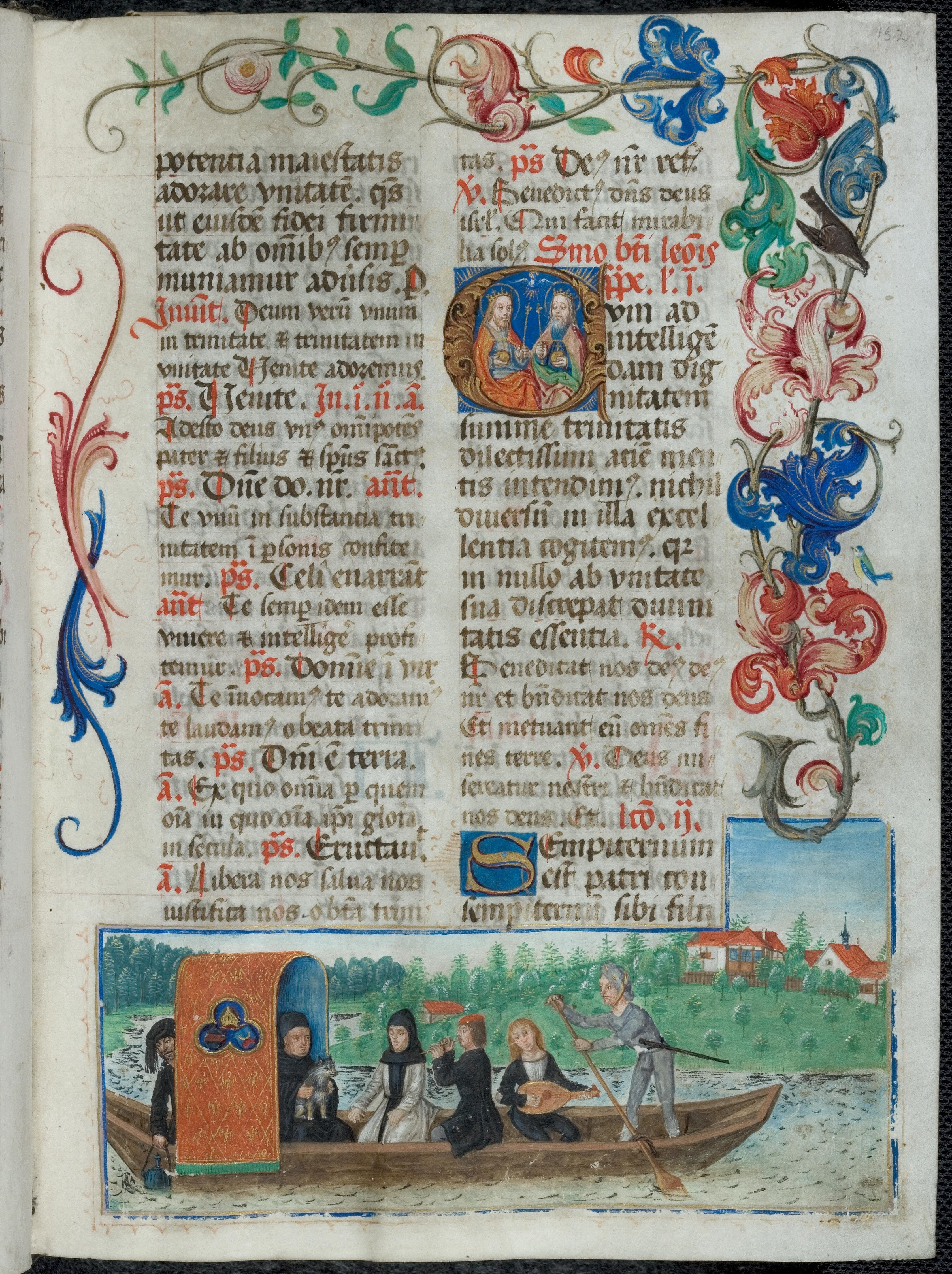
Darstellung einer Bootsfahrt von Mönchen und Musikern des Klosters Salem mit einem Weidling auf dem Bodensee (Salemer Abtsbrevier, 1494/1495, Signatur: Universitätsbibliothek Heidelberg, Cod. Sal. IXd, Fol. 152^{r})

#### Überblick
Fast überall am Bodenseeufer existieren Verkehrswege aller Arten. Neben zahlreichen Fuß- und Radwegen sind nahezu alle Uferbereiche gut an das öffentliche Straßen- und Schienennetz angeschlossen. Mit der Bahn nicht direkt zu erreichen sind vor allem die Uferorte der Höri, das Südufer des Überlinger Sees, das Ufer zwischen Uhldingen und Friedrichshafen (mit Meersburg) sowie die Gegend zwischen den beiden Rheinmündungen des Alpenrheins.

#### Wander- und Pilgerwege
Der Bodensee-Rundwanderweg, ausgeschildert als Bodensee-Rundweg, führt rund um den Bodensee durch die Staatsgebiete Deutschlands, Österreichs und der Schweiz. Er ist vor allem für das Wandern bestimmt, Radfahrer weichen auf den stellenweise etwas anders geführten Bodensee-Radweg aus.
Der Bodensee ist auch eine Drehscheibe für Fernwanderer und Pilger. Er ist seit Alters ein entscheidender Bezugspunkt von wichtigen Pilgerwegen:
- die Via Beuronensis, ein Jakobsweg vom Neckargebiet über die Schwäbische Alb
- der Oberschwäbische Jakobspilgerweg, der von Oberschwaben an den See heranführt und sich nördlich des Sees sowohl in Richtung Nonnenhorn als auch in Richtung Meersburg verzweigt
- der Bayrisch-Schwäbische Jakobusweg, der vom Westallgäu zum See herabführt
- der Schwabenweg, der am See bei Konstanz den Anschluss an die Schweiz gewährleistet

Auch die Europäischen Fernwanderwege mit ihrer Idee der europäischen Völkerverbindung suchen den Bezug zum See und verlaufen zum Teil am Seeufer:
- der im Jahr 1934 vom Schwarzwaldverein angelegte Schwarzwald-Querweg Freiburg–Bodensee, der später zum Europäischen Fernwanderweg E1 deutlich erweitert wurde und vom Nordkap bis Salerno mit einer Gesamtlänge von rund 7.000 km verläuft
- der vom Deutschen Alpenverein 1991 angelegte Maximiliansweg, der vom Obersee entlang der deutschen Alpen nach Berchtesgaden leitet und der inzwischen als Europäischer Fernwanderweg E4 bis nach Griechenland weiterführt
- der Europäische Fernwanderweg E5, der über die Zentralalpen nach Italien führt
- der etwa 780 Kilometer lange Hus-Weg von Prag über Ulm nach Konstanz erinnert an Jan Hus und seine Geschichte.

Im Sommer 1972 wurden in Konstanz die ersten europäischen Fernwanderwege der Öffentlichkeit übergeben. An diese Geburtsstunde der Fernwanderwege am Bodensee erinnert bis heute eine Bronzetafel in Konstanz.

#### Rad- und Fernradwege

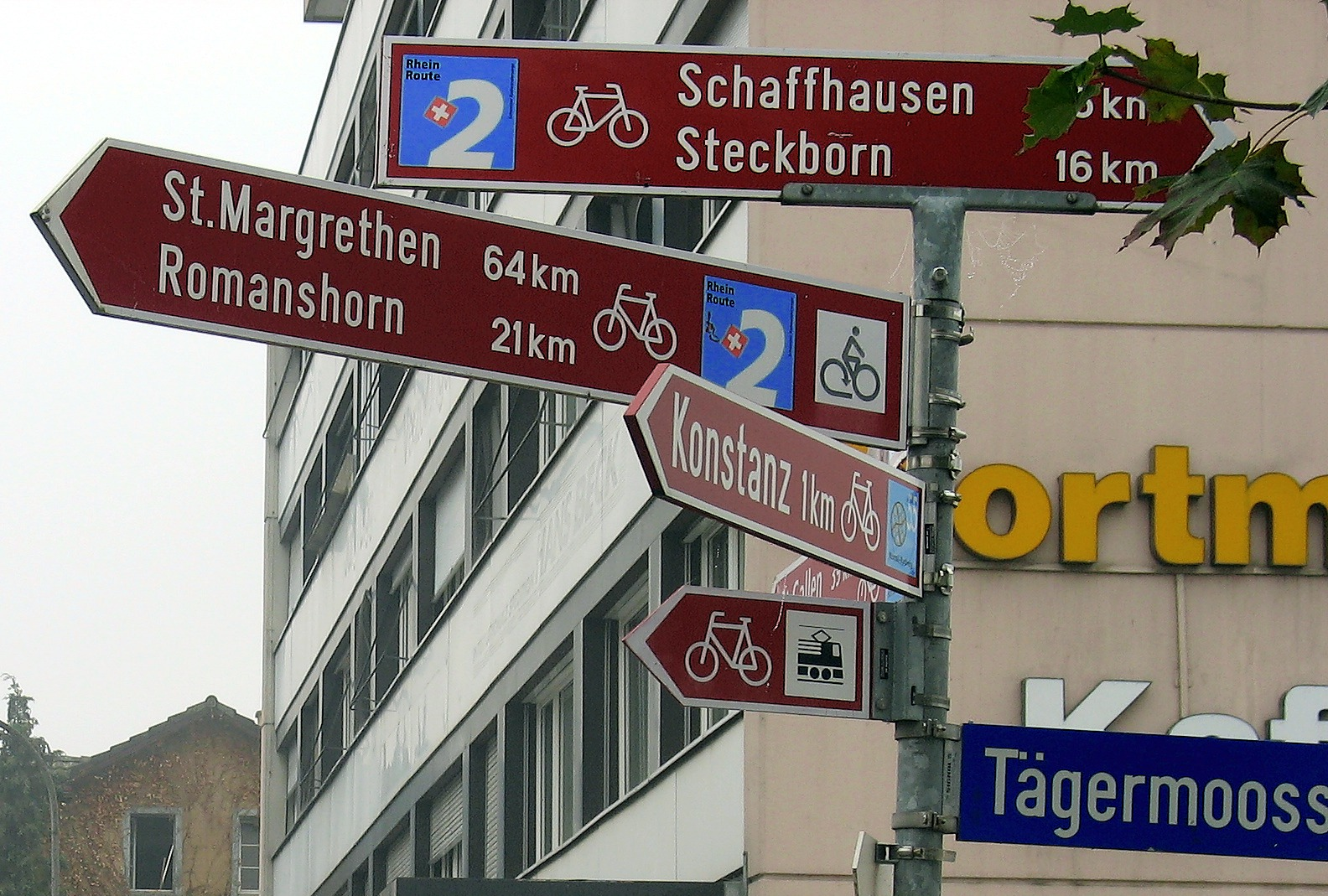
Der Bodensee verfügt über ein gut ausgebautes und beschildertes Radwegenetz, das grenzüberschreitend funktioniert.

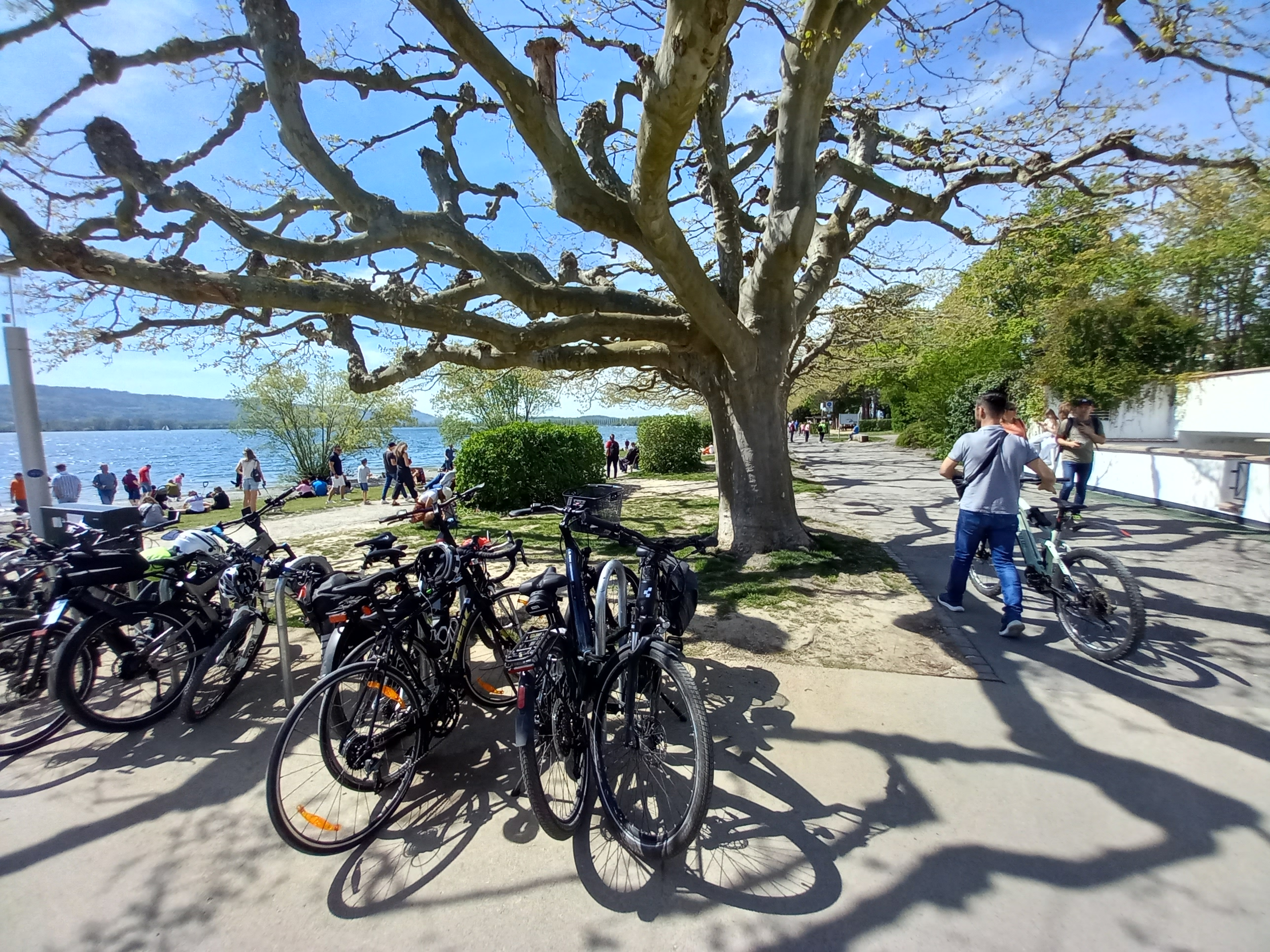
In der Nähe der Schifflände und des Bahnhofs abgestellte Fahrräder an der Strandpromenade von Radolfzell

Rund um den Bodensee verläuft der Bodensee-Radweg. Zum See führen sternförmig verschiedene Fernradwege, etwa
- der Hohenzollern-Radweg, der Heidelberg-Schwarzwald-Bodensee-Radweg und der Schwäbische-Alb-Radweg von Norden,
- die Seen-Route und die Mittelland-Route kommen von Süden durch die Schweiz
- der Bodensee-Königssee-Radweg führt von Osten her durch Südbayern
- der Rheinradweg führt als Flussradroute sowohl von Süden her entlang des Alpenrheins zum See; dann weiter nach Westen zur Nordsee
- der Radwanderweg Donau-Bodensee läuft fast parallel zur Oberschwäbischen Barockstraße durch Oberschwaben

Die ausgeprägte Fahrradkultur am Bodensee fand neben diesen zahlreichen Radwegen auch einen Niederschlag in der Eurobike, einer international bedeutsamen Messe rund ums Fahrrad.
Sie fand zwischen 1991 und 2021 jährlich Ende August auf dem Gelände der Messe Friedrichshafen statt, ab 2022 findet sie auf dem Gelände der Messe Frankfurt.

#### Straßenverkehr

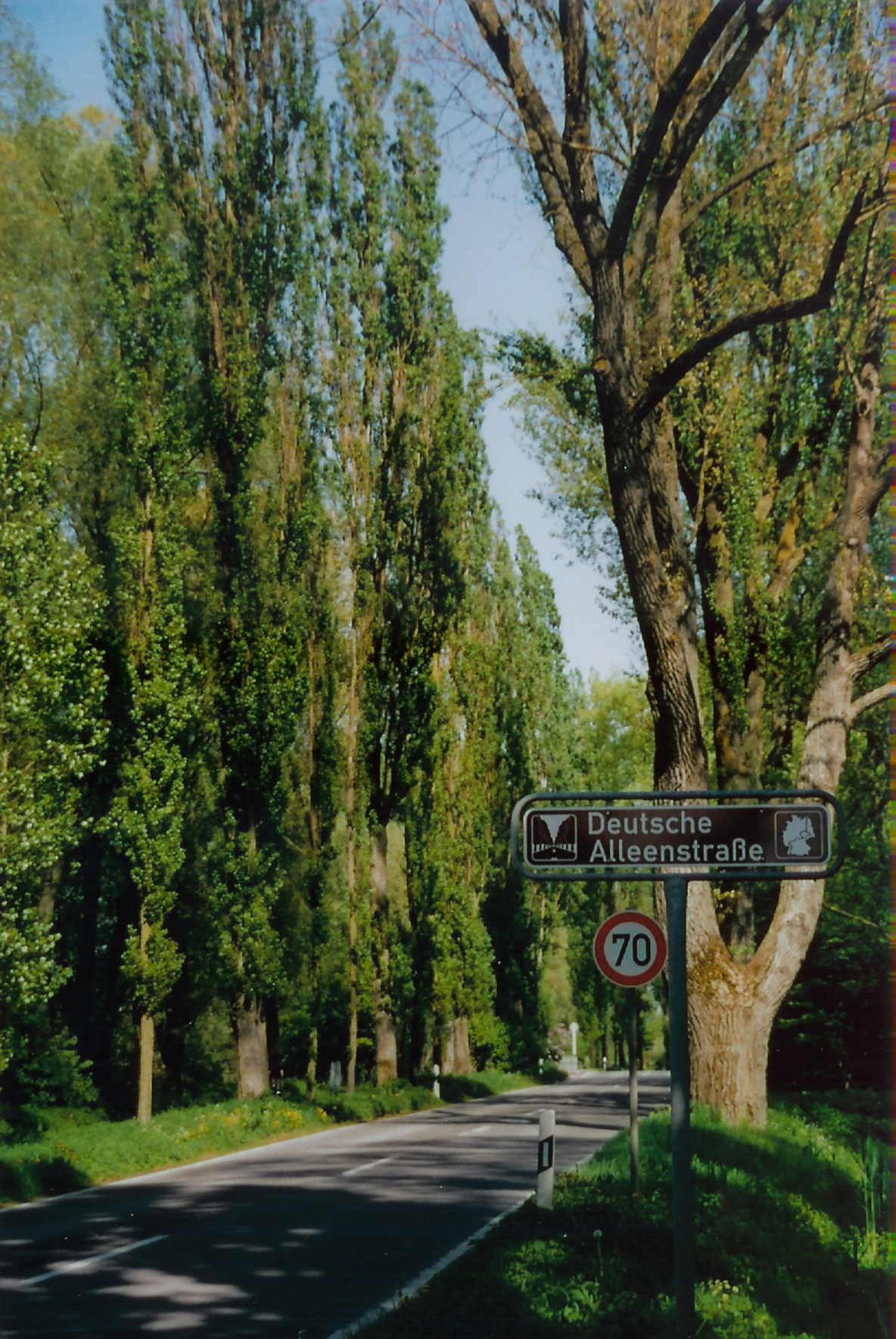
Die Deutsche Alleenstraße endet an der Allee zur Insel Reichenau

Die Ufer von Obersee und Untersee werden fast überall von überregionalen Straßen begleitet. Ausnahmen bilden vor allem die Höri und das unzugängliche Südufer des Überlinger Sees. Die überregionalen Straßen führen vielerorts durch die Ufergemeinden, da Umgehungsstraßen oft nicht vorhanden sind. Von größeren Straßenbauten ist das Bodenseeufer bisher wenig tangiert worden. Vierspurige Straßentrassen gibt es bisher nur bei Radolfzell (B 33/A 81), Stockach (A 98), Konstanz/Kreuzlingen (A7), Rorschach (A1), Bregenz (A 14) und Lindau (A 96).
Sie verlaufen alle nicht direkt entlang des Ufers, genauso wie die größeren Bauten für zweispurige Umgehungsstraßen (A23 bei Arbon, B 31 bei Lindau und zwischen Meersburg und Überlingen).
Die Deutsche Alleenstraße, nutzbar für Rennrad und Kraftfahrzeuge, endet als Ferienstraße nach 2.900 Kilometern am Bodensee.

#### Eisenbahn
Die Bodenseegürtelbahn genannten Bahnstrecken auf der Nordseite des Sees, das heißt die Strecken Stahringen–Friedrichshafen und Friedrichshafen–Lindau, entstanden zwischen 1895 und 1901 aus der Verbindung von Endpunkten der Bahngesellschaften der ehemaligen Länder Baden, Württemberg und Bayern.
Sie werden heute im Schienenpersonennahverkehr von mehreren Linien bedient, auf denen unterschiedliche Züge eingesetzt werden. Die gesamte Strecke wird hingegen täglich nur noch von einem Zug durchgängig befahren.
Auf der Ost- und Südseite des Sees schließen in Österreich die Bahnstrecke Lindau–Bludenz und in der Schweiz die Seelinie Rorschach–Kreuzlingen/Konstanz–Schaffhausen (1869–1895) an. Wichtig sind dort auch die Verbindungen via Kreuzlingen in die Schweiz und nach Süden. Die Aufnahme des elektrischen Betriebes auf der Seelinie erfolgte in der Nachkriegszeit.
Eine technische Besonderheit war vor 1976 der Transport ganzer beladener Eisenbahnwagen (Güter- oder Personen-) auf speziellen Fähren im Trajektverkehr insbesondere zwischen Lindau/Friedrichshafen und Romanshorn.

#### Schifffahrt
Die Binnenschifffahrt zum Waren- und Personentransport auf dem Bodensee – z. B. mit Weidlingen – wird bereits im 15. Jahrhundert abgebildet.

##### Kurs-/Fahrgastschifffahrt
Die Gesamtheit aller Anbieter im öffentlichen Personen-Schiffsverkehr auf dem Bodensee wird als „Weiße Flotte“ bezeichnet.
Die Kursschifffahrt wird geprägt von den beiden Autofährlinien Konstanz–Meersburg und Friedrichshafen–Romanshorn, der Katamaranverbindung Friedrichshafen–Konstanz und den überwiegend saisonal verkehrenden Personenschiffen. Daneben gibt es ein dichtes Angebot an Sonderfahrten (Brunch- und Dinnerfahrten, Tanz- und Partyfahrten, Fahrten zu bestimmten Ereignissen, themenbezogene Fahrten u. a.).
In der nach Fahrplänen verkehrenden Kursschifffahrt ist zu unterscheiden zwischen den ganzjährigen Linien, die eher auf die Bedürfnisse der Anwohner und Pendler ausgerichtet sind, und den saisonalen „Kursen“ (das ist planmäßiger Linienverkehr im Unterschied zu Rundfahrten, in der Regel von Frühjahr bis zum Spätherbst), deren zahlenmäßig bedeutsame Zielgruppe eher die Ausflugstouristen des Sommerhalbjahrs darstellen.
- Autofähren und Weiße Flotte

Vorläufer der heutigen Autofähren waren Eisenbahnfähren (Bodensee-Trajekte), die 1869 zwischen Romanshorn und Friedrichshafen – später auch Lindau, sowie Bregenz – eingerichtet wurden. Der Trajektverkehr wurde – von kriegsbedingten Unterbrechungen abgesehen – bis 1976 zwischen Romanshorn und Friedrichshafen aufrechterhalten, bis er schließlich aus Kostengründen eingestellt wurde. Aus diesem Grund gehörten die Bodenseeflotten der Anrainerstaaten bis vor kurzem den jeweiligen Staatsbahnen, die auch gemeinsam die unzähligen Kursschiffe betrieben, die ein gutes und funktionierendes Netz bilden.
Für Deutschland verkehren die Bodensee-Schiffsbetriebe GmbH (BSB), für die Schweiz die Schweizerische Bodensee-Schifffahrt (SBS) und für Österreich die Vorarlberg Lines-Bodenseeschifffahrt (VLB).
Nach dem Willen der Schweizerischen Bundesbahnen (SBB), denen die Schweizerische Bodensee-Schifffahrtsgesellschaft (SBS) gehörte, sollten diese wie bereits die deutschen Schiffe an die Stadtwerke Konstanz gehen. Allerdings regte sich gegen diesen Plan Widerstand in der Schweiz, was die SBB zu einem öffentlichen Bieterwettbewerb zwang, bei dem Ende 2006 eine Investorengruppe aus der Schweiz und Österreich den Zuschlag erhielt – darunter auch der österreichische Tourismusunternehmer Walter Klaus, der 2005 schon die Bodenseeschifffahrt der ÖBB übernommen hatte.
- Katamaran: Zusätzlich sind seit Juli 2005 zwei Katamarane zwischen Konstanz und Friedrichshafen ganzjährig unterwegs. Ein dritter ist seit Februar 2007 im Einsatz und steht als Reserve bei Werftaufenthalten oder für Charterzwecke zur Verfügung. Die Katamaran-Reederei Bodensee gehört zu gleichen Teilen den Technischen Werken Friedrichshafen (TWF) und den Stadtwerken Konstanz (SWK).

Weiter gibt es mehrere kleinere Anbieter von Kursschifffahrt. Alle diese Anbieter befördern Personen und Fahrräder. Die meisten dieser Verbindungen sind nur im Sommerhalbjahr in Betrieb.
- Die Motorbootgesellschaft Bodman mbH auf dem Überlinger See. Der Kurs führt von Bodman, Ludwigshafen, Sipplingen, Marienschlucht nach Überlingen
- Schiffsbetrieb Ewald Giess zwischen Überlingen und Wallhausen
- Schifffahrt Baumann zwischen Allensbach und dem Hafen von Mittelzell im Norden der Insel Reichenau
- Schifffahrtsbetrieb Held tägl. Panoramarundfahrt mit Halt an der Insel Mainau
- Personenschifffahrt Ralph Giess in der Konstanzer Bucht mit Halten an mehreren Stellen von Konstanz und in Bottighofen
- Höri-Fähre zwischen Horn, Gaienhofen und Steckborn[180]
- Solarfähre Reichenau-Mannenbach zwischen Mannenbach und dem Südhafen der Insel Reichenau

Ein schwimmendes Technikdenkmal ist das Dampfschiff RD Hohentwiel, das zwar nicht mehr Kurs fährt, aber viele Gesellschaftsfahrten macht und zur Festspielzeit den Zubringerverkehr nach Bregenz mit viel Nostalgie bereichert. Die Hohentwiel lief 1913 in Friedrichshafen als Yacht der württembergischen Könige vom Stapel, wurde 1962 von der Bundesbahn ausgemustert und 1988 erfolgreich restauriert. Sie ist heute einer der letzten Raddampfer (RD) mit Originalmaschine in Europa; Heimathafen ist das österreichische Hard.

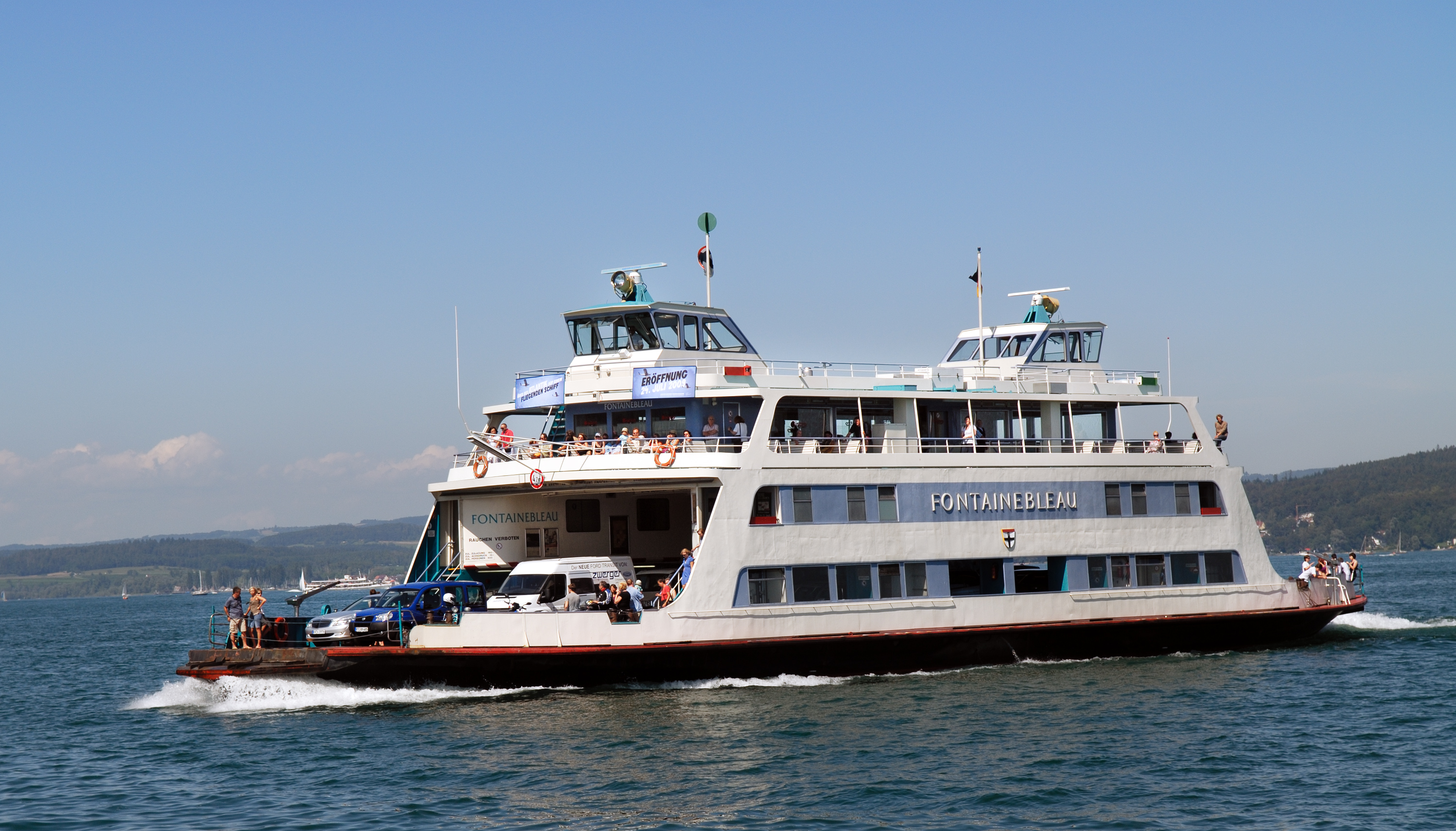
Die Autofähre Fontainebleau der Fährlinie Konstanz–Meersburg
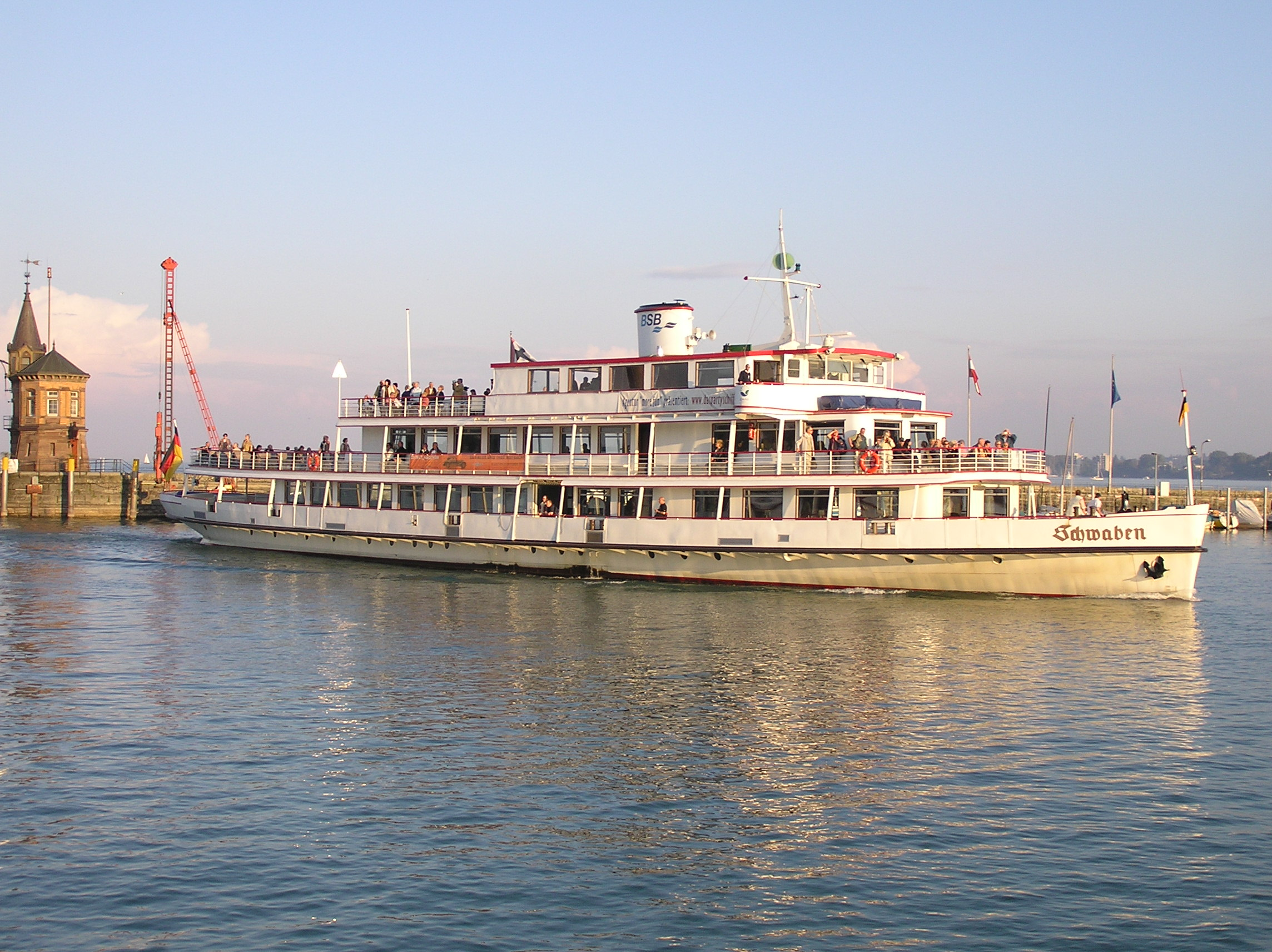
Die Schwaben im Kursbetrieb
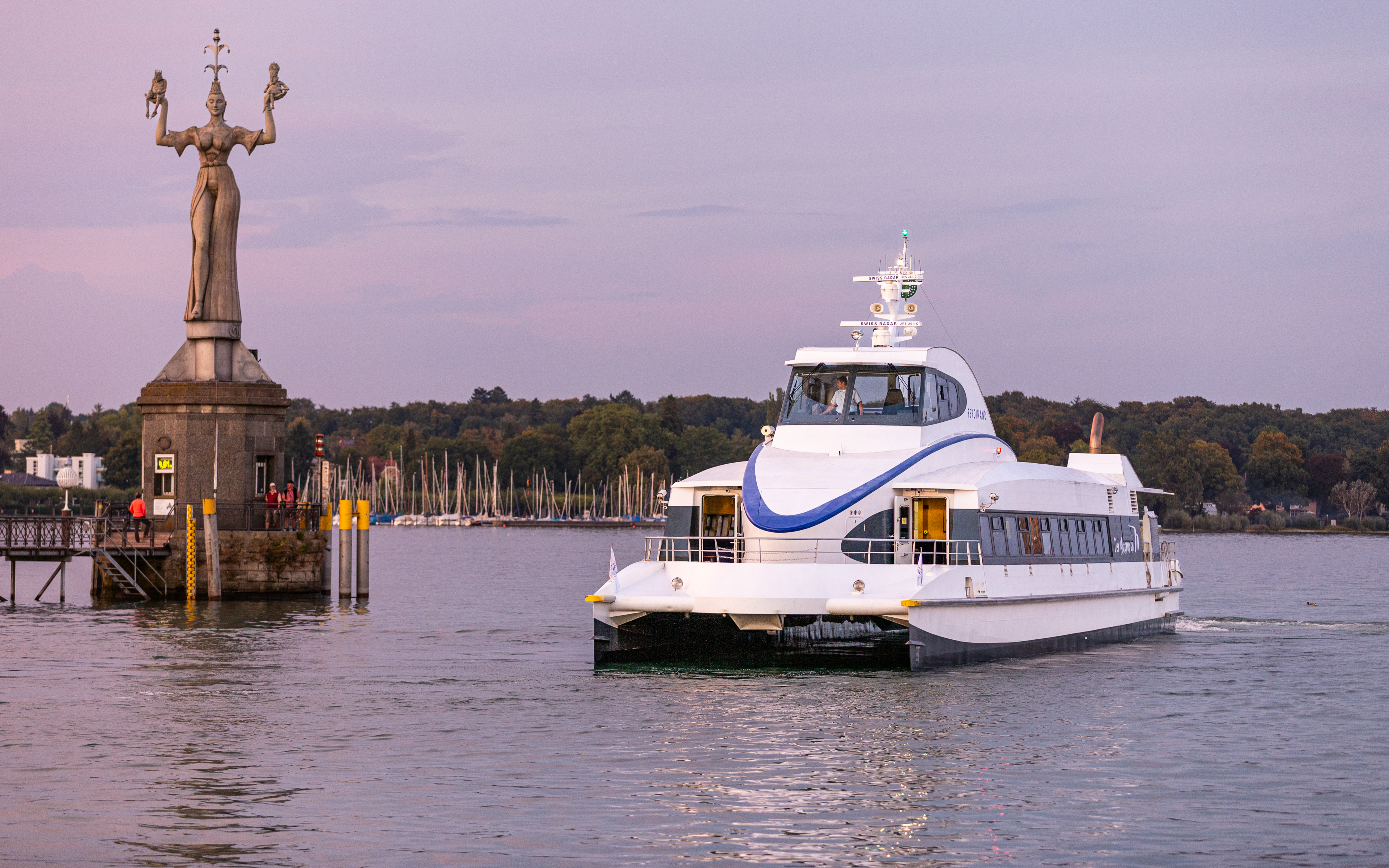
Katamaran Ferdinand abends in Konstanz
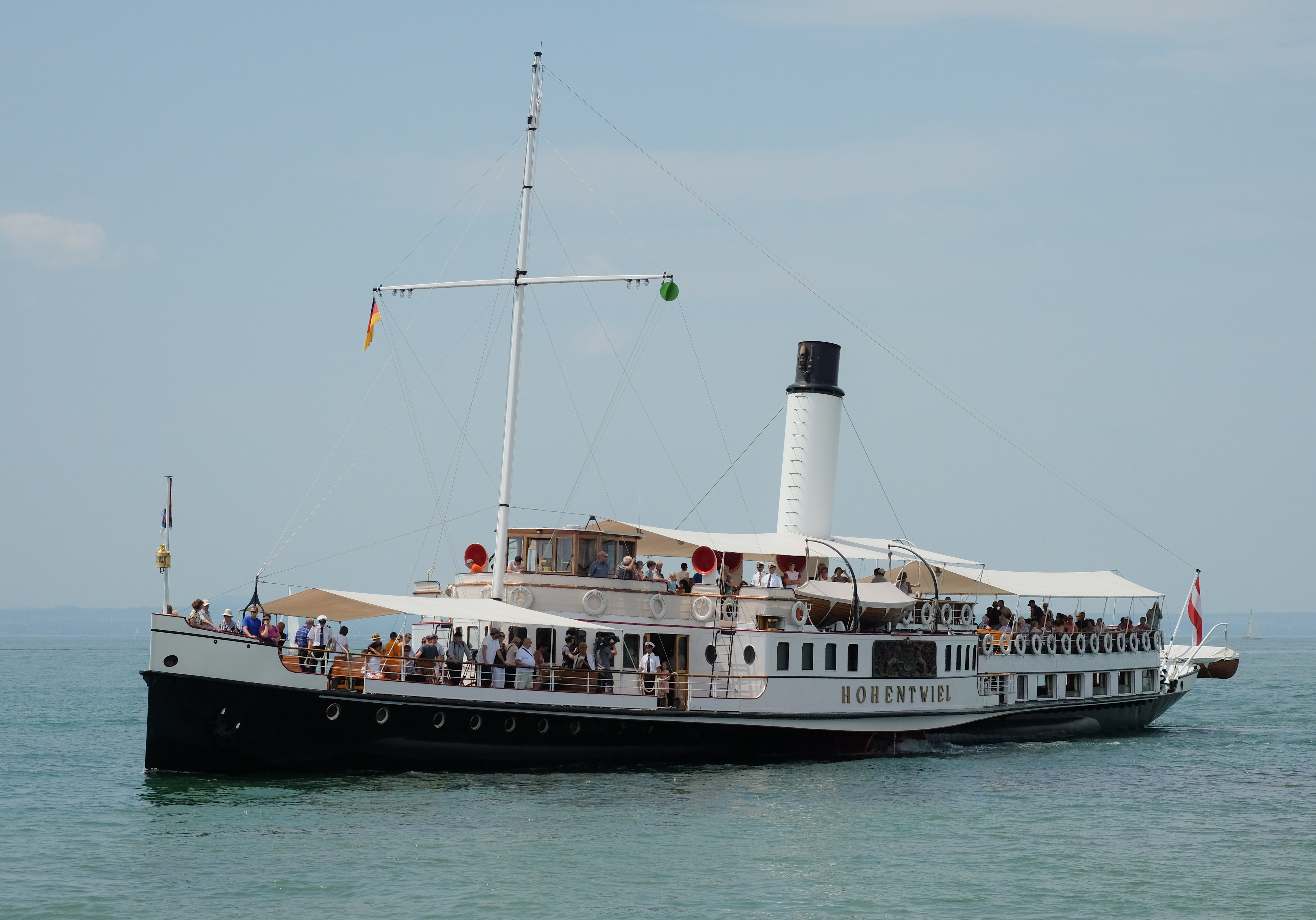
RD Hohentwiel (das Dampfschiff war bis 1918 königlich-württembergische Yacht.)
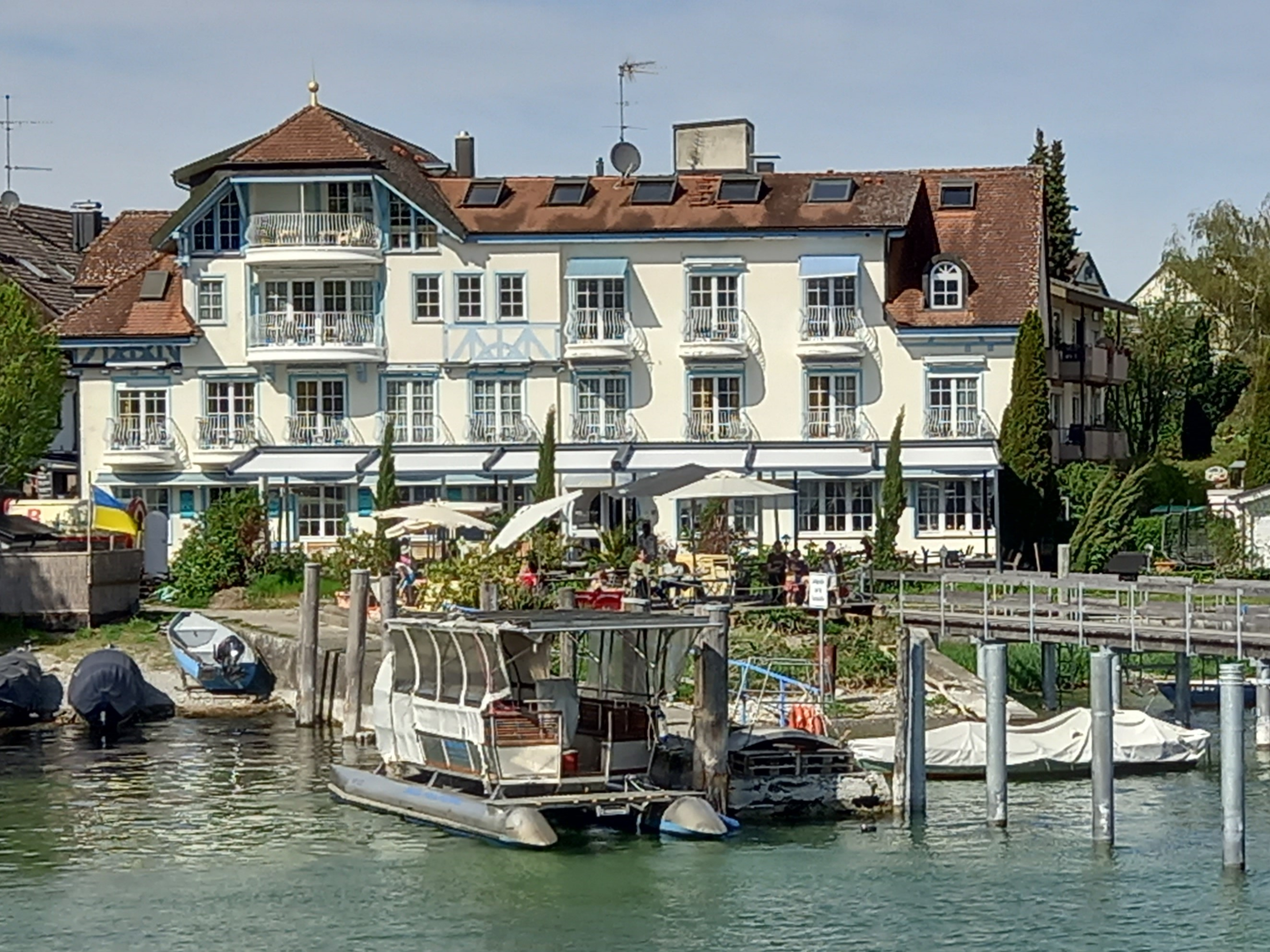
Solarfähre Reichenau–Mannenbach – die erste klimaneutral betriebene Fähre Süddeutschlands

##### Schiffsverkehr ohne Fahrpreisentrichtung
Die private Schifffahrt wird zum einen geprägt von den Fischern, zum anderen von den in der warmen Jahreszeit verkehrenden Privatbooten (Segelschiffe, Yachten u. ä.). In manchen Häfen kann man Tret- und Ruderboote ausleihen; darüber hinaus existieren mehrere private Personenschifffahrtsgesellschaften, vor allem am Überlinger See.
Für gewisse Zeit spielte auf dem See der Kies-Transport z. B. zwischen der Schweiz (z. B. Uttwil bei Romanshorn) und dem deutschen Staad eine Rolle; zwischen dem 14. und dem 20. Jahrhundert waren über ca. 500 Jahre „Lädinen“ bzw. Ledinen auf dem Bodensee im Einsatz, historische Lastensegler, auch mit ihrer kleineren Ausgabe der Segmer bzw. Segner.

#### Seekabel
1856 wurde das erste Unterwasserkabel im Bodensee verlegt. Heute liegen neben Kupfer- auch Glasfaserkabel insbesondere quer durch den See.

### Freizeit, Tourismus, Sport

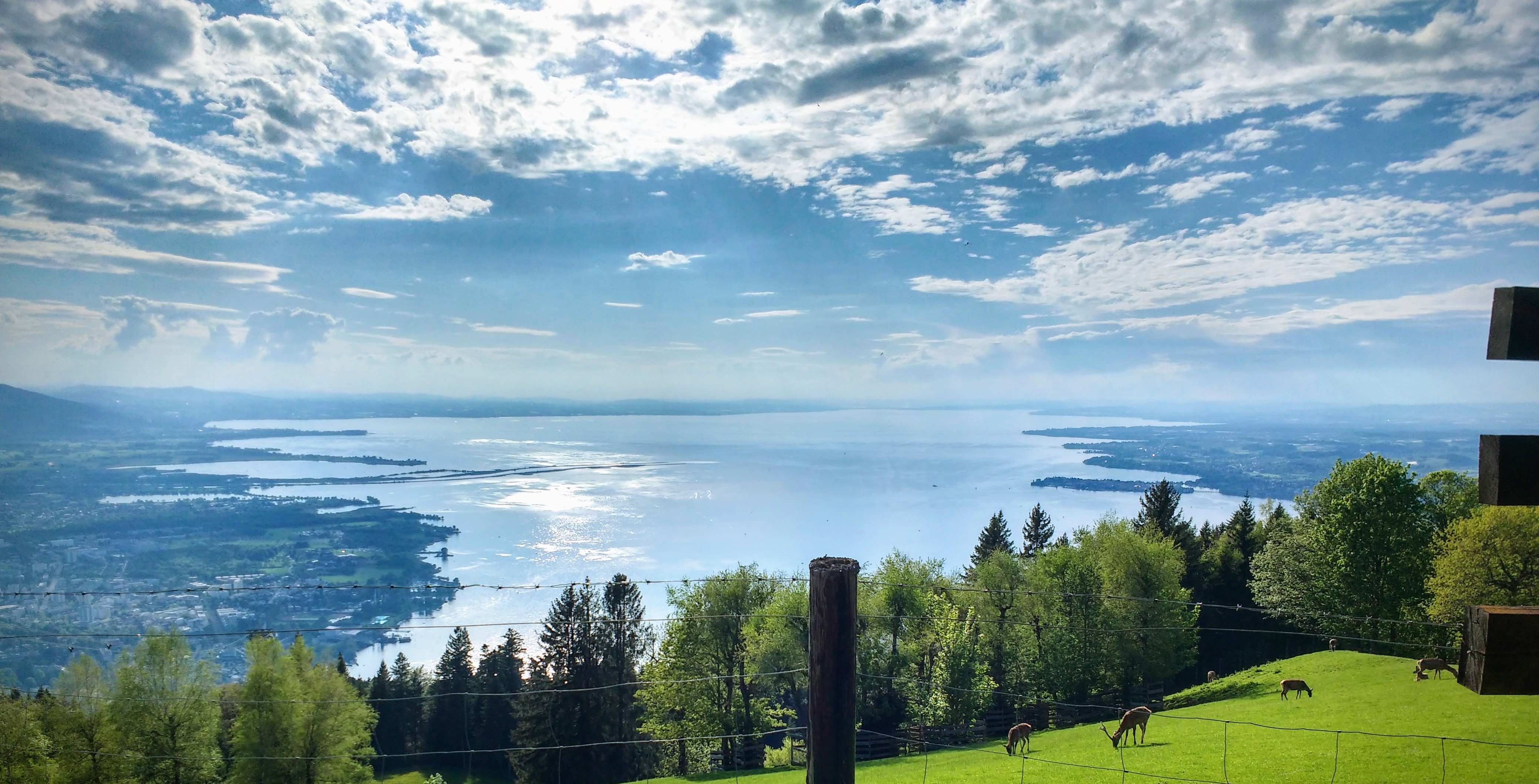
Blick vom Pfänder auf den Obersee

Für die Region ist die Tourismusindustrie ein wichtiger Wirtschaftsfaktor: Der jährliche Umsatz beträgt in etwa 1,8 Mrd. Euro, dabei tragen die Übernachtungs- sowie Tagesgäste jeweils zur Hälfte des touristischen Umsatzes bei.
Ausschlaggebend sind eine ausgeprägte touristische Infrastruktur sowie ein Netz an Attraktionen und Ausflugszielen. Von übergeordneter Bedeutung sind dabei insbesondere die Städte Konstanz, Überlingen, Meersburg, Friedrichshafen und Lindau, aber auch der Rheinfall bei Schaffhausen, die Insel Mainau, die Wallfahrtskirche Birnau, Burgen und Schlösser wie Schloss Salem oder die Burg Meersburg, die gesamte Museenlandschaft, wie beispielsweise das Zeppelin Museum, das Dornier Museum, das Seemuseum (Kreuzlingen), das Jüdische Museum Hohenems sowie die UNESCO-Welterbestätten Insel Reichenau und die prähistorischen Pfahlbauten in Unteruhldingen.
Im Osten, wo die Voralpen dem Obersee sehr nahe kommen, gibt es einige Bergbahnen, deren Talstationen recht nahe am Ufer liegen. Bei der Fahrt hat man so Aussicht auf den See. Die einzige Seilbahn am Bodensee ist die Pfänderbahn (von Bregenz aus), Zahnradbahnen führen von Rorschach nach Heiden und von Rheineck nach Walzenhausen.
Über dem See und dem nahen Hinterland sind seit 2001 wieder Zeppeline neuer Technologie bei regelmäßigen Rundfahrten ab dem Flughafen Friedrichshafen zu sehen.
In Zusammenarbeit mit den touristischen Leistungsträgern, Tourismusorganisationen und den öffentlichen Institutionen in Deutschland, Österreich, der Schweiz und Liechtenstein übernimmt die Internationale Bodensee Tourismus GmbH (IBT GmbH) die touristische Vermarktung des Bodenseeraums.

#### Bootssport, Freizeitschifffahrt

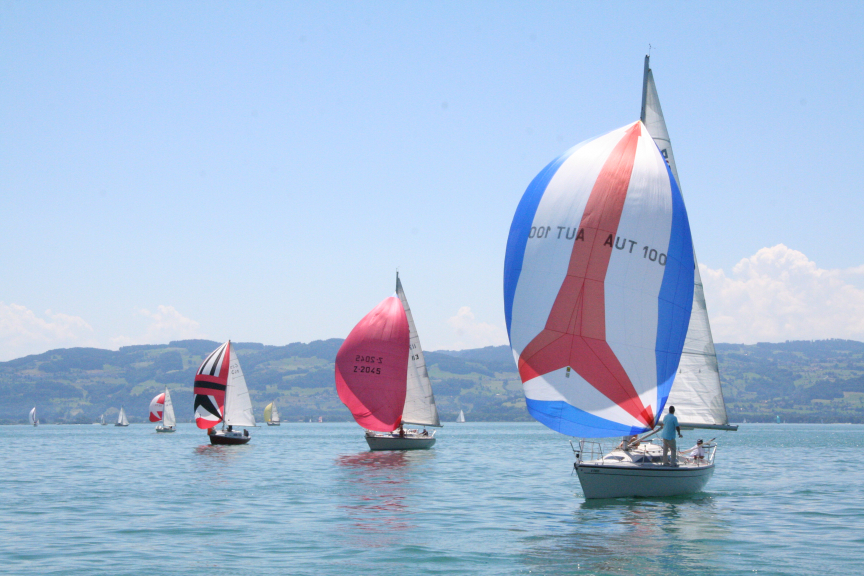
Segelboote (bei Lindau)

Rechtliche Grundlage für die gesamte Schifffahrt auf dem See ist die Verordnung über die Schifffahrt auf dem Bodensee, kurz Bodensee-Schifffahrtsordnung. Sie wird auf dem Bodensee sowie auf dem Hochrhein durch die deutsche Wasserschutzpolizei, die schweizerische und die österreichische Seepolizei überwacht.
Für den Bodensee gibt es ein eigenes Bodenseeschifferpatent. Es wird in Deutschland von den Schifffahrtsämtern des Kreises Konstanz, des Bodenseekreises und des Kreises Lindau vergeben, in der Schweiz von den kantonalen Behörden und in Österreich durch die Bezirkshauptmannschaft Bregenz.
Für Sportschiffer sind die Kategorien A für Motorboote über 4,4 kW Leistung und D für Segelboote über 12 m² Segelfläche sowie kurzzeitige Gast-Lizenzierungen von Interesse. Unabhängig davon, ob für ein Boot ein Bodenseeschifferpatent erforderlich ist, müssen alle Boote mit Maschinenantrieb (einschließlich Elektromotoren) oder mit Wohn-, Koch- oder sanitärer Einrichtung, bei der zuständigen Schifffahrtsbehörde für den Bodensee zugelassen werden.
Die Bedeutung der Freizeitschifffahrt ist enorm. Anfang 2009 waren 57.000 so genannte Vergnügungsfahrzeuge für den Bodensee zugelassen. Weil die Zulassung aber generell für drei Jahre erteilt wird, entsprechen diese Zahlen nicht der Menge der tatsächlich am Bodensee befindlichen Boote.
Die große wirtschaftliche Bedeutung des Wassersports zeigt eine Studie der Internationalen Wassersportgemeinschaft Bodensee, die die vom Wassersport herrührende Beschäftigung auf 1600 Beschäftigte und die wirtschaftlichen Umsätze auf 270 Millionen Euro schätzt.
In der Freizeit bietet der Bodensee eine Fülle von Möglichkeiten im Bereich Wassersport. Über 100 Vereine sind dem Segelsport verbunden und veranstalten Regatten, bei denen dem sportlichen Wettkampf auf dem Wasser gefrönt wird. Der Betrieb von Wassermotorrädern wurde mit der seit Januar 2006 geltenden revidierten Bodensee-Schifffahrts-Ordnung zum Schutz von Flora, Fauna und Badegästen verboten.

#### Surfen und Kitesurfen
Aufgrund des seltenen Auftretens stetiger Winde können diese Sportarten nur zeitweise bei besonderen Windsituationen wie Föhn oder starkem Westwind und/oder nur in gewissen Seeabschnitten, z. B. der Bregenzer Bucht, betrieben werden. Das Kitesurfen ist zudem nur in bestimmten Zonen erlaubt, am deutschen Ufer außerdem nur mit einer Sondergenehmigung durch die Schifffahrtsämter, am österreichischen Ufer derzeit gar nicht.
In den letzten Jahren hat sich das Westufer der Insel Reichenau im Untersee wegen dort meist aus West oder Südwest kommender Winde als ganzjährig nutzbares Surfrevier etabliert.
Die durchschnittlichen Windgeschwindigkeiten schwanken zwischen vier und sieben Knoten bzw. zwei und drei Bft (in Bregenz bzw. in Friedrichshafen).

#### Stand-Up-Paddling
Meral Akyol  hat am 9. Mai 2022 als erste Frau den Bodensee längs auf einem Stand-Up-Paddle-Board ostwärts überquert. Die 64 Kilometer lange Strecke von Bodman-Ludwigshafen bis Lochau Strecke meisterte die 45-Jährige in 10:53 Stunden. Rekordhalter ist der Ostschweizer Dario Aemisegger mit 10 Stunden.

#### Tauchen
Das Tauchen im Bodensee gilt zugleich als attraktiv und anspruchsvoll. Die meisten Tauchgebiete befinden sich im nördlichen Teil des Sees (Überlingen, Ludwigshafen, Marienschlucht und andere), einige wenige auch im Süden.
Die Gebiete sollten ausschließlich von erfahrenen Tauchern unter Führung einer der örtlichen Tauchschulen oder eines gebietserfahrenen Tauchers betaucht werden, an der Teufelstisch genannten Felsnadel im See vor der Marienschlucht ist Tauchen sogar nur nach Genehmigung durch das Landratsamt Konstanz erlaubt.
Das bekannteste Süßwasser-Wrack Europas ist sicher der Raddampfer Jura, der vor Bottighofen auf 39 Meter Tiefe liegt. Der Kanton Thurgau, das Amt für Archäologie in Frauenfeld, hat die Jura als Unterwasser-Industriedenkmal unter Schutz gestellt.
Für alle Taucher ist zu beachten, dass das Wasser im Bodensee – auch im Sommer – bereits ab zehn Metern Tiefe unter 10 °C kalt ist, was entsprechend kaltwassertaugliche Atemregler erfordert, die bei derartigen Temperaturen nicht vereisen. Der Bodensee gilt deshalb als anspruchsvoll für Taucher. Um die Sicherheit des Tauchens im Bodensee zu erhöhen und sicherzustellen, dass der Bodensee als Tauchgewässer erhalten bleibt, hat sich eine Gruppe von Tauchern verschiedener Organisationen zum Arbeitskreis Sicheres Tauchen im Bodensee (AST e. V.) zusammengefunden.
Seit 2006 ist das Tauchen innerhalb des für die Schifffahrt gekennzeichneten Fahrwassers, z. B. im Hochrhein oder Seerhein, verboten.
Seit 26. Januar 2012 ist über der Entnahmestelle der Bodensee-Wasserversorgung bei Sipplingen eine dem Ufer rund 100 Meter im See vorgelagerte Sperrzone von etwa 400 m × 1800 m eingerichtet, innerhalb derer Befahren, Schwimmen und Tauchen verboten sind.

#### Schwimmen

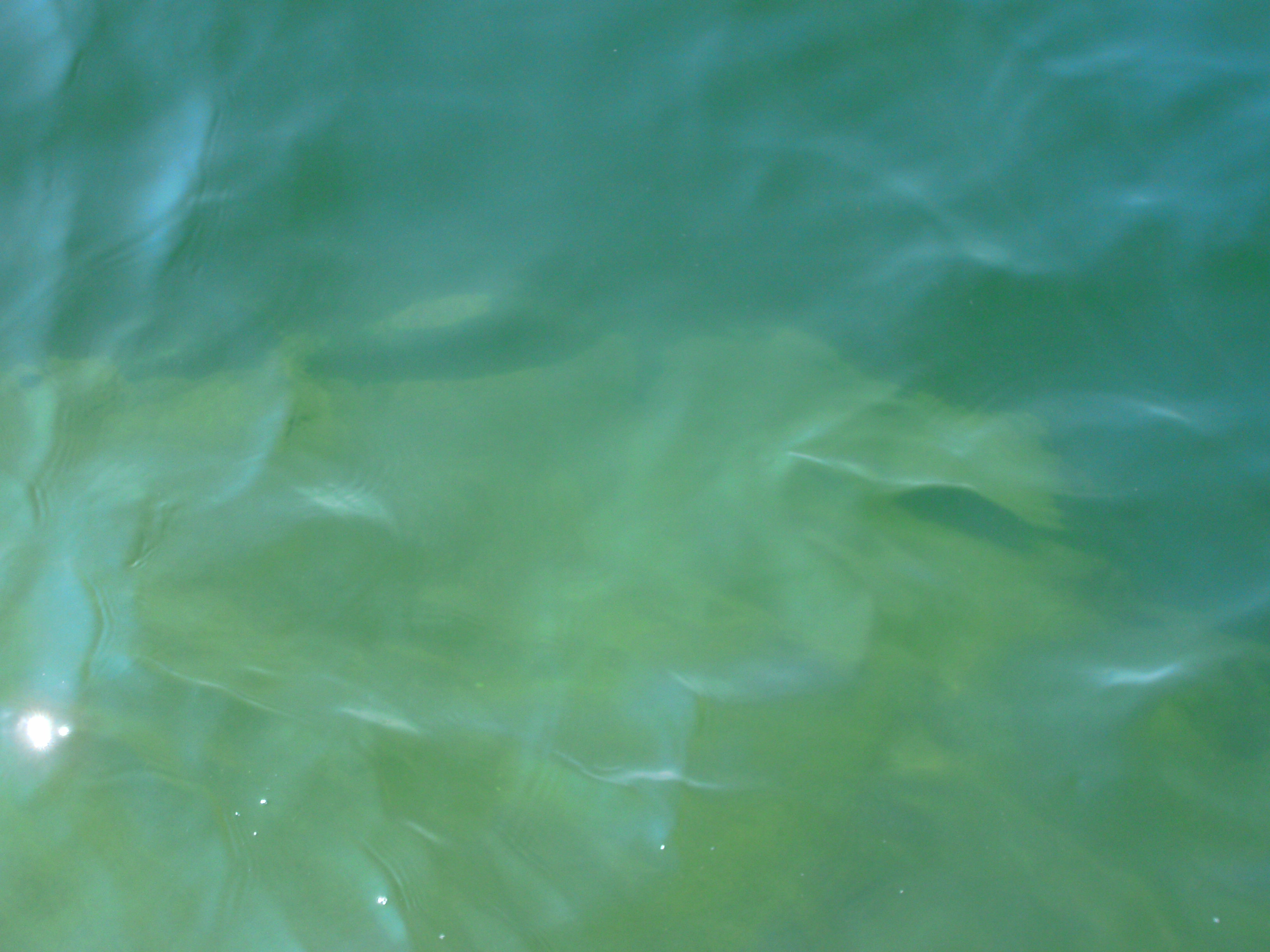
Steilabfall vom flachen ins tiefe Wasser in Meersburg an der westlichen Ecke der Seepromenade

Schwimmen im See ist in der Regel von Mitte Juni bis Mitte September gut möglich. Die Wassertemperaturen erreichen dann je nach Wetterlage 19 °C bis 25 °C.
Bei starker Sonneneinstrahlung und wenig Wind kann es während des Tags zu einer Erwärmung von bis zu 3 °C kommen, so dass der See speziell an lauen Sommerabenden zum Baden einlädt. Die für den Bodensee typischen Stürme vermengen die wärmeren Oberflächenwasser- mit den kälteren tieferen Wasserschichten. Dadurch sinkt dann die Wassertemperatur auch während der Badesaison markant.
Ein Gefahrenbereich beim Schwimmen ist, dass die Flachwasserzone des Seeuferbereiches unvermittelt aufhört und am sogenannten „Felsen“ des Uferbereichs steil abfällt. Dieser Abfall des Felsens ist z. B. von der Seepromenade in Meersburg aus gut zu sehen und an der Trennungslinie von der helleren zu der dunkleren Farbe des Wassers zu erkennen.
Ein weiterer Gefahrenbereich sind die außerhalb der amtlich ausgewiesenen Badebereiche von den Fischern (auch im Flachwasser) zum Fischfang ausgelegten Netze. Wegen der Lebensgefahr beim Überschwimmen der Netze ist ein Sicherheitsabstand von mindestens 30 Meter einzuhalten. Stellnetze werden markiert durch orangefarbene Bojen an den Netzenden und weiße Schwimmkörper zwischen den orangefarbenen Endbojen.
Der Gesamtverlauf von Großreusen, auch Trappnetze genannt, ist durch mehrere orangefarbene Bojen gekennzeichnet.

#### Extremschwimmen
Am 22. Juli 2013 schwamm der Extremsportler Christof Wandratsch mit Begleitboot ohne Pause die 66,67 Kilometer lange Strecke längs durch den Bodensee von Bodman nach Bregenz. Er benötigte dafür 20 Stunden und 41 Minuten. Während der Stunden 12 bis 15 kam er wegen starker Strömung kaum vorwärts. Unvorhersehbare Naturgewalten wie Windböen und hohe Wellen können auf dieser langen Strecke und in dieser langen Zeit zum Abbruch des Durchschwimmens zwingen. Nach demselben Reglement (ohne Neoprenanzug und ohne Bootsberührung, also Essen im Wasser) schaffte als erste Frau am 17. Juni 2024 die deutsche Iris Ashman (60) dieselbe Relation – 64 km in 30 Stunden. Mit Neoprenanzug und Verpflegungspausen am Begleitboot absolvierte als erste Frau Sandra Albrecht aus Lindau im Jahr 2001 die Seelänge. Im August 2025 durchschwamm der britische Extremschwimmer Neil Gilson den See von Bregenz nach Bodman in 20 Stunden und 14 Minuten und stellte damit einen neuen Rekord auf.

#### Sonderveranstaltungen im Wasser
Alljährlich zu Maria Himmelfahrt findet seit 1979, initiiert von Ferdinand Andreatta, die größte Schiffsprozession Europas auf dem Bodensee statt. Ebenso jedes Jahr (Frühsommer) startet ab Lindau die spektakuläre Rund-Um-Segelregatta – über Meersburg, Überlingen, Romanshorn wieder zurück nach Lindau. In Konstanz findet seit 2009 wieder jährlich das Wassersport- und Segelfestival Internationale Bodenseewoche statt. In Friedrichshafen findet jährlich mit der Interboot eine der bedeutendsten Wassersportmessen Europas statt.

## Schutz des Sees und Rettung seiner Benutzer

### Unfalltote
Seit 1947 wird von den Polizeibehörden der Bodensee-Anrainerstaaten eine gemeinsame Liste der Vermissten und Toten nach Boots-, Schiffs- und Paddelbootsunfällen, Flugzeugabstürzen, Arbeits-, Surf- und Badeunfällen, sowie weiteren ungeklärten Fällen geführt.
Tödliche Tauchunfälle ereignen sich im Überlinger See mit seinen steil abfallenden Ufern. Berichtet wird über den gesamten Bodensee mit dem 21 Kilometer langen Hochrheinabschnitt bis Schaffhausen. Zuständige Wasserschutzpolizeien in den drei Staaten sind Lindau, Vorarlberg, St. Gallen, Thurgau, Schaffhausen und Baden-Württemberg (Wasserschutzpolizeistationen in Konstanz, Überlingen und Friedrichshafen).
Nicht alle Opfer können geborgen werden. Im Obersee handelt es sich bei den vermissten Personen eher um Opfer von Unfällen mit Wasserfahrzeugen, im Untersee und Hochrhein eher um Vermisste durch Badeunfälle.
Die Zahl der Unfalltoten betrug:
| Jahr   | 2011 | 2012 | 2013 | 2014 | 2015 | 2016 | 2017 | 2018 | 2019 | 2020 |
| Anzahl | 07   | 12   | 12   | 9    | 18   | 14   | 10   | 13   | 17   | 13   |

### Sicherheits- und Rettungsdienste

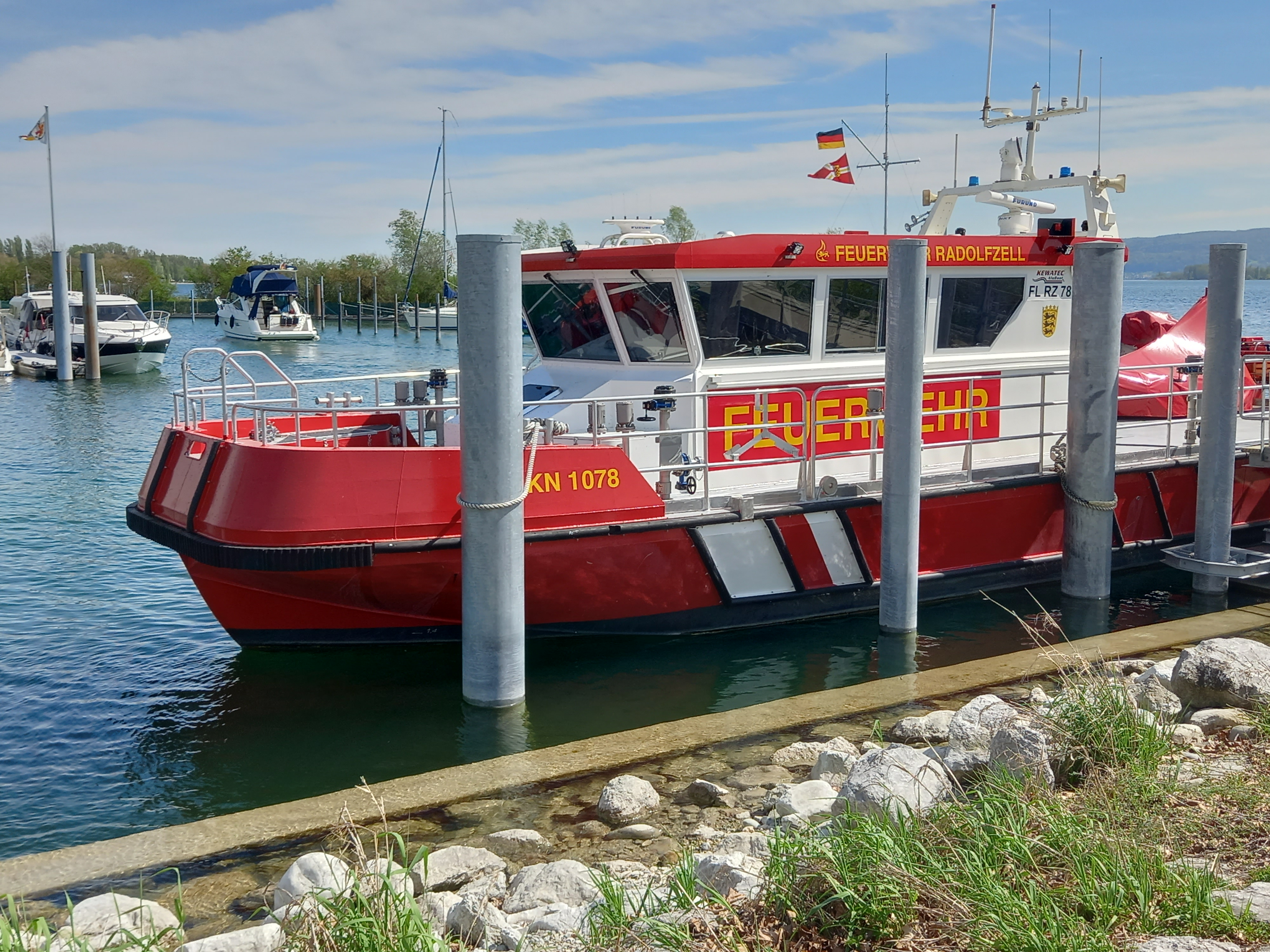
Feuerlöschboot der Feuerwehr Radolfzell an der Schifflände von Radolfzell

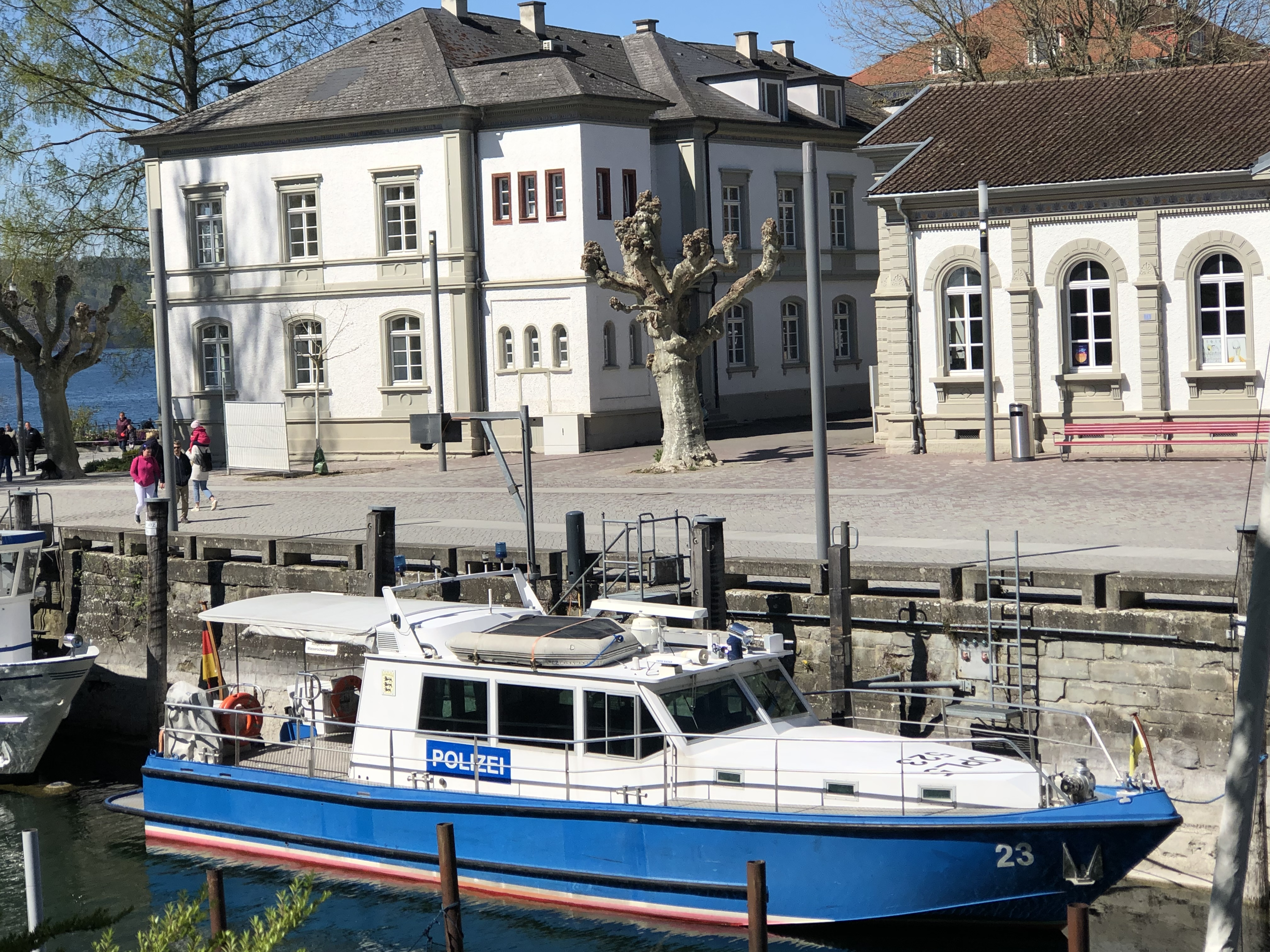
Das Einsatzfahrzeug WSP 23 der Wasserschutzpolizeistation Überlingen im dortigen Mantelhafen

#### Öl- und Schadenwehr
Das Land Baden-Württemberg richtete für den baden-württembergischen Teil des Bodensees Anfang der 1970er Jahre eine „Öl- und Schadenwehr“ ein, da „[d]er Bodensee als größter Trinkwasserspeicher des Landes […] einen besonderen Schutz vor Verunreinigung und überörtliche Maßnahmen bei einem Schadensereignis.“ erfordere.
Die Wehr ist zuständig für
- Ölunfälle und vergleichbare Ereignisse auf dem Bodensee und im Mündungsbereich der Zuflüsse,
- technische Hilfeleistung auf dem Bodensee und im Uferbereich,
- Brandbekämpfung auf dem Bodensee und im Uferbereich sowie
- Seenotrettung.

Rettungsstellen der Öl- und Schadenwehr sind in Radolfzell, Konstanz, Überlingen und Friedrichshafen stationiert.

#### Wasserschutzpolizei
Posten, Stationen bzw. Inspektionen mit wasserschutzpolizeilichen Aufgaben gibt es in Deutschland in Konstanz, auf der Insel Reichenau, in Friedrichshafen, in Langenargen, in Lindau und in Überlingen.
In Österreich sind für wasserschutzpolizeiliche Aufgaben zuständig: das Landesgendarmeriekommando für Vorarlberg, die Polizeiinspektion Bregenz, die Polizeiinspektion Hard und die Polizeiinspektion Lochau;
Wasserschutzpolizeiliche Aufgaben sind in der Schweiz Angelegenheit der Kantone Schaffhausen, Thurgau und St. Gallen.

#### Deutsche Lebensrettungsgesellschaft (DLRG)
Auch die Deutsche Lebensrettungsgesellschaft (DLRG) befährt den Bodensee mit eigenen Booten zur Rettung von Menschen aus Notsituationen auf dem See. 

## Kulturraum Bodensee

### Vorgeschichtliche Zeit
Überregionale kulturgeschichtliche Bedeutung besitzen die Ufersiedlungen mit Feuchtbodenerhaltung, in denen Teile von Holzbauten, Pflanzenreste, Textilien usw. außergewöhnlich gut erhalten sind. Am Bodensee reichen sie vom Jungneolithikum (4. Jahrtausend v. Chr.) bis in die Urnenfelderzeit (bis 800 v. Chr.).
Der Fund eines Einbaums aus dem 24. oder 23. Jahrhundert v. Chr. (Endneolithikum) im Jahr 2018 belegt eine sehr frühe Nutzung des Bodensees als Transportweg oder Fischfanggebiet.

#### Pfahlbauten

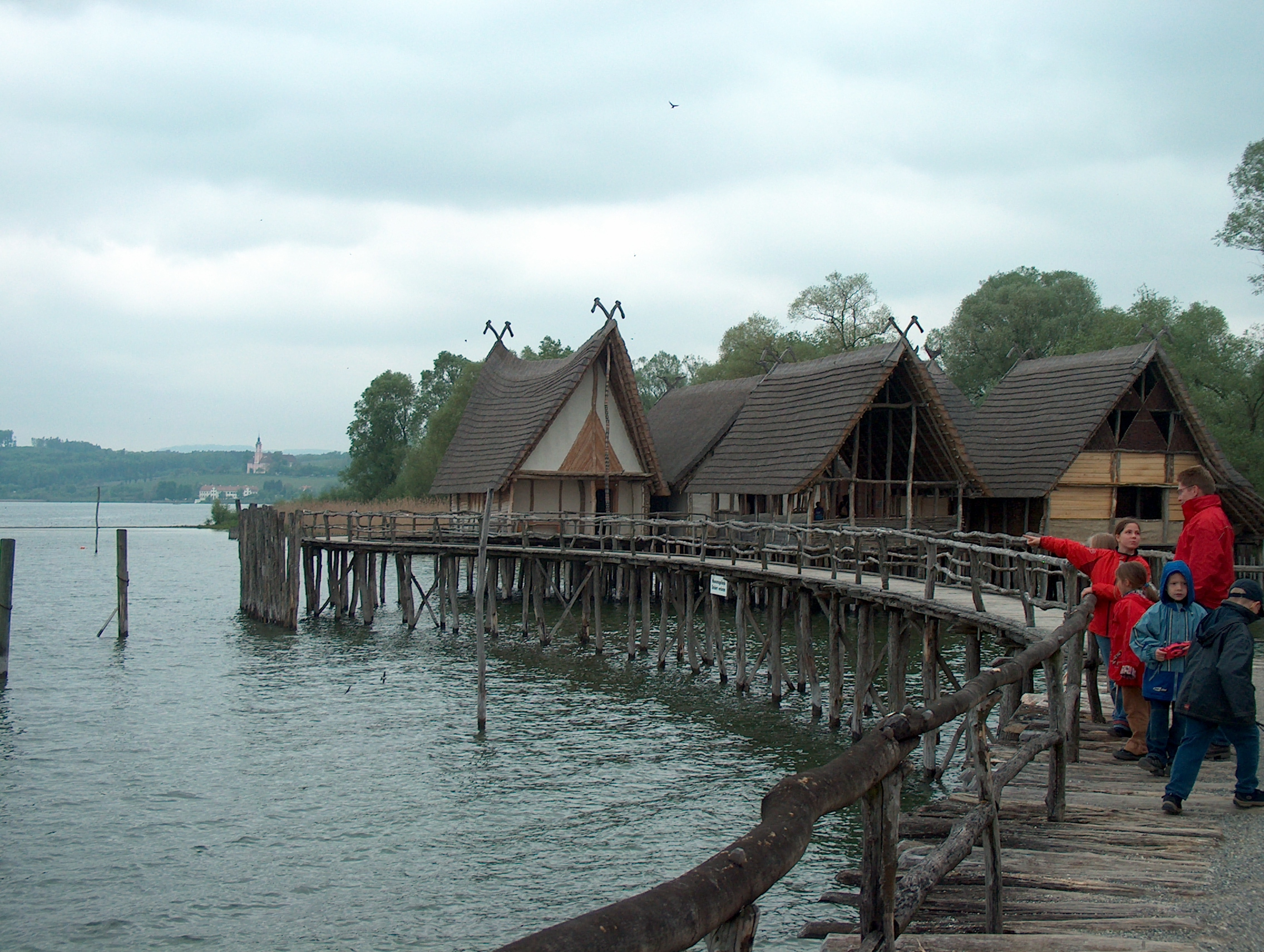
Pfahlbauten-Museum in Unteruhldingen, im Hintergrund die Wallfahrtskirche Birnau (2005)

Eine Auswahl von Fundstellen ist zusammen mit anderen Prähistorischen Pfahlbauten um die Alpen seit 2011 als UNESCO-Weltkulturerbe anerkannt. Am deutschen Bodenseeufer sind über 70 Siedlungsplätze bekannt, die unter anderem vom Landesdenkmalamt Baden-Württemberg durch seine ständige Arbeitsstelle in Hemmenhofen erfasst und betreut werden.
Denkmalgeschützte Reste von unsichtbaren Pfahlbauten unter Wasser gibt es in Litzelstetten-Krähenhorn, Wollmatingen-Langenrain, Konstanz-Hinterhausen, Öhningen, Gaienhofen, Allensbach und Bodman-Ludwigshafen.
Eine Rekonstruktion einer derartigen Pfahlbausiedlung findet man im Pfahlbaumuseum Unteruhldingen. Dieses 23 Pfahlbauhäuser umfassende Freilichtmuseum zeigt anschaulich den Alltag in der Jungsteinzeit und der Bronzezeit. In vier nachgebauten Dörfern können Besucher erleben, wie es bei den ersten Bauern, Händlern und Fischern am Bodensee ausgesehen hat.

#### Jungstein- und Bronzezeit
Vor dem Ufer von Wasserburg konnte mit dem „Wasserburger Einbaum“ das (Stand 2021) zweitälteste bekannte Wasserfahrzeug am Bodensee im Jahr 2015 entdeckt und 2018 geborgen werden.
Steinhügel-Kette
In der Flachwasserzone bei Uttwil zwischen Romanshorn und Bottighofen im Kanton Thurgau wurde im Jahr 2015 in 300 Meter Uferentfernung eine regelmäßige Kette von rund 170 Steinhügeln entdeckt. Die Hügel liegen etwa vier bis fünf Meter unter Wasser und haben einen Durchmesser von 15 bis 30 Metern. Die Entdeckung erfolgte durch die Landesanstalt für Umwelt, Messungen und Naturschutz Baden-Württemberg, Langenargen (LUBW) bei der Auswertung der Daten der im Jahr 2015 durchgeführten hochpräzisen Tiefenvermessung des Bodensees.
Nach der Entdeckung der Steinhügel war anfangs unklar, ob es sich um natürliche Ablagerungen des Bodenseegletschers vor 18.000 Jahren handelte. Inzwischen sind sich die Forscher aber einig, dass die Hügel von Menschenhand aufgeschüttet wurden. Zur Bronze- und Jungsteinzeit lag der Wasserspiegel tiefer, so dass das Wasser den Menschen damals maximal bis zum Bauchnabel ging.
In den Steinhügeln gefundene Eschenhölzer wurden von Fachleuten der Eidgenössischen Technischen Hochschule Zürich als in den Jahren zwischen 3650 und 3350 vor Christus geschlagen datiert. Einen direkter Zusammenhang zwischen den Hölzern und den Steinhügeln ist aber nicht nachweisbar. Bei den untersuchten Hölzern könnte es sich auch um angeschwemmtes und zwischen den Steinen verkeiltes Baumaterial aus einer benachbarten Pfahlbausiedlung handeln.
Man vermutete zuerst, dass die Formationen aus der Bronzezeit, rund 1000 vor Christus, stammen. Die genaue Entstehungszeit der Steinanhäufungen war zu dieser Zeit noch nicht abschließend geklärt. Das Amt für Archäologie des Kantons Thurgau führte deshalb im Sommer 2019 zusammen mit einem Geologen-Team der Universität Bern am Hügel fünf Sedimentsgrabungen durch.
Diese erfolgten mit einem schwimmenden Bagger. Man hoffte, anhand von organischem Material wie Zweigen, Holzkohle, Samen oder Früchten in den Sedimentschichten mit Hilfe der Radiokarbon-Analyse (14C-Messung) eine Datierung durchzuführen. Die Grabungen ergaben, dass die Steinhügel auf dem Grund des Bodensees viel älter sind als bisher vermutet. Die Forscher haben herausgefunden, dass die Hügel in der Jungsteinzeit vor etwa 5500 Jahren aufgeschüttet wurden. Möglicherweise gehörten die Steinhügel zu Pfahlbauten, die ebenfalls tief unter Wasser liegen und noch der Entdeckung harren.
Die Bedeutung der Hügel ist noch völlig unklar. Gemäß verschiedener Theorien wäre es möglich, dass sie als Wehranlagen, Grabhügel, Begräbnisplattformen, Denkmal für Verstorbene oder Transportwege dienten. In verschiedenen Medien tauchte auch schon der Begriff «Stonehenge vom Bodensee» auf.
Das zuständige Amt für Archäologie des Kantons Thurgau hält jedoch einen astronomischen Bezug für unwahrscheinlich.

#### Eisenzeit
In der Eisenzeit gehörte der Bodensee zum keltischen Kulturraum, wurde in den Jahrzehnten um Christi Geburt aber von den Römern erobert.

### Römische Zeit
Unter den Römern bestand um 200 bis 300 n. Chr. eine Seeuferstraße „von Brigantium (Bregenz) über Arbor Felix (Arbon) nach Constantia (Konstanz)“. Ab 260 n. Chr. besiedelten die Alemannen das Gebiet bis zum nördlichen Seeufer.

### Christentum

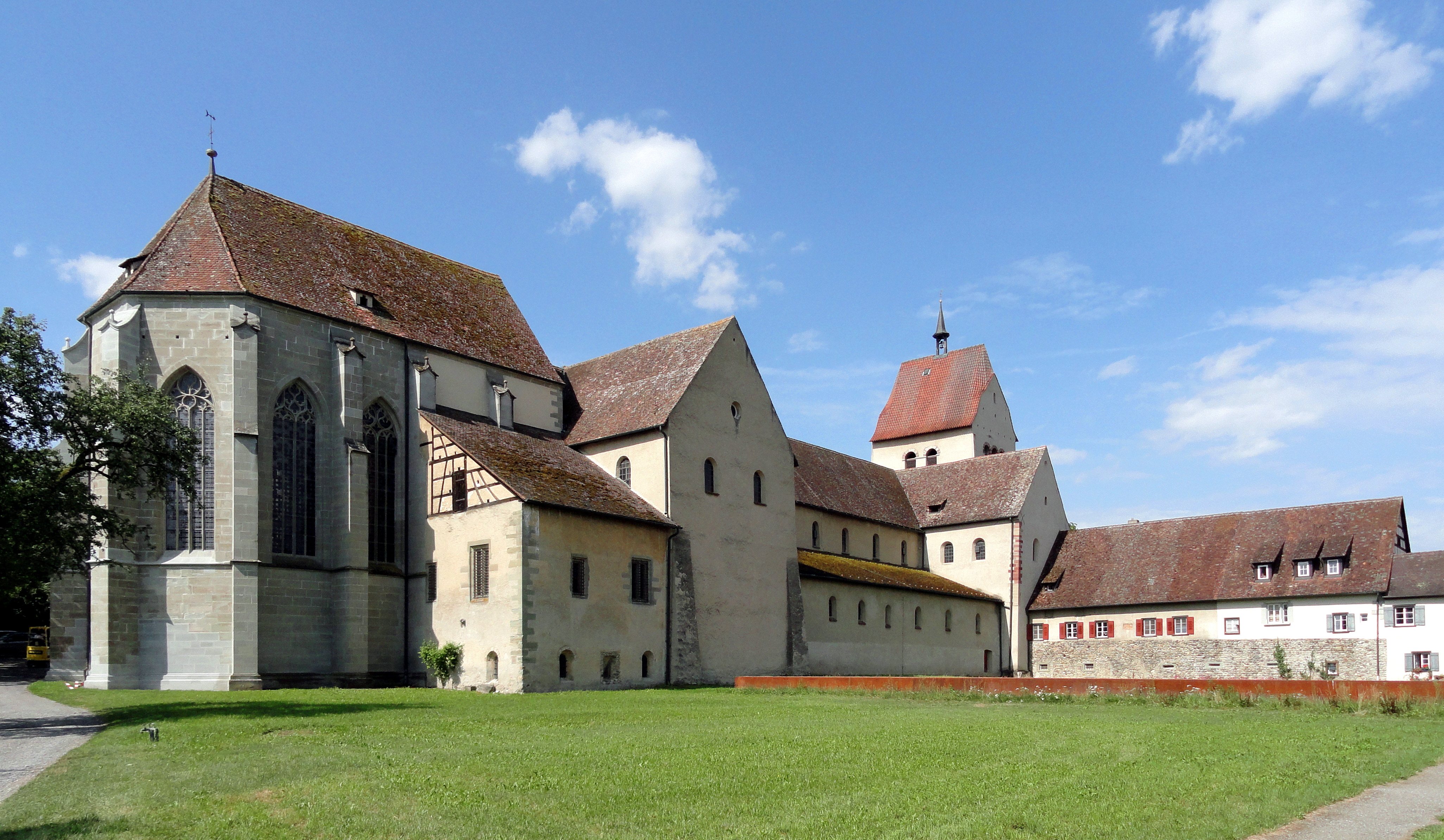
Bereits 724 gegründet, war das Kloster Reichenau ein lebendiges Bildungs- und Kulturzentrum mit Ausstrahlung weit über den Bodenseeraum hinaus.

Das Bistum Konstanz entstand Ende des 6. Jahrhunderts durch die Verlegung des Bischofssitzes von Windisch nach Konstanz. In dessen Einflussgebiet bemühte sich das Kloster St. Gallen um Theologie und Sprachwissenschaften, um Heilkunde und Geschichte, um Dichtung und Musik. Auch das Kloster Reichenau auf der gleichnamigen Insel im Bodensee war bis zum 13. Jahrhundert ein Zentrum deutscher Gelehrsamkeit. Das von Zisterziensern geführte Kloster Mehrerau am Bodensee galt in der Reformationszeit als Hochburg des Katholizismus.

### Kulturschaffen in der Neuzeit

Carl Künzli: Bodensee und Rhein (Bregenzer Bucht), Foto, ca. 1885

#### Theater und Musik

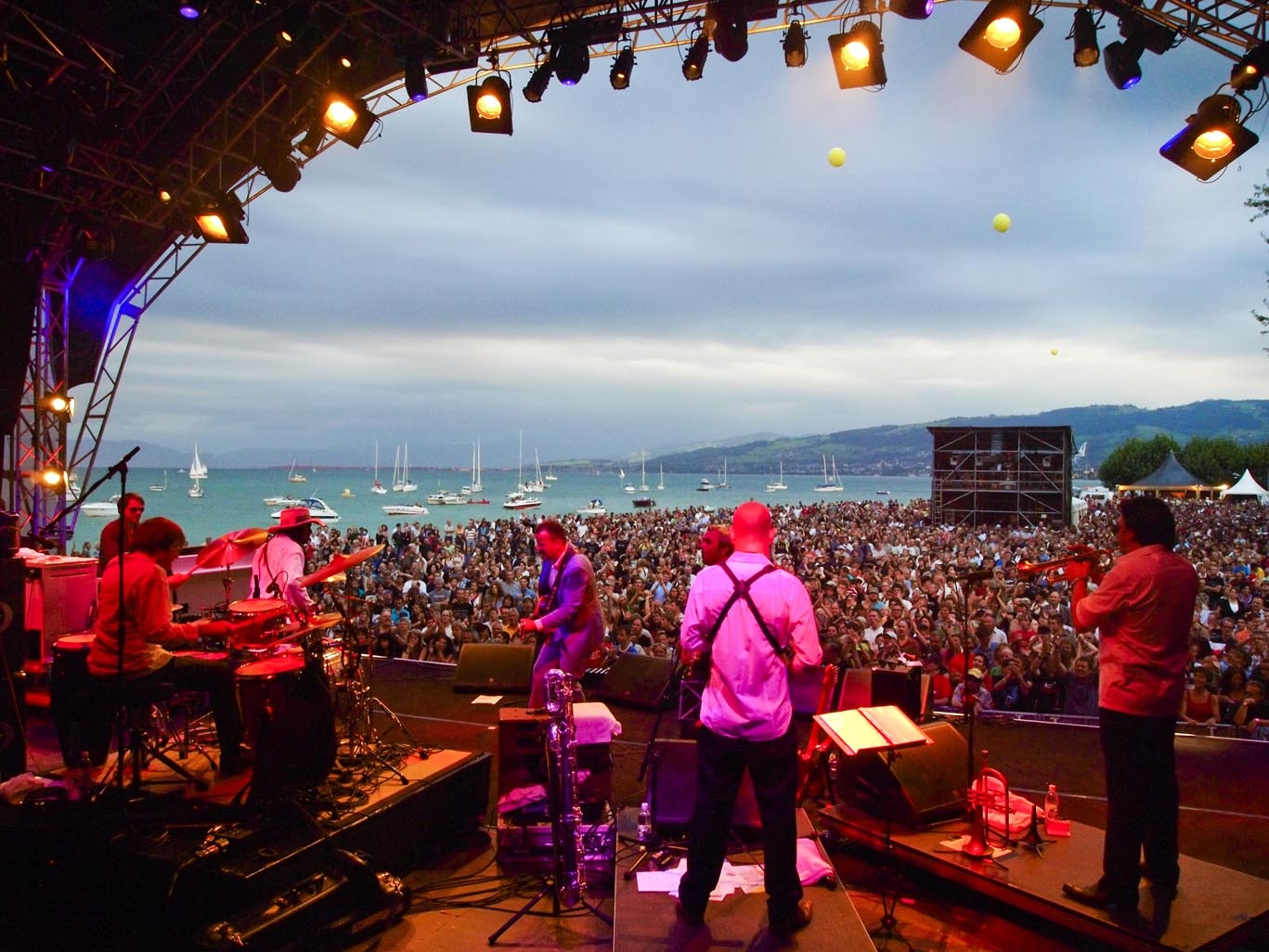
Seebühne in Arbon beim SummerDays Festival (September 2009)

Die einzigen öffentlich getragenen Ensembletheater in den Städten am Bodensee sind das Stadttheater Konstanz in Konstanz, eines der ältesten deutschen Theater, und das Vorarlberger Landestheater in Bregenz. Zur Theaterlandschaft Bodensee zählt auch das schweizerische Theater St. Gallen in St. Gallen.
Zu den wenigen privat getragenen Theatern am Bodensee gehören auf der österreichischen Seeseite das Theater Kosmos in Bregenz, das Phönix Theater im schweizerischen Steckborn und am deutschen Seeufer die in Langenargen ansässigen Langenargener Festspiele.
Die größten Festspiele der Bodenseeregion sind die von Juli bis August stattfindenden Bregenzer Festspiele, die durch das „Spiel auf dem See“ mit eigenproduzierten Operninszenierung ein internationales Publikum anziehen, sowie das Bodenseefestival, das von Mai bis Pfingsten Gastspiele im Bereich Musik, Tanz, Theater sowie Literatur in regionalen Veranstaltungsstätten zeigt.
Für eines der bekanntesten Marionettentheater am Bodensee steht die Lindauer Marionettenoper.
Zu den zahlreichen Laien- und Bauerntheatergruppen am Bodensee zählen unter anderem die Theatergruppe Mixed Pickles in Kressbronn, die Theatergruppe Oberdorf, die Theatergruppe Oberreitnau, das Theater Hörbranz sowie die Theatergruppe des Bodensee Medley Chores in Leimbach.
Ein Festival im Bereich des Amateurtheaters und theaterpädagogischen Fortbildungsangebotes bieten im Juni die Theatertage am See in Friedrichshafen.
Weitere bekannte Festivals am Bodensee sind Rock am See in Konstanz, das Zeltfestival Konstanz, der Bregenzer Frühling, das SummerDays Festival in Arbon und das Zeltfestival Kulturufer Friedrichshafen.
Symphonieorchester der Bodenseeregion sind die Südwestdeutsche Philharmonie Konstanz, das Symphonieorchester Vorarlberg mit Sitz in Bregenz und das Sinfonieorchester St. Gallen.

#### Bildende Kunst
Einige bekannte Maler hatten ihren Wohnsitz am Bodensee und bildeten diesen in zahlreichen Werken ab. Im 20. Jahrhundert sind vor allem Otto Dix und Adolf Dietrich, beide Künstler der Neuen Sachlichkeit, zu nennen. Eine Reihe weiterer Künstler ließen sich am Bodensee nieder, so z. B. Max Ackermann, Waldemar Flaig, Erich Heckel, Renata Jaworska, Marcus Schwier und Rudolf Schmidt-Dethloff.
Auch zahlreiche namhafte einheimische Künstler wie Heinrich Hauber, Fritz Mühlenweg, Carl Roesch oder Rudolf Wacker prägten das Kunstschaffen in der Region. Die Bilder der Bodenseemaler sowie andere Gemälde, die den Bodensee abbilden, sind in zahlreichen Museen wie z. B. dem Zeppelin Museum in Friedrichshafen und dem Neuen Schloss in Meersburg ausgestellt.
Der in Bodman ansässige Bildhauer Peter Lenk machte überregional mit skandalträchtigen Skulpturen Schlagzeilen. Großformatige Werke von Lenk schmücken das Seeufer in Konstanz, Überlingen und Meersburg.

#### Dichter und Schriftsteller
Eine Reihe bekannter Dichter und Schriftsteller lebten und arbeiteten zumindest zeitweise am Bodensee, darunter Annette von Droste-Hülshoff in Meersburg, Joseph Victor von Scheffel in Radolfzell sowie Ludwig Finckh und Hermann Hesse in Gaienhofen.
Der im Juli 2023 verstorbene Martin Walser war der bekannteste am Bodensee lebende Schriftsteller der Gegenwart. Seine Bücher spielen teilweise am Bodensee, wie z. B. seine Novellen Ein fliehendes Pferd oder Ein springender Brunnen (über seine Jugendzeit in Wasserburg). Das Museum im Malhaus in Wasserburg bietet eine Dauerausstellung zum Leben und Werk Martin Walsers. Im Besonderen sind dies Erinnerungen an seine Kinder- und Jugendzeit in Wasserburg.
Der Bodensee-Literaturpreis der Stadt Überlingen wird an Schriftsteller mit Bezug zur Bodenseeregion vergeben.

#### Film
- 1956 setzte der erfolgreiche deutsche Heimatfilm Die Fischerin vom Bodensee die Region in Szene.
- In der erfolgreichen Komödie Drei Mann in einem Boot (1961) starten Walter Giller, Heinz Erhardt und Hans-Joachim Kulenkampff ihre Reise vom Bodensee aus.
- In dem Film Alter Kahn und junge Liebe von 1973 diente der Bodensee als Kulisse für Roy Black und Willy Millowitsch.
- In der ARD-Fernsehreihe Bilderbuch wird seit 1996 in Doku-Episoden auch die Region vorgestellt.
- 1999 entstand der TV-Film Das Biest im Bodensee mit Barbara Rudnik, in dem eine saurierähnliche Kreatur aus einem Chemielabor flieht, über den Rhein in den Bodensee gelangt und Menschen angreift. Im gleichen Jahr entstand die Komödie Heirate mir!, die u. a. in Konstanz spielt. Regisseur Douglas Wolfsperger, der aus Konstanz stammt, drehte 1992 den satirischen Film Probefahrt ins Paradies und 1985 Lebe kreuz und sterbe quer, die beide am Bodensee spielen.
- Von 2002 bis 2016 war der Bodensee ein- bis dreimal jährlich Schauplatz der Fernsehkrimireihe Tatort. Eva Mattes ermittelte als Konstanzer Kriminalhauptkommissarin Klara Blum, seit 2004 wurde sie von Sebastian Bezzel als Kriminalkommissar Kai Perlmann unterstützt.
- 2002 lief im ARD-Vorabendprogramm die Fernsehserie Sternenfänger mit Nora Tschirner, die größtenteils in Überlingen spielt.
- Ein fliehendes Pferd, die Verfilmung von Martin Walsers gleichnamiger Novelle, wurde 2006 in Überlingen und Umgebung gedreht und kam 2007 ins Kino.
- Eine Schlüsselszene des James-Bond-Films Ein Quantum Trost entstand 2008 auf der Seebühne der Bregenzer Festspiele.
- 2010 fanden in Konstanz und Überlingen Dreharbeiten für den Film Eine dunkle Begierde unter der Regie von David Cronenberg mit Keira Knightley und Viggo Mortensen statt.
- Seit 2014 wird die Kriminalfilmreihe Die Toten vom Bodensee für ZDF und ORF am Bodensee produziert.
- Seit 2017 wird die Vorabendserie WaPo Bodensee in der ARD ausgestrahlt. Sie gilt als Nachfolgerin der Bodensee-Tatorte. Bislang gab es sechs Staffeln.

## Warnsignale

### Starkwind- und Sturmwarnanlage

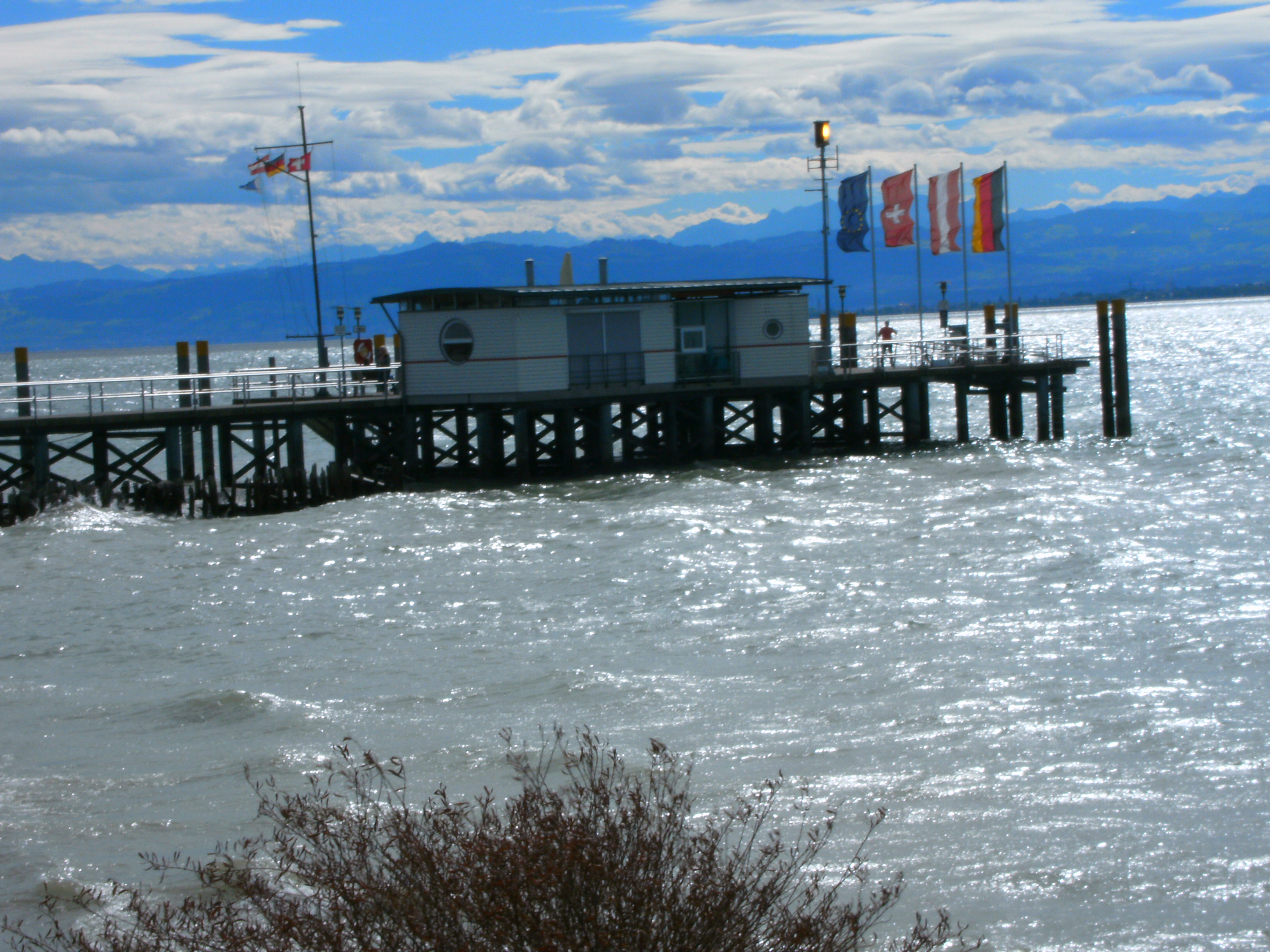
Schiffsanlegestelle Hagnau am Bodensee. Sturm mit Sturmwarnung

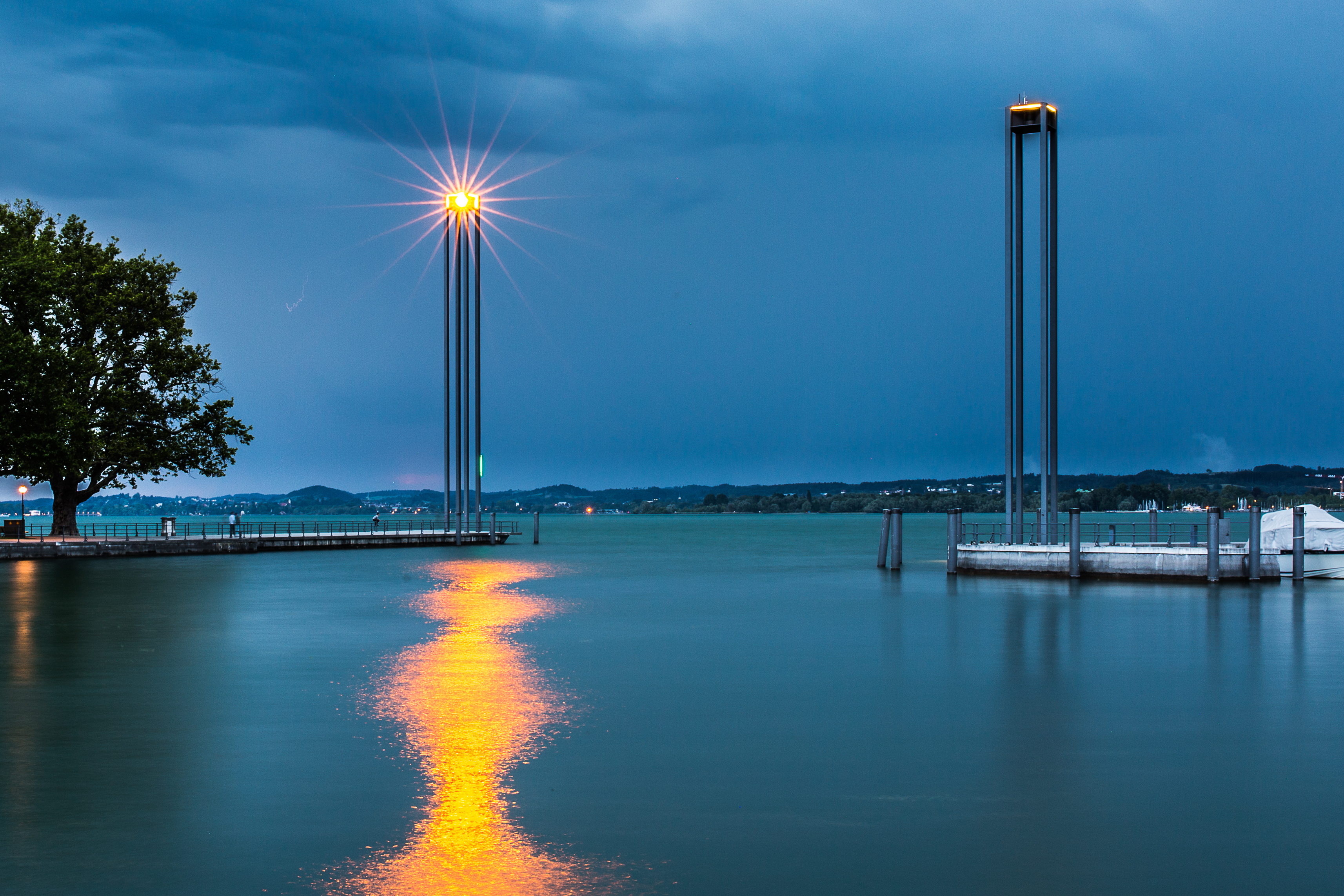
Sturmwarnleuchte auf dem Molenfeuer Bregenz in über 30 m Höhe, daher besonders weit sichtbar

Auf Grund der teilweise überraschend auftretenden Unwetter ist der See für Sturmwarnungen in drei Warnregionen (West, Mitte, Ost) aufgeteilt. Für jede Region kann eine Starkwind- oder Sturmwarnung ausgegeben werden. Eine Starkwindwarnung erfolgt bei erwarteten Windböen zwischen 25 und 33 Knoten beziehungsweise Windstärke 6 bis 8 Bft der Beaufortskala.
Eine Sturmwarnung kündigt die Gefahr von Sturmwinden mit Geschwindigkeiten ab 34 Knoten (8 Bft) an. Um diese Warnungen bekannt zu machen, sind rund um den See 43 orangefarbige Blinkscheinwerfer installiert, die bei Starkwindwarnung mit einer Frequenz von 40 Mal pro Minute, bei Sturmwarnung 90 Mal pro Minute blinken. Der Warndienst wird gemeinsam vom Bundesamt für Meteorologie und Klimatologie MeteoSchweiz, dem Deutschen Wetterdienst (DWD), der Zentralanstalt für Meteorologie und Geodynamik in Österreich sowie Vertretern der See- und Wasserschutzpolizeien betrieben. Die Sturmwarnleuchten decken alle Hafeneinfahrten und einige andere exponierte Punkte ab, so dass von jedem Punkt auf der Seefläche mindestens ein Warnlicht sichtbar ist.

### Schiffssignale
Die Schallsignale sind in der Bodensee-Schifffahrts-Ordnung (BSO) festgelegt. Das Tuten des Schiffstyphons bedeutet:
Ein langer Ton
- Achtung ich behalte meinen Kurs bei
- Hafenausfahrtssignal
- Nebelsignal (ausgenommen Vorrangschiffe)
- Brückendurchfahrtssignal

Zwei lange Töne
- Nebelsignal der Vorrangschiffe

Drei lange Töne
- Hafeneinfahrtssignal der Vorrangschiffe
- Schleppverbände und Schiffe in Not

Folge langer Töne
- Notfall

Ein kurzer Ton
- Ich richte meinen Kurs nach Steuerbord

Zwei kurze Töne
- Ich richte meinen Kurs nach Backbord

Drei kurze Töne
- Meine Maschine geht rückwärts

Vier kurze Töne
- Ich bin manövrierunfähig

langer Ton = vier Sekunden / kurzer Ton = eine Sekunde / Pause = eine Sekunde

## Internationale Gremien für die Region Bodensee
Das Ausmaß der Nutzung des Bodensees und seiner Uferlandschaft wird durch die Staaten Schweiz und Österreich sowie die deutschen Bundesländer Baden-Württemberg und Bayern in eigener Regie festgelegt. Für die Koordinierung der unterschiedlichen Interessen wurden internationale Gremien für die Region Bodensee geschaffen:
- Die Internationale Gewässerschutzkommission für den Bodensee (igkb) wurde 1959 gegründet, um bedenkliche Entwicklungen und drohende Belastungen des Sees zu erkennen und durch Handlungsempfehlungen abzuwenden. Zu den Aufgaben gehören die Reinhaltung des Sees, die Renaturierung der Uferzonen, die Beobachtung der Einwanderung neuer Tier- und Pflanzenarten, die Feststellung von Spurenstoffen und die Abwägung der Folgen des Klimawandels. Der Kommission gehören das Bundesland Vorarlberg der Republik Österreich, die Kantone der Schweizerischen Eidgenossenschaft Thurgau und St. Gallen (direkt am See) und Graubünden (Oberlauf des Rheins) sowie das Fürstentum Liechtenstein an. Die Kantone Appenzell, Außer- und Innerrhoden beteiligen sich an den Gewässerschutzmaßnahmen. Die Bundesrepublik Deutschland beteiligt sich mit Beobachtern.[228][229]
- Der Bodenseerat von 1991 mit Mitgliedern aus Liechtenstein, den Schweizer Bodenseekantonen, dem österreichischen Bundesland Vorarlberg und den deutschen Anrainer-Landkreisen berät und gibt Empfehlungen an die zuständigen Behörden und Institutionen.
- Die Internationale Bodenseekonferenz (IBK) ist ein kooperativer Zusammenschluss der an den Bodensee angrenzenden und mit ihm verbundenen deutschen Länder Bayern und Baden-Württemberg, der Schweizer Kantone Schaffhausen, St. Gallen, Thurgau, Zürich, Appenzell Ausserrhoden und Appenzell Innerrhoden, des österreichischen Bundeslands Vorarlberg und des Fürstentums Liechtenstein, der zum Ziel hat, Lebens-, Natur-, Kultur- und Wirtschaftsraum zu erhalten und zu fördern.
- Die Bodensee-Stiftung von 1994 koordiniert die Interessen des Naturschutzes mit den Interessen der Industrie und der Verwaltungen am Bodensee.[230] Die Bodensee-Stiftung unterstützt das Netzwerk „Blühender Bodensee“, damit Blühwiesen durch Landkreise, Städte, Gemeinden, Bauern, Imker, Naturschutzgruppen und Private am Straßenrand, auf Feldern und in Gärten für die Insekten angelegt werden. Hierdurch wird die systematische Bewirtschaftung der Flächen durch Weinbau und Obstanbau ergänzt. Auch die Insel Mainau hat einen Insektengarten angelegt.[231]
- Im Bodensee-Umweltrat sind 20 Naturschutzverbände aus der Schweiz, Österreich und Deutschland vertreten.[232]
- Die Ornithologische Arbeitsgemeinschaft Bodensee (OAB) erhebt die Verbreitung der Brutvogelarten auf den Landflächen rund um den Bodensee, die Gefährdungsursachen und Schutzvorschläge.[233]
- Die Internationale Bodensee Tourismus GmbH (IBT) vertritt die Interessen der Tourismus-Branche für die Bodenseeregion in den Gebieten Baden-Württemberg, Bayern, Vorarlberg, Kantone Thurgau, Kanton St. Gallen, Kanton Schaffhausen und für Liechtenstein.[234]
- Der Verein für Geschichte des Bodensees und seiner Umgebung wurde 1868 von Geschichtsfreunden aus allen der damals fünf Uferstaaten gegründet und ist damit die älteste kontinuierlich bestehende länderübergreifende Organisation am See. Seine Ziele sind die wissenschaftliche Erforschung der Geschichte und der Naturgeschichte des Bodenseeraumes und die Vermittlung dieses Wissens an ein breiteres Publikum. Der Verein gibt die Schriften des Vereins für Geschichte des Bodensees und seiner Umgebung heraus.[235]

### Geschichte
- Karl Heinz Burmeister: Bodensee. In: Historisches Lexikon der Schweiz.
- Otto Feger: Geschichte des Bodenseeraumes. 3 Bände. Thorbecke, Lindau 1956–1963.
- Peter Brill: Der Bodensee. Geschichte einer trinationalen Region. Katz, Gernsbach 2014, ISBN 978-3-938047-69-9.
- Maria Schlandt (Hrsg.): Der Bodensee in alten Reisebildern. Reiseberichte und Reisebilder aus vergangenen Zeiten. Prisma Verlag, Gütersloh 1977, ISBN 3-570-09423-5 (Reiseberichte vom 4. Jahrhundert v. Chr. bis 1826).
- Helmut Schlichtherle: Pfahlbauten: die frühe Besiedelung des Alpenvorlandes. In: Spektrum der Wissenschaft (Hrsg.): Siedlungen der Steinzeit. S. 140–153. Spektrum der Wissenschaft-Verlagsges., Heidelberg 1989, ISBN 3-922508-48-0.
- Schriften des Vereins für Geschichte des Bodensees und seiner Umgebung. (Seit 1869 erscheinende Zeitschrift, ISSN 0342-2070; Digitalisate und Inhaltsverzeichnisse siehe Wikisource).
  - Der Bodensee – Landschaft, Geschichte, Kultur, hrsg. v. Helmut Maurer (= Schriften des Vereins für Geschichte des Bodensees und seiner Umgebung. Band 99/100, Jg. 1981/82). (Jubiläumsband mit Überblicksdarstellungen; Digitalisat).
- Amt für Archäologie des Kantons Thurgau (Hrsg.): Mittelalter am Bodensee. Wirtschaftsraum zwischen Alpen und Rheinfall. Ausstellungskatalog,[236] Sulgen 2021, ISBN 978-3-9525114-0-4.

### Reiseführer
- Andreas Balze, Gerhard Fischer: Bodensee (= DuMont Reise-Taschenbücher). DuMont, Köln 1995, ISBN 3-7701-3213-0.
- Gertraud Gaßner, Rainald Schwarz-Gaßner: RadReisebuch. Rund um den Bodensee. Von Lindau nach Konstanz. Droemer-Knaur, München 1990, ISBN 3-426-04635-0 (Hintergrundberichte; mehr als in gängigen Reiseführern).
- Willy Küsters, Karlheinz Bischof (Bearb.): Bodensee-Fibel. Vademecum der Landschaft im Herzen Europas für Seehasen und Gäste. 6. Auflage. Rosgarten Verlag, Konstanz 1984, ISBN 3-87685-059-2.

### Natur und Umwelt
- Annette Bernauer, Harald Jacoby: Bodensee. Naturreichtum am Alpenrand. Naturerbe Verlag Jürgen Resch, Überlingen 1994, ISBN 3-9803350-1-1.
- Internationale Gewässerschutzkommission für den Bodensee (Hrsg.): Der Bodensee. Zustand – Fakten – Perspektiven. IGKB, Bregenz 2004, ISBN 3-902290-04-8 (Online-Ausgabe).
- Friedrich Kiefer: Naturkunde des Bodensees. 2. Auflage. Thorbecke, Sigmaringen 1972, ISBN 3-7995-5001-1.
- Oskar Keller: Die geologische Geschichte des Bodensees. In: Schriften des Vereins für Geschichte des Bodensees und seiner Umgebung. 131. Heft, 2013, ISBN 978-3-7995-1719-5, S. 267–301 (Digitalisat).
- Oskar Keller: Die Rheindeltas im Bodensee seit der Römerzeit. In: Schriften des Vereins für Geschichte des Bodensees und seiner Umgebung. 133. Heft. Jan Thorbecke Verlag der Schwabenverlag AG, Ostfildern 2015, ISBN 978-3-7995-1721-8, S. 267–285.
- Bodensee-Forschungen, 1893–1902, Beihefte zu den Schriften des Vereins für Geschichte des Bodensees und seiner Umgebung.
- Hans-Ulrich Wepfer: Aus der Geschichte der Bodenseefischerei. In: Thurgauer Jahrbuch, Bd. 50, 1975, S. 12–27 (e-periodica.ch).

### Bildbände
- Franz X. Bogner: Der Bodensee aus der Luft. Stürtz, Würzburg 2009, ISBN 978-3-8003-4035-4.
- Albrecht Brugger, Erika Dillmann: Der Bodensee – eine Landeskunde im Luftbild. Konrad Theiss Verlag, Stuttgart 1983, ISBN 3-8062-0280-X.
- Peter Flöge: Sehnsuchtslandschaft Bodensee. Weidling Verlag, Stockach am Bodensee, 2005, ISBN 3-922095-27-5 (Wahrzeichen und Naturansichten rund um den Bodensee in Aquarellen. Begleittext auf Deutsch, Englisch, Französisch).
- Max Schefold: Die Bodenseelandschaft. Alte Ansichten und Schilderungen. Thorbecke, Sigmaringen 1961, 3. Aufl. 1986, ISBN 3-7995-2021-X.
- Franz Thorbecke, Jürgen Resch: Bodensee – Weltkulturlandschaft im Wandel der Zeit. Ein Porträt in Luftbildern aus 80 Jahren. Verlag Friedr. Stadler, Konstanz 2004, ISBN 3-7977-0494-1 (Vergleich der Luftbilder von Städten am Bodensee aus Mitte der 1920er Jahre und von Anfang 2000: Landgewinnung durch Aufschüttung, verstärkte Bebauung, gelungener Naturschutz in D-A-CH).